# Муралы в Казани
Муралы — популярный в Казани вид уличного искусства, являющийся одним из элементов украшения общественных пространств, прежде всего в «спальных районах» города. В Казани под муралы используют торцевые стены многоэтажных жилых домов, стены общественных зданий, производственных корпусов, объектов транспортной инфраструктуры, малогабаритных нежилых строений и частных малоэтажных жилых домов.

## История

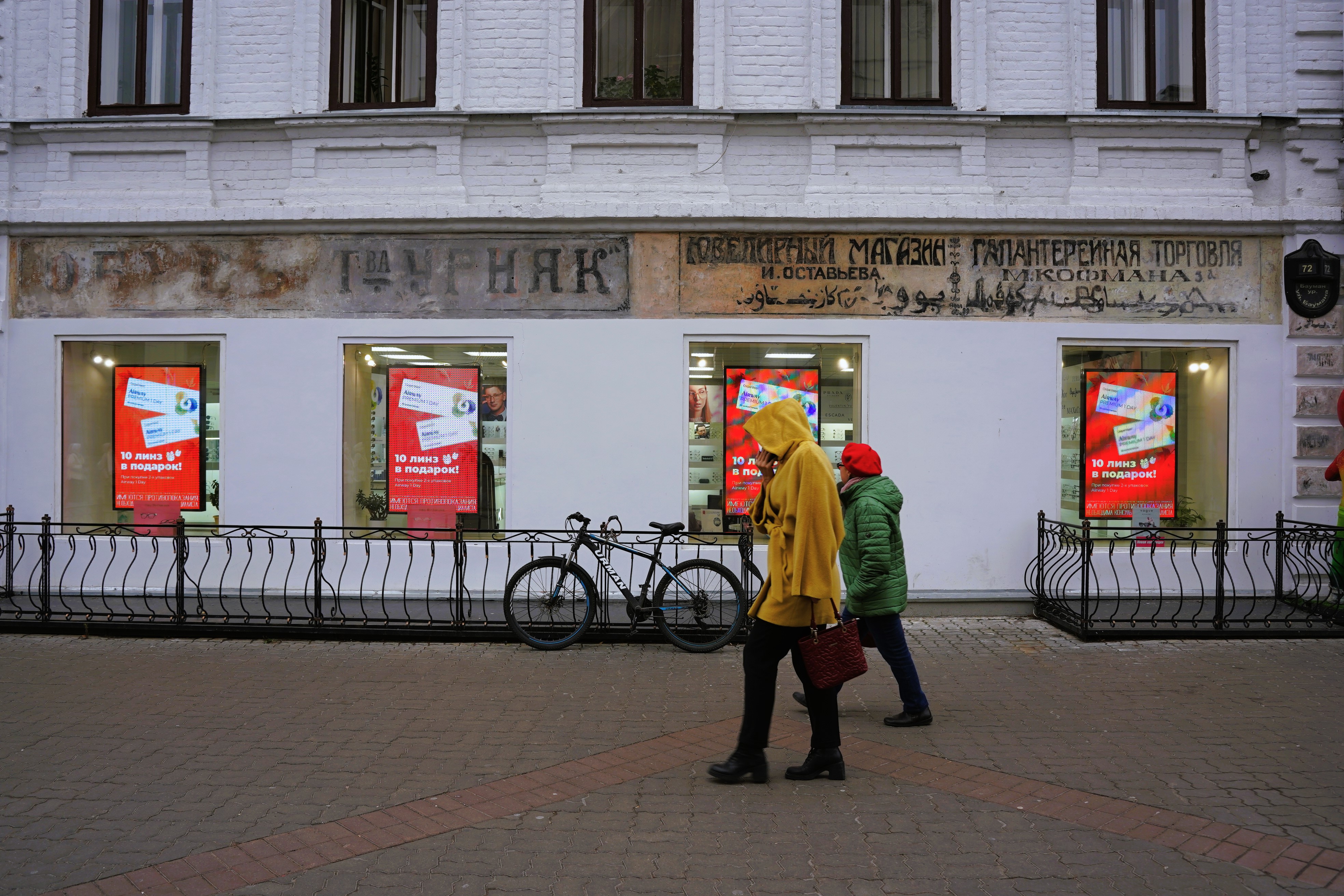
Надписи 1920-х годов на здании: ул. Баумана, 72

О существовании в дореволюционной Казани экстерьерных муралов (художественных настенных изображений красками) сведений нет. В XIX — начале XX века была лишь известна практика нанесения настенных художественных надписей над торговыми заведениями в целях отражения их названия и коммерческого профиля.
Такая практика существовала и в раннесоветский период (1920-е годы) — в период НЭП. Именно к этому времени относятся художественные надписи с названием торговых заведений, обнаруженные летом 2021 года под слоем поздней штукатурки на стене одного из казанских домов (ул. Баумана, 72): Обувь Т-ва «Урняк», Ювелирный магазин И. Оставьева, Галантерейная торговля М. Кофмана (выполнены на русском и татарском языках, в последнем случае — арабской графикой).

### Муралы советского периода
Первые экстерьерные муралы появились в Казани в 1970-е — 1980-е годы, хотя это направление монументально-декоративного искусства (определение советских искусствоведов) тогда ещё не было популярным. Более заметным было использование в оформлении зданий техники сграффито и мозаики.
Одним из первых муралов Казани стала художественная композиция Виктора Кронидовича Фёдорова (1940—2001), выполненная в 1972 году фреской по сухой штукатурке на северном торце одного из жилых домом по улице Красной Позиции. Это было панно, посвящённое теме обороны города революционными отрядами в 1918 году (официальное название панно — «1918 год. Огонь!»). На нём были изображены молодой красноармеец и пожилой рабочий. В. К. Фёдоров планировал оформить в подобном стиле северные торцевые стороны нескольких жилых домов по улице Красной Позиции на революционные и военно-патриотические темы, но этот замысел оказался неосуществлённым. Суть замысла заключалась в том, что пять пятиэтажных жилых домов по этой улице (ул. Красной Позиции, 1, 3, 5, 7, 9) стоят с отступом друг от друга и под углом по отношению к проезжей части, что позволяет при движении с севера на юг поочерёдно видеть все торцевые стороны этих зданий. Идея В. К. Фёдорова была частично реализована в 2008 году, когда на северных торцевых сторонах первых трёх домов по этой улице были нанесены живописные композиции Алины Яхиной, но с иным смысловым содержанием. Однако панно В. К. Фёдорова в результате этого было утрачено.
Ещё одним известным муралом того времени (1980-е годы) являлось силуэтное изображение людей в костюмах первой половины XIX века, конной брички и животных на стене у входа в пивной бар «Бегемот» (ул. Чернышевского, 6/2). Позже оно также было утрачено.

### Зарождение муралов в постсоветской Казани
Муралы в современном понимании появились в Казани как результат увлечения некоторых молодых людей уличным граффити. В столице Татарстана граффити, сделанные аэрозольными красками, появились в 1990-е годы, но набирать популярность это увлечение стало в 2000-х годах. В те годы данное направление стрит-арта развивалось во многом благодаря деятельности творческой группы «Aeropop», возникшей в 1999 году. Это было первое в Казани объединение стрит-арт художников (райтеров), которое позиционировалось как студия граффити. Позже членов группы «Aeropop» стали называть «прадедушками казанской граффити-сцены».
Значительную поддержку развитию уличного искусства оказал мэр Казани Ильсур Метшин, возглавивший город (ещё в должности главы администрации) в ноябре 2005 года (ранее, будучи главой администрации Нижнекамска, он поддерживал фестивали стрит-арта в этом городе). Именно при нём уличная живопись, развивавшаяся в нелегальных формах, стала приобретать легальный характер, постепенно трансформируясь в одно из направлений паблик-арта.
Власти Казани стали поддерживать проведение в городе различных фестивалей уличной культуры, в том числе «Snickers Урбания», в рамках которых выделялись специальные места для создания художественных граффити. Например, в августе 2010 года в рамках фестиваля «Old Kazan» мэрия города выделила для творчества райтеров подпорную стену рядом со станцией метро «Аметьево» и некоторые поверхности моста в районе улицы Роторной. Это была целенаправленная политика борьбы с граффити-вандализмом, когда рисунками и надписям различной художественной ценности портились фасады зданий и стены подземных переходов.
Также стали выделяться места для реализации отдельных творческих проектов вне фестивальных рамок. Например, в 2011 году по инициативе Студии интерактивных технологий «ImCompany» и по согласованию с мэрией Казани на пешеходной улице Баумана появились портреты Стива Джобса и Махатмы Ганди, сделанные Дмитрием Кудиновым. Они были размещены на металлических поверхностях, закрывающих световые фонари, установленные в 2000-х годах для освещения так и не достроенной подземной галереи.
Закономерным результатом легализации творчества райтеров стало решение городских властей об использовании крупноформатных настенных поверхностей, прежде всего глухих торцевых стен многоэтажных жилых домов. Именно благодаря этому в Казани появились муралы — крупноформатная настенная живопись, которую стали рассматривать как элемент украшения общественных пространств.
Муралы в современном понимании стали активно создаваться в Казани с 2012 года, однако первое их появление относится к 2008 году.

### Муралы на улице Красной Позиции (2008 год)
В постсоветской Казани первые монументальные муралы на многоэтажных жилых домах появились в рамках всероссийского арт-проекта «Красота. Города» 2008 года. Тогда получили художественное оформление северные торцевые стороны трёх домов по улице Красной Позиции. На доме № 1 появилась композиция под названием «Символ Казани — мечеть Кул Шариф», на доме № 3 — «Красота. Города», на доме № 5 — «Улыбнись». Автор этих муралов — Алина Яхина, на тот момент — девятнадцатилетняя студентка Казанского художественного училища имени Н. И. Фешина. Она стала победительницей казанского конкурса арт-проекта и выполняла свои работы под девизом «Долой тоску и уныние, да здравствуют красочность, радужность и позитив!».
Одним из последствий этого конкурса стало упомянутое выше исчезновение художественной композиции В. К. Фёдорова на торцевой стороне одного из домом по улице Красной Позиции. Утрата фрески известного в Казани художника-монументалиста вызвала негативную реакцию. Один из жителей города так отреагировал на это событие: «Долой тоску и уныние! На доме № 3 по улице Красной Позиции была картина: командир-красноармеец с поднятой рукой, командующий своими солдатами, в годы гражданской войны здесь шли бои красноармейцев с белогвардейцами, отсюда и название улицы, и замазывать её разноцветной мазнёй 19-летней студентки — это плохая идея, очень плохая» (комментарий Анонима от 26 июля 2009 года под публикацией о данном конкурсе).

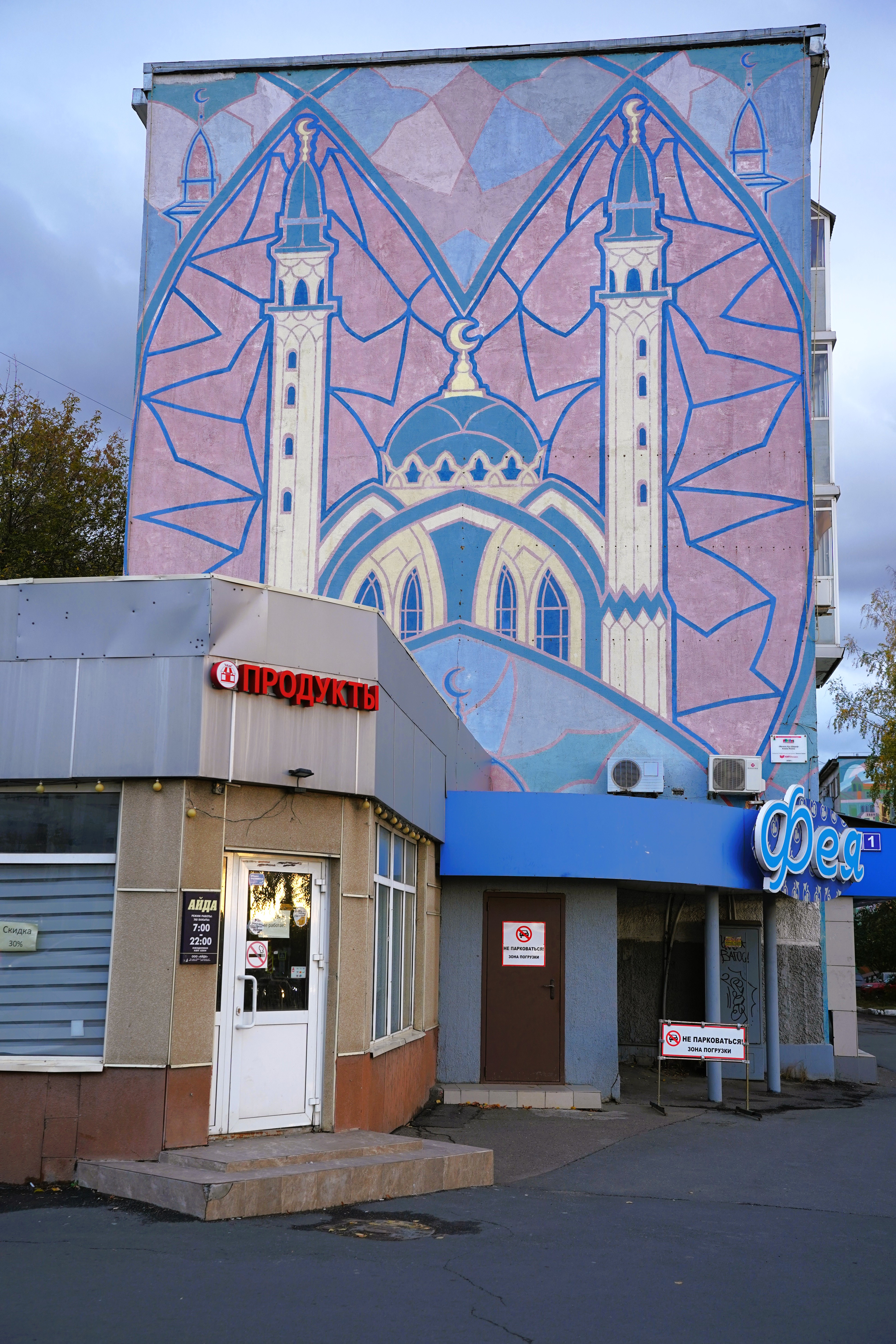
«Символ Казани — мечеть Кул Шариф», автор — Алина Яхина: ул. Красной Позиции, 1
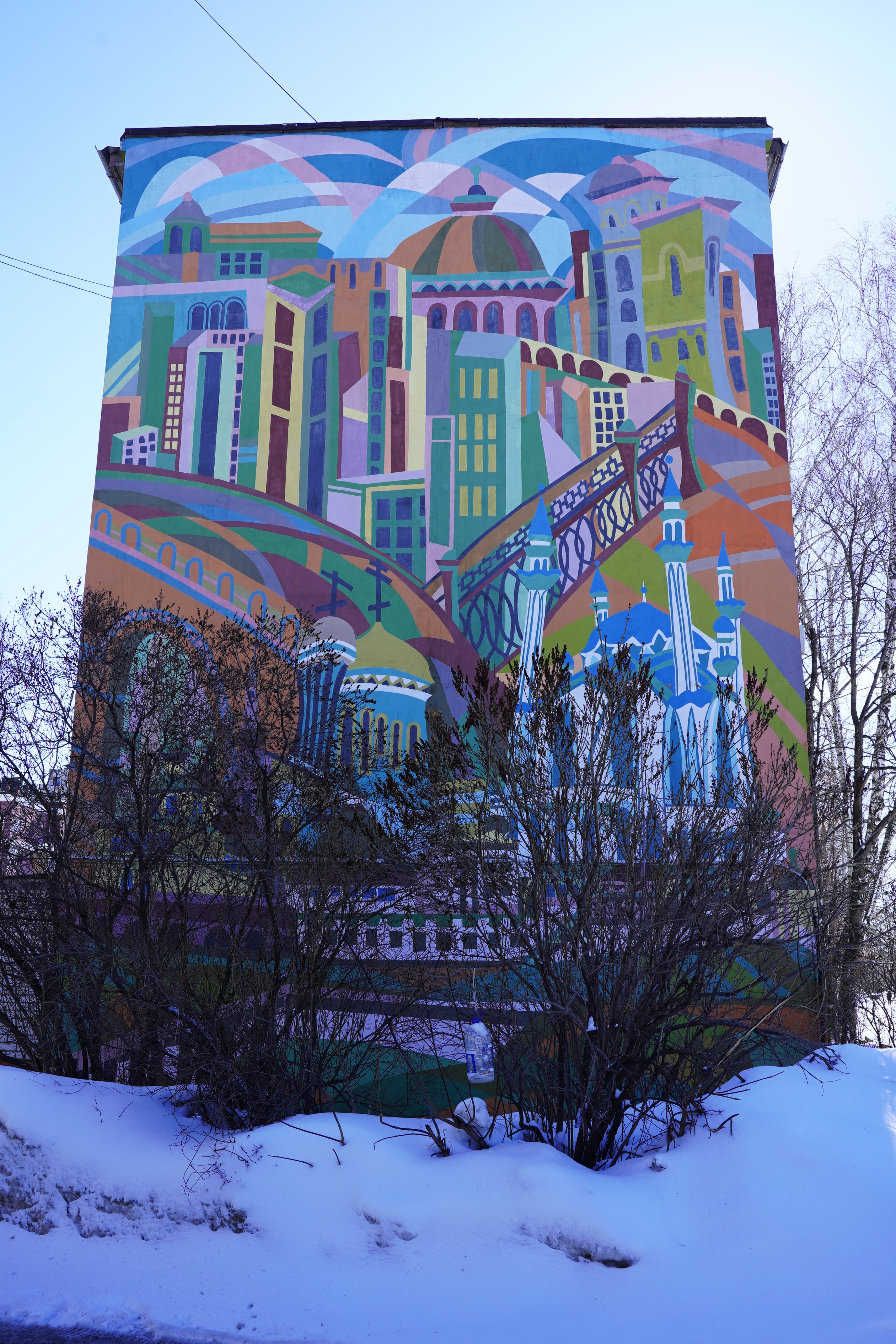
«Красота. Города», автор — Алина Яхина: ул. Красной Позиции, 3
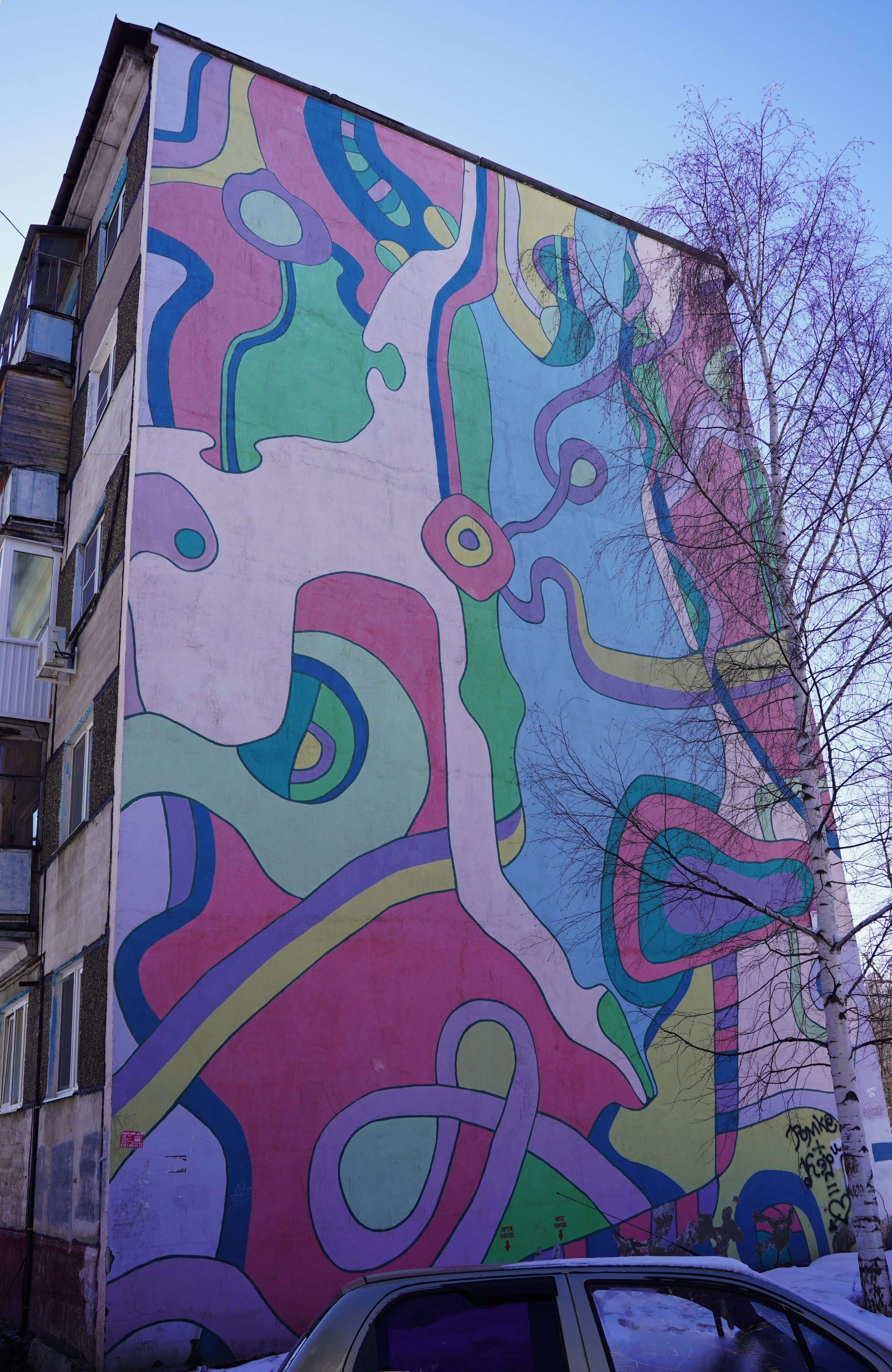
«Улыбнись», автор — Алина Яхина: ул. Красной Позиции, 5

### Фестиваль Like It.Art (2012 год)
Импульс развитию в Казани крупноформатной настенной живописи дал международный фестиваль Like It.Art, проведённый при поддержке мэрии города с 17 по 22 июля 2012 года.
Идея его проведения принадлежит упомянутому выше Дмитрию Кудинову. Одной из целей фестиваля было привлечение в Казань самых известных зарубежных и российских райтеров; по утверждению организаторов, на эту тему велись переговоры даже со знаменитым Бэнкси.
В фестивале Like It.Art приняли участие 42 райтера (как одиночек, так и творческих пар и групп) из 9 стран — России, Бельгии, Болгарии, Германии, Испании, Италии, Польши, Сербии и Украины. Для своих работ они использовали стеновые поверхности на 25 объектах: на 12 многоквартирных жилых домах (в основном торцевые стороны), на шести хозяйственных корпусах, на трёх транспортных развязках, две бетонированные поверхности на подпорных стенах вдоль Булака, по одной поверхности на стенах здания учебного заведения и теплопункта; одно изображение было нарисовано на асфальте на площадке у Национально-культурного центра «Казань». Всего в ходе фестиваля было использовано 14 000 баллончиков краски.
Большая часть муралов, появившихся в ходе фестиваля Like It.Art, позже исчезла, но некоторые сохранились, хотя и утратили прежнюю цветовую насыщенность. В числе сохранившихся работ (по состоянию на 2023 год) следующие:
- «Removal» (Удаление) (ул. Абсалямова, 23); авторы — творческая группа Etam Cru (Польша)[14];
- «Виолончелист» (ул. Абсалямова, 27); авторы — творческий дуэт Morik & Aber (Марат Морик /г. Новосибирск/ и Андрей Абер /г. Барнаул/); эта работа признана лучшим муралом 2012 года по версии граффити-каталога Urban Roots[14];
- «We Will Fly Together» (Мы полетим вместе) — вариация в стиле «машинариум» плаката Юрия Чудова «И мы будем лётчиками» 1951 года (ул. Бондаренко, 20); автор — Pixelpancho (Италия)[14];
- «Кобра»[15] (ул. Бондаренко, 24); автор — Steve Locatelli (Бельгия)[16];
- «Многоликое божество» (ул. Галактионова, 12А); авторы — творческая группа Vitae Viazi (Россия)[14];
- «Моряк и рыба»[15] (ул. Деловая, 2); автор — Alexey Kislow (Алексей Канунников, г. Севастополь)[17];
- «Bestiarium — Animales Homines» (Бестиарий — зверолюди) (ул. Космонавтов, 38); авторы — итальянская пара Caktus e Maria[14];
- «Настроение» (ул. Красной Позиции, 15); автор — Basil LST (Василий Ласточкин, г. Новосибирск); этот мурал стал фаворитом в глазах мэра Казани Ильсура Метшина[14];
- «Океан материальной экзистенции» (ул. Сары Садыковой, 47); автор — Nasimo (Болгария)[18].

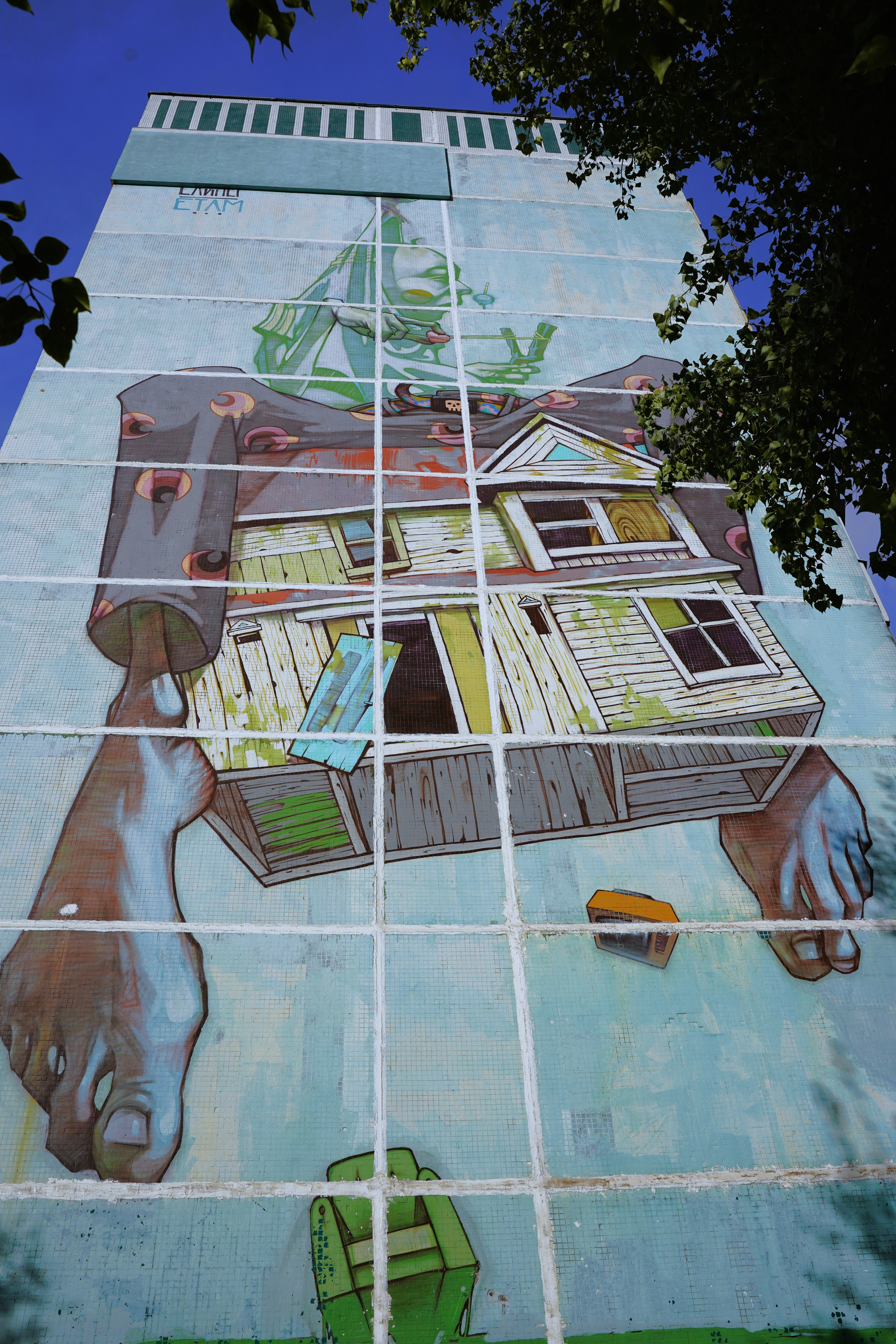
«Removal» (Удаление), авторы — группа Etam Cru: ул. Абсалямова, 23
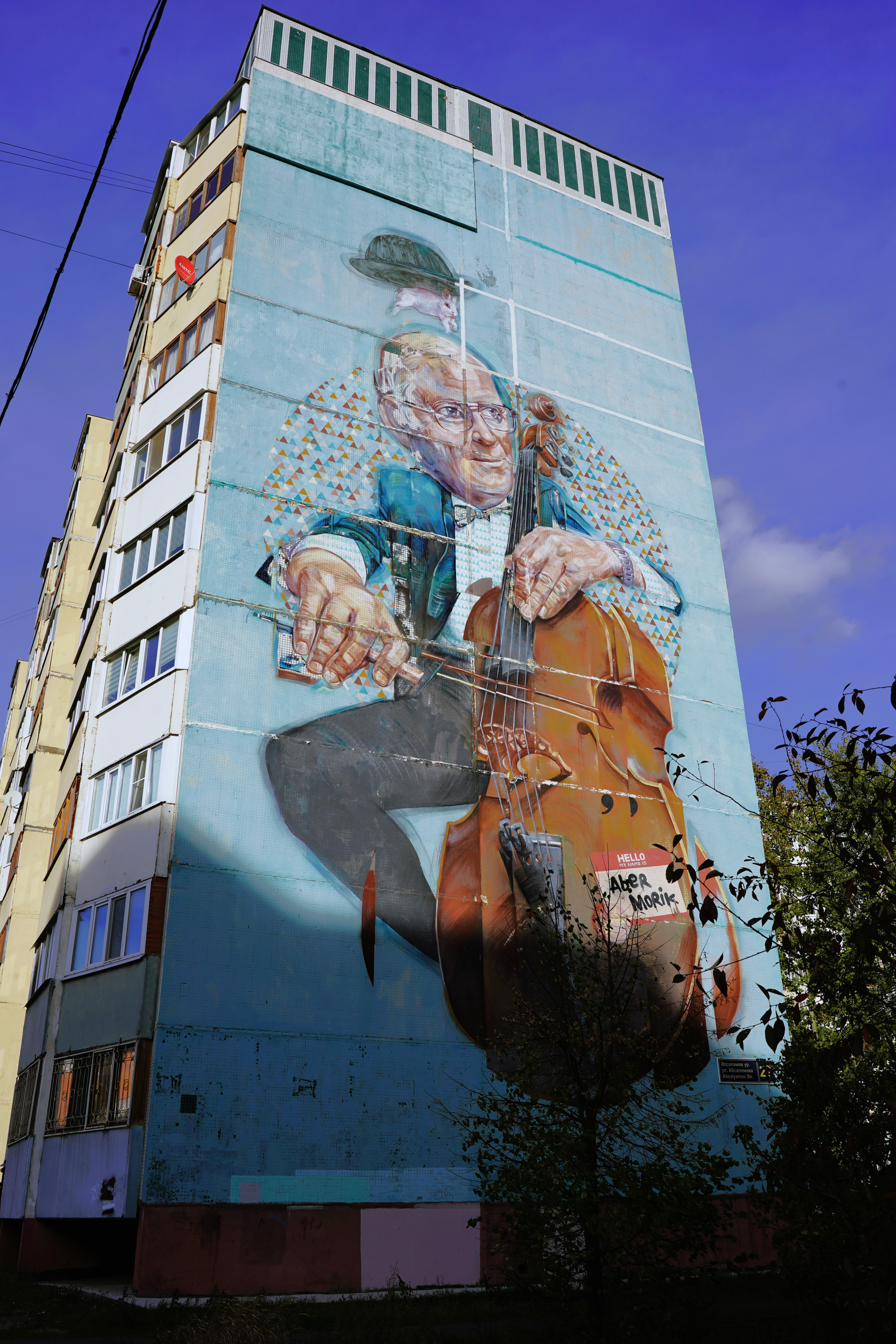
«Виолончелист», авторы — Morik & Aber (Марат Морик и Андрей Абер): ул. Абсалямова, 23
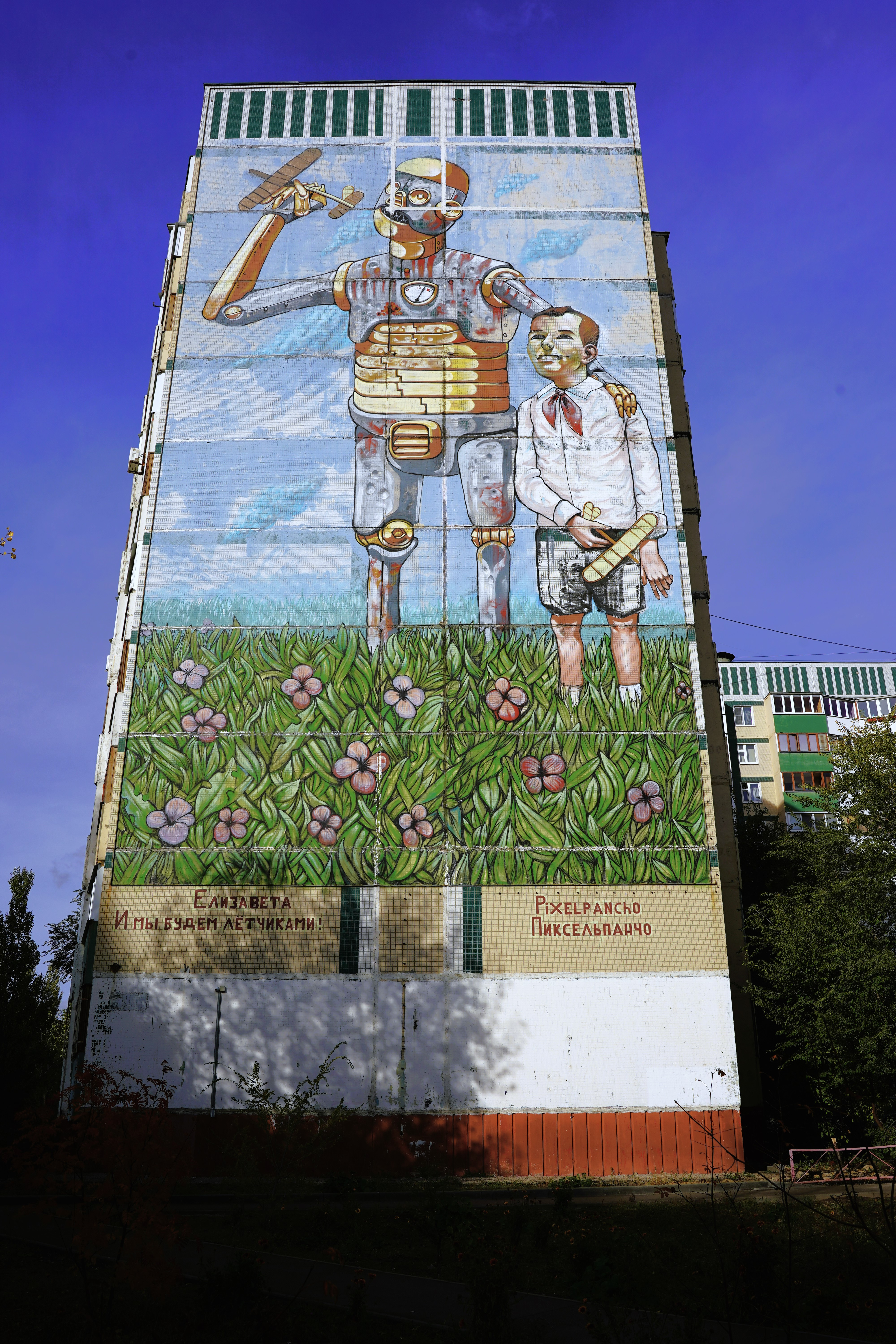
«We Will Fly Together» (Мы полетим вместе), автор — Pixelpancho: ул. Бондаренко, 20
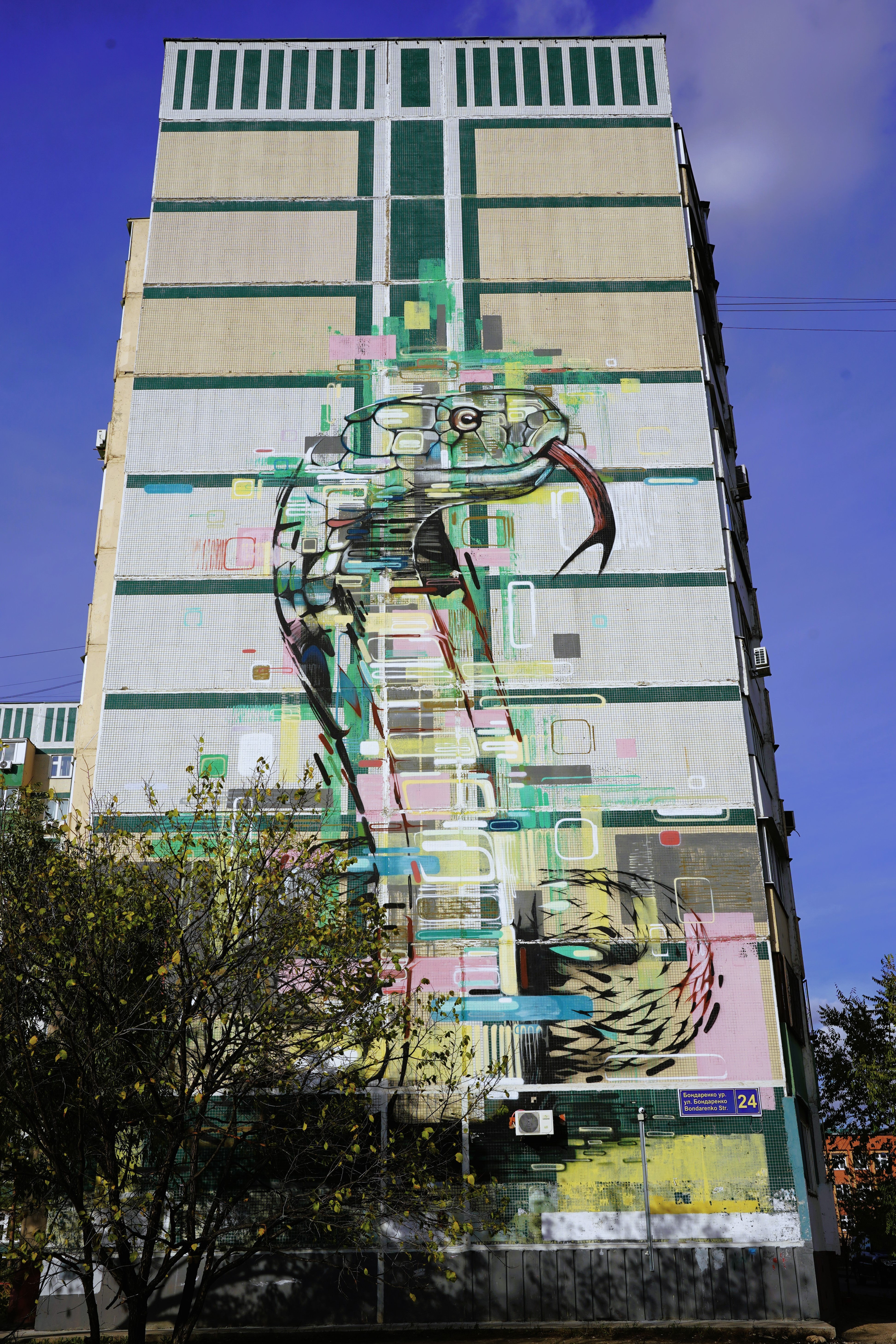
«Кобра», автор — Steve Locatelli: ул. Бондаренко, 24
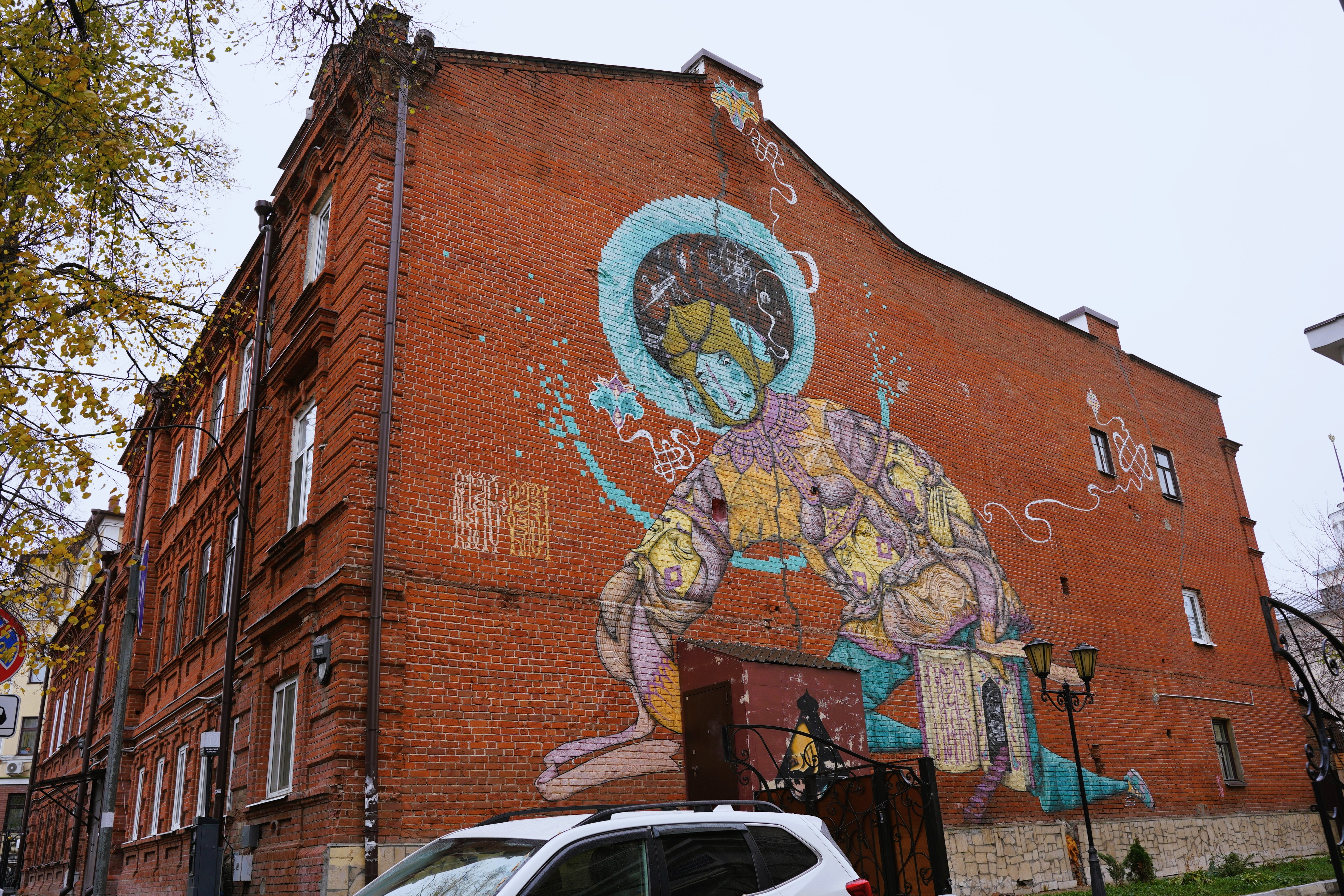
«Многоликое божество», авторы — группа Vitae Viazi: ул. Галактионова, 12А
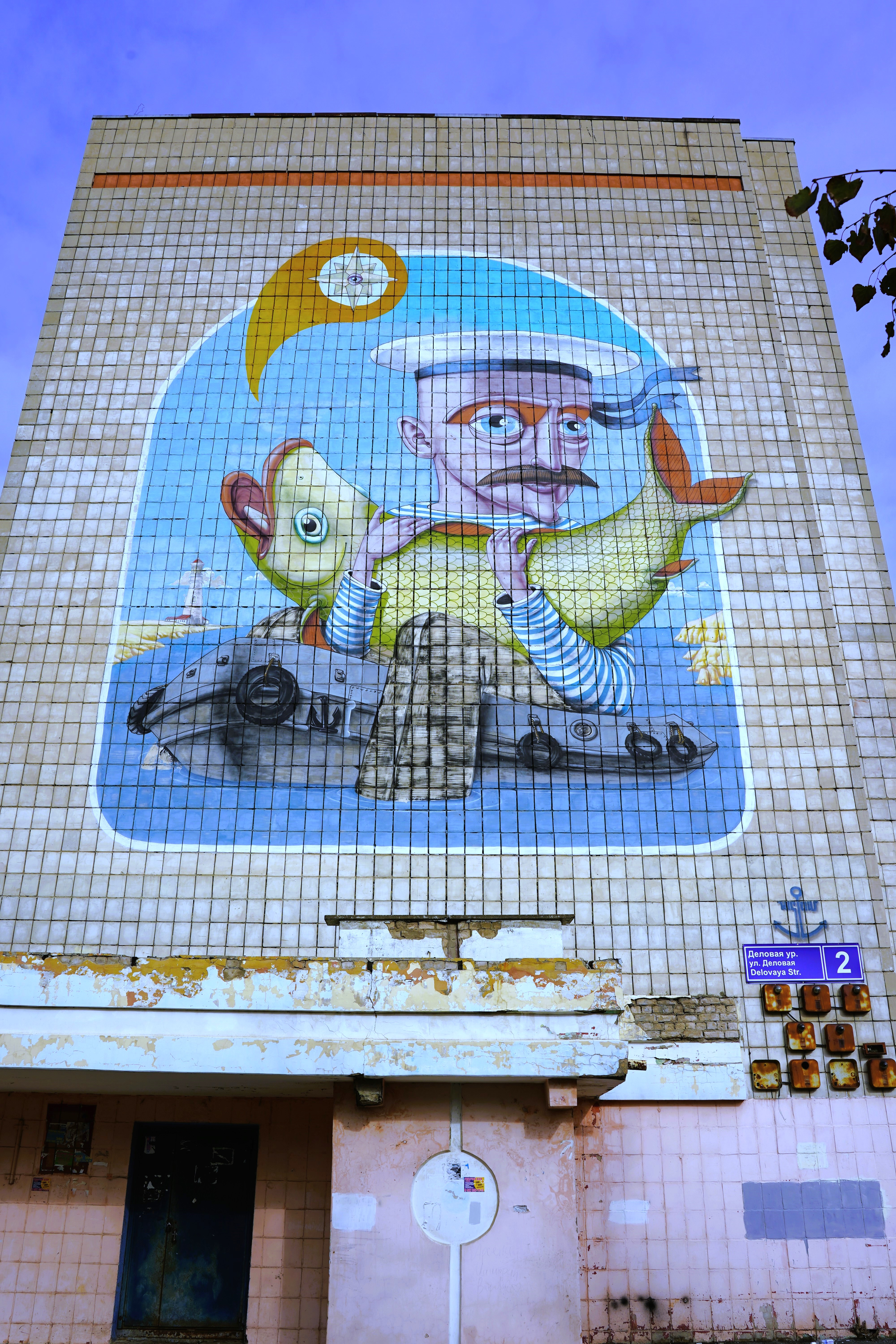
«Моряк и рыба», автор — Alexey Kislow (Алексей Канунников): ул. Деловая, 2
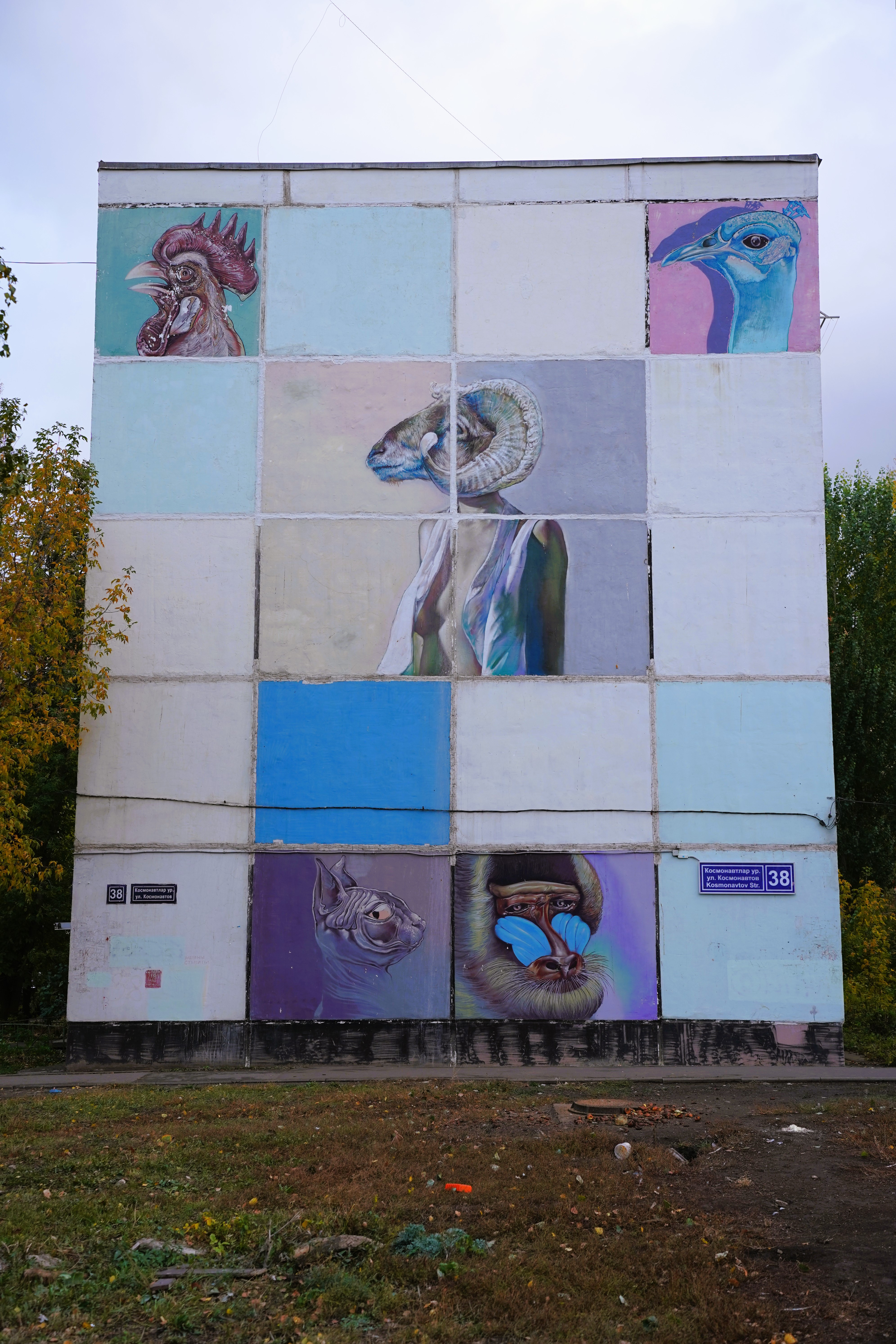
«Bestiarium — Animales Homines» (Бестиарий — зверолюди), авторы — Caktus e Maria: ул. Космонавтов, 38
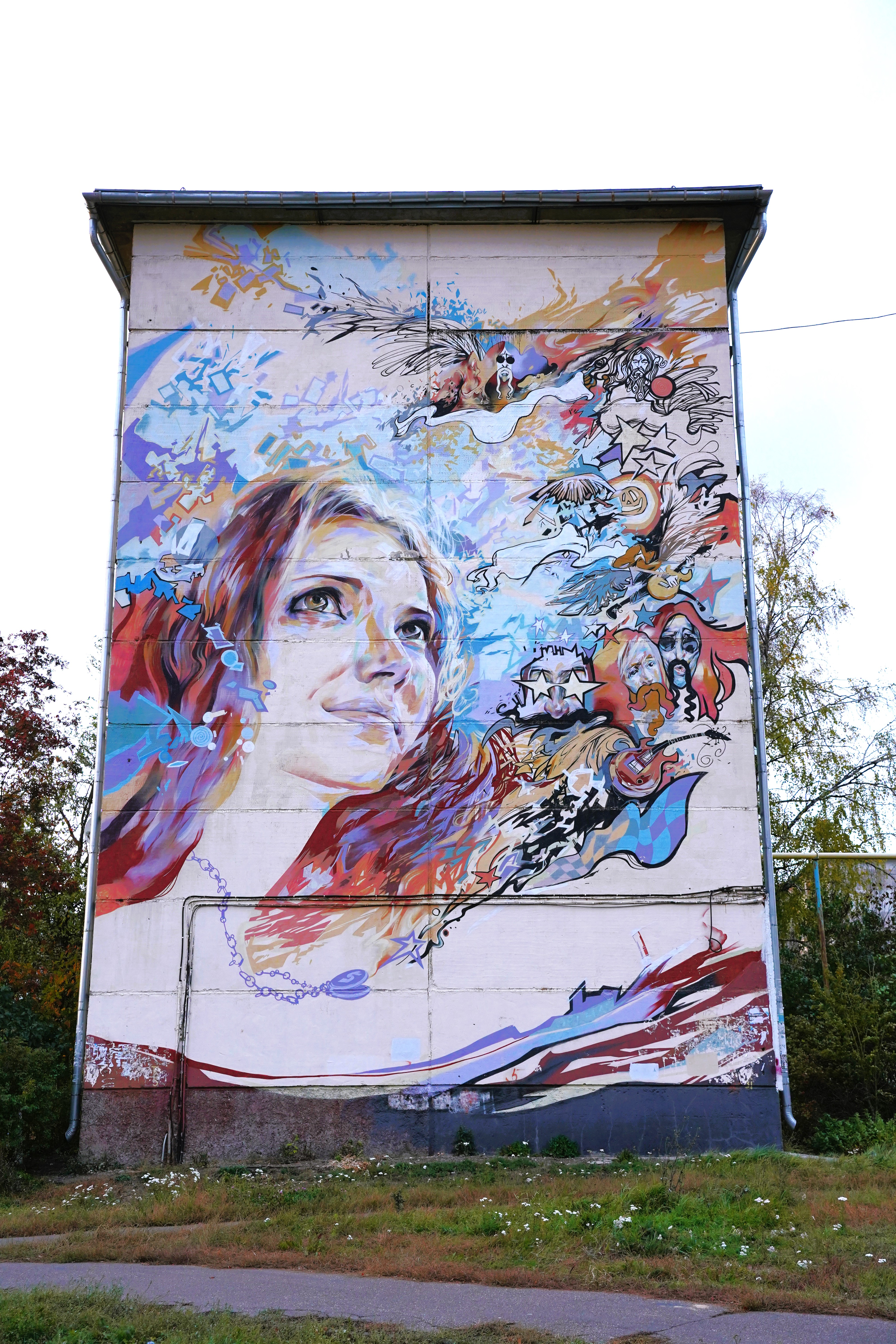
«Настроение», автор — Basil LST (Василий Ласточкин): ул. Красной Позиции, 15
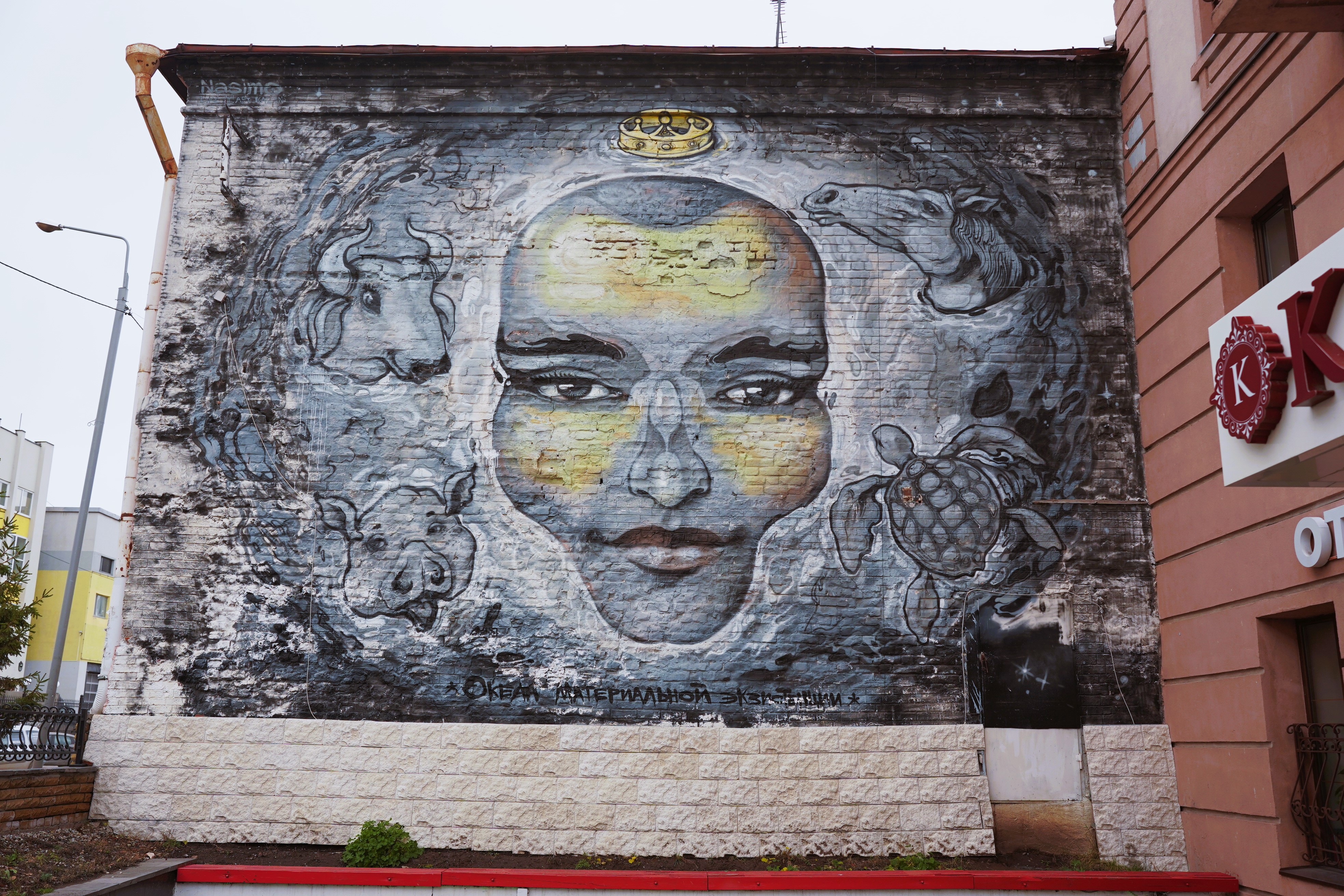
«Океан материальной экзистенции», автор — Nasimo: ул. Сары Садыковой, 47

### Галерея граффити под мостом Миллениум (с 2012 года)
В 2012 году казанские райтеры стали осваивать под граффити-композиции опорные бетонные столбы моста Миллениум и прилегающее пространство. В течение нескольких лет здесь появилось несколько десятков композиций различного качества исполнения и художественного уровня (по состоянию на 2018 год — более 40, в том числе портрет Юрия Гагарина с надписью «Юра, спасибо за космос!»).
В 2017 году у одной из опор моста Миллениум возник стихийный мемориал в память вокалиста группы Linkin Park Честера Беннингтона. И тогда же 30-летний городской активист, ведущий инженер-технолог казанского НИИ химических продуктов Марат Газизуллин предложил создать на 14 опорах моста «Аллею памяти выдающихся музыкантов современности», опубликовав соответствующую петицию на портале Change.org.
В 2018 году в процессе подготовки к финальной части 21-го чемпионата мира по футболу власти Казани закрасили все граффити под мостом Миллениум серой краской. Но именно после этого идея создания «Аллеи памяти выдающихся музыкантов современности» стала реализовываться. В течение года появились портреты Виктора Цоя, Кирилла Толмацкого (Децл), Ice Cube и Eminem (их автор — казанский художник Максим Гамма), а также Честера Беннингтона, Джона Леннона и др. Однако эти работы оказались недолговечными, став жертвами вандалов и времени. Поэтому арт-пространство под мостом Миллениум превратилось в «галерею» со сменяемой «экспозицией».

### Муралы к Всемирной летней Универсиаде 2013 года в Казани
По окончании фестиваля Like It.Art (2012) создание муралов на стенах зданий стало модным направлением. Муралы стали рассматриваться как важный художественный элемент, усиливающий эстетическое восприятие общественных пространств. Часть созданных в этот период и позже муралов также стали нести в себе информационно-просветительскую функцию, способствуя лучшему восприятию исторических районов Казани.
В 2012—2013 годах в преддверии Универсиады был проведён первый этап реконструкции Старо-Татарской слободы с целью её превращения в привлекательное для туристов место. По окончании этих работ на территории слободы появились два мурала, сделанные по заказу мэрии Казани. Их общая площадь составляет 360 м², а сюжеты отражают исторический контекст данной местности. Это композиции «Сохраняя традиции» (ул. Каюма Насыри, 2) и «Ретроспектива Старо-Татарской слободы» (ул. Марджани, 8А — тыльная стена здания со стороны улицы Каюма Насыри). Авторами этих муралов являются Дмитрий Кудинов (эскиз) и Василий Ласточкин (исполнение работ на стенах).
Непосредственно тему Универсиады 2013 года отразил мурал длинной около 70 м, появившийся на кирпичной подпорной стене вдоль улицы Университетской. Основу его композиции составили изображения крылатого белого барса Юни — талисмана Универсиады, а также стилизованные образы знаковых архитектурных символов Казани. Автор работы — казанский художник Даниил Fay. Этот мурал просуществовал до мая 2024 года, когда подпорную стену вдоль улицы Университетской закрасили в тёмно-зелёный цвет.
Ещё раньше, в 2009 году на территории Московского района города выкрасили в цвета Универсиады несколько многоквартирных жилых домов по улице Волгоградской и проспекту Ибрагимова. В рамках нового фасадного дизайна две пятиэтажные «хрущёвки» (ул. Волгоградская, 1, 3) получили на западных торцевых сторонах украшение в виде пиктограмм, символизирующих шесть видов спорта — баскетбол, гимнастику, бокс, лёгкую атлетику, конный спорт и волейбол. Они соответствуют стилистике пиктограмм московской летней Олимпиады—1980, которые были разработаны выпускником Ленинградского высшего художественно-промышленного училища имени В. И. Мухиной московским художником Николаем Белковым. Недалеко от этих пятиэтажек находятся две другие (ул. Волгоградская, 27; просп. Ибрагимова, 34), на северных торцевых сторонах которых разместили изображение эмблемы казанской летней Универсиады 2013 года.

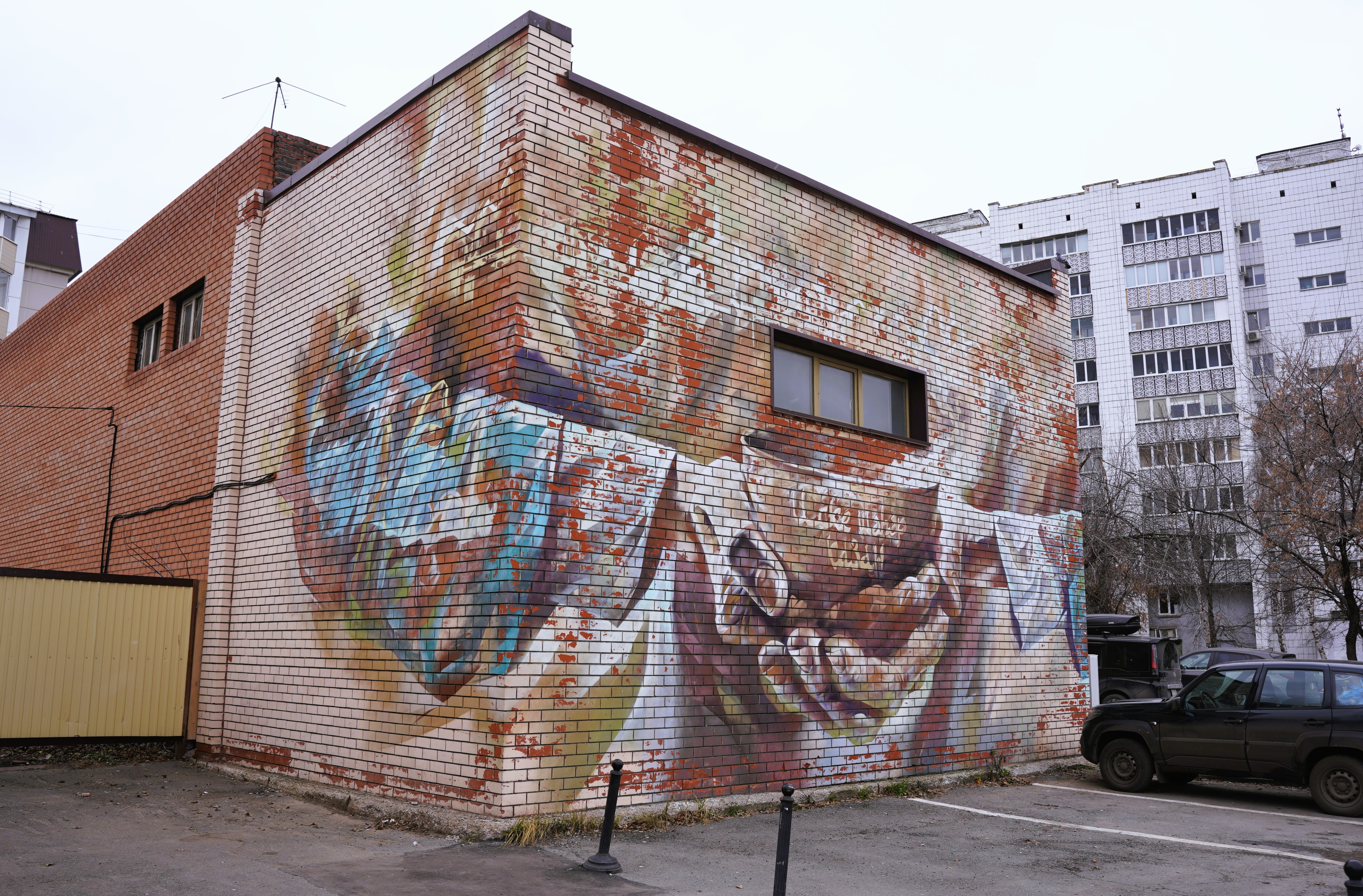
«Сохраняя традиции», авторы — Дмитрий Кудинов и Василий Ласточкин: ул. Каюма Насыри, 2
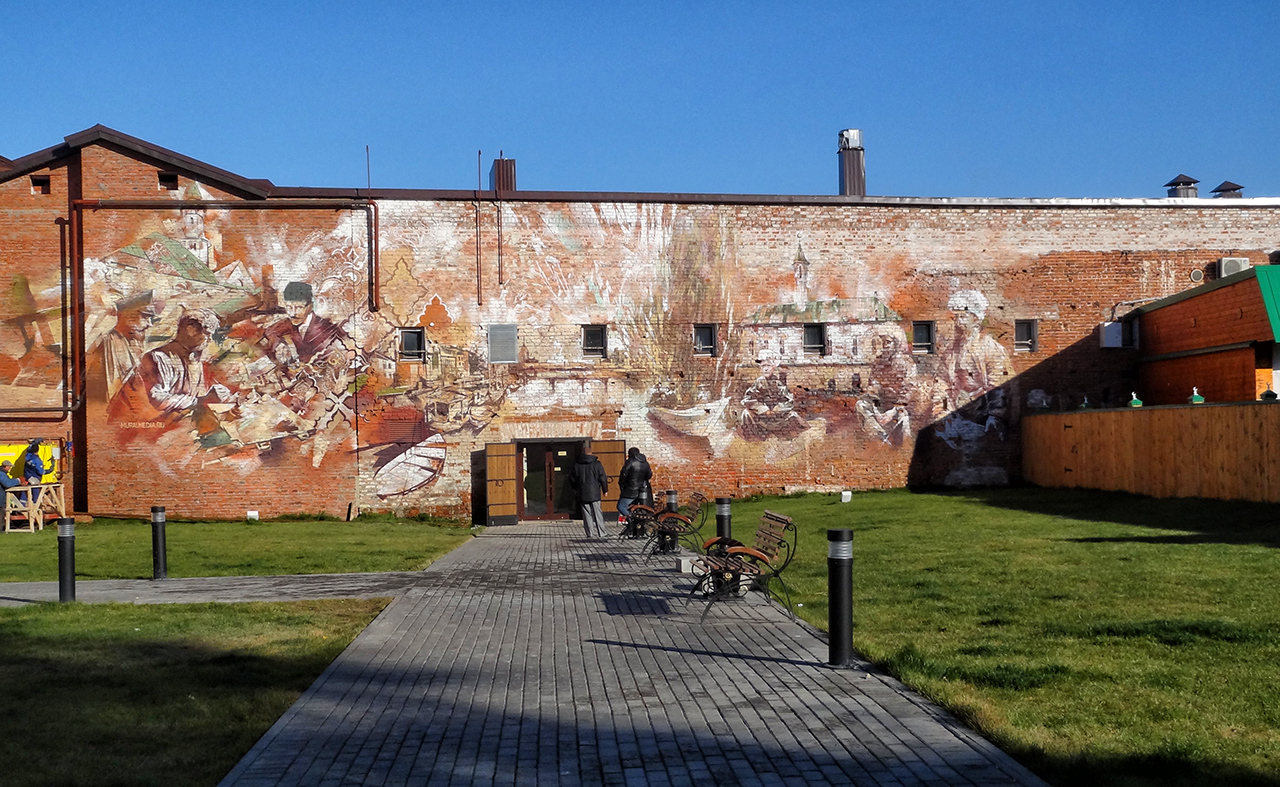
«Ретроспектива Старо-Татарской слободы», авторы — Дмитрий Кудинов и Василий Ласточкин. Вид в 2013 году
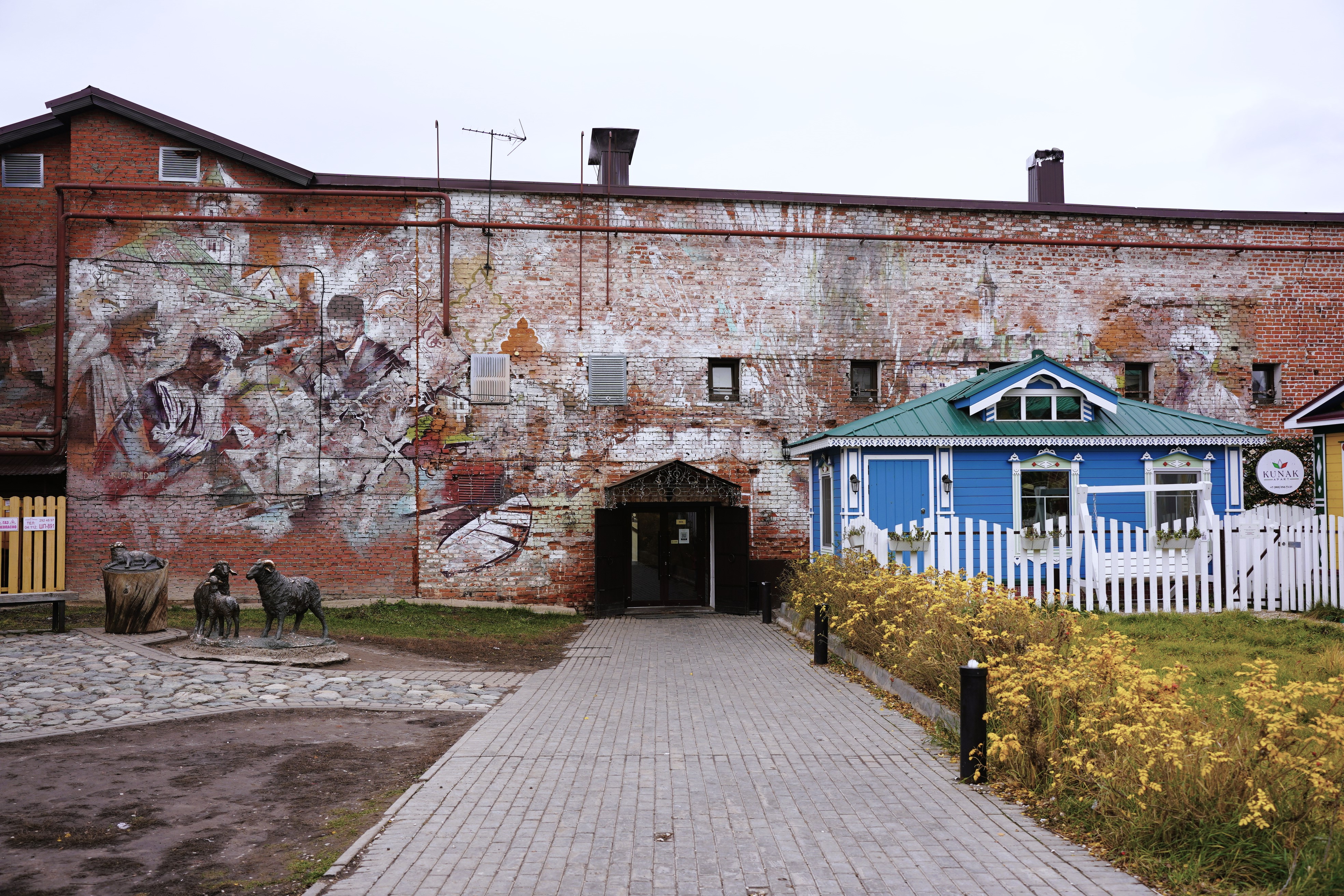
«Ретроспектива Старо-Татарской слободы». Вид в 2023 году
Мурал с символикой летней Универсиады 2013 года по улице Университетской (закрашен в мае 2024 года)
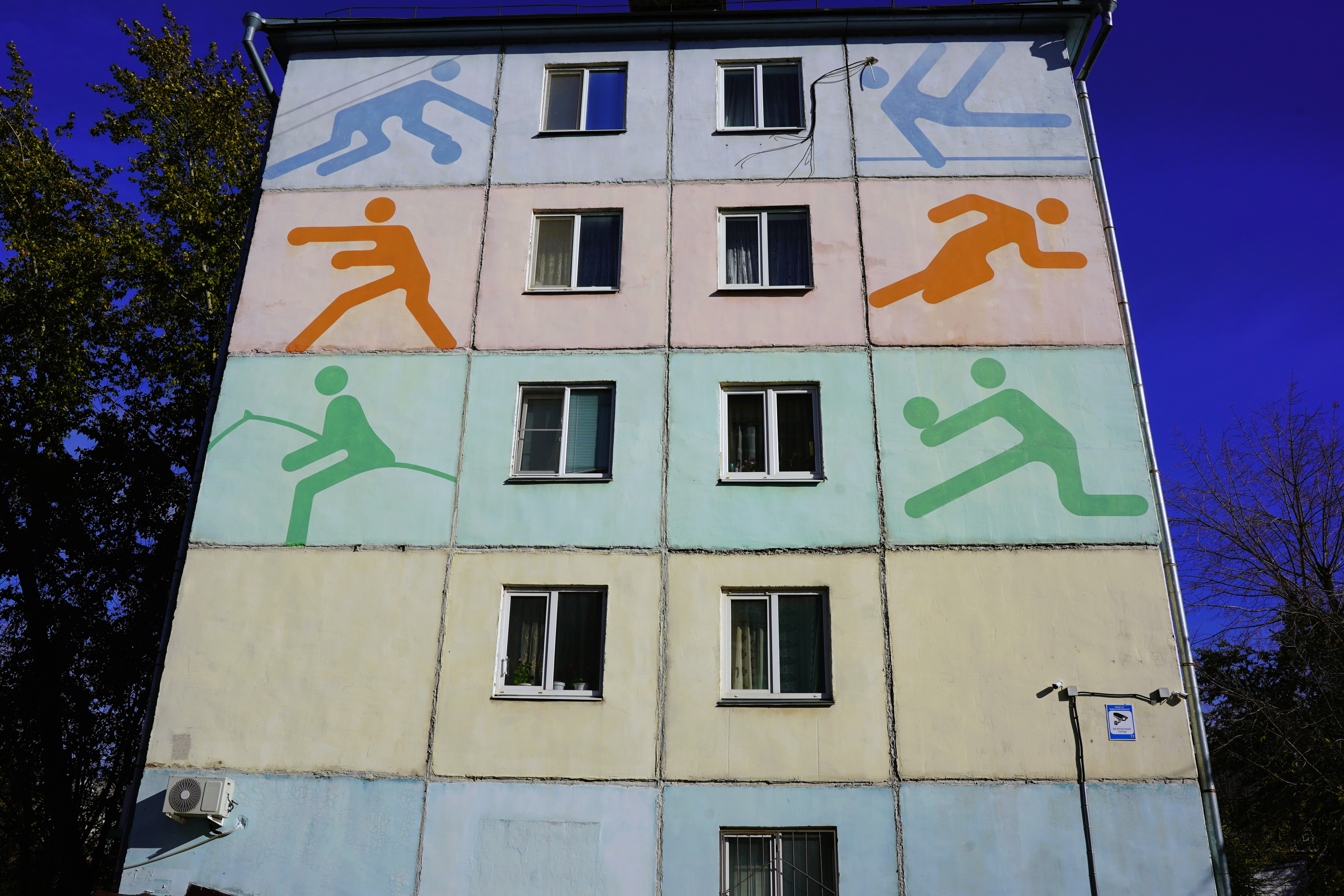
Оформление торцевой стены дома пиктограммами летней Олимпиады 1980 года: ул. Волгоградская, 3
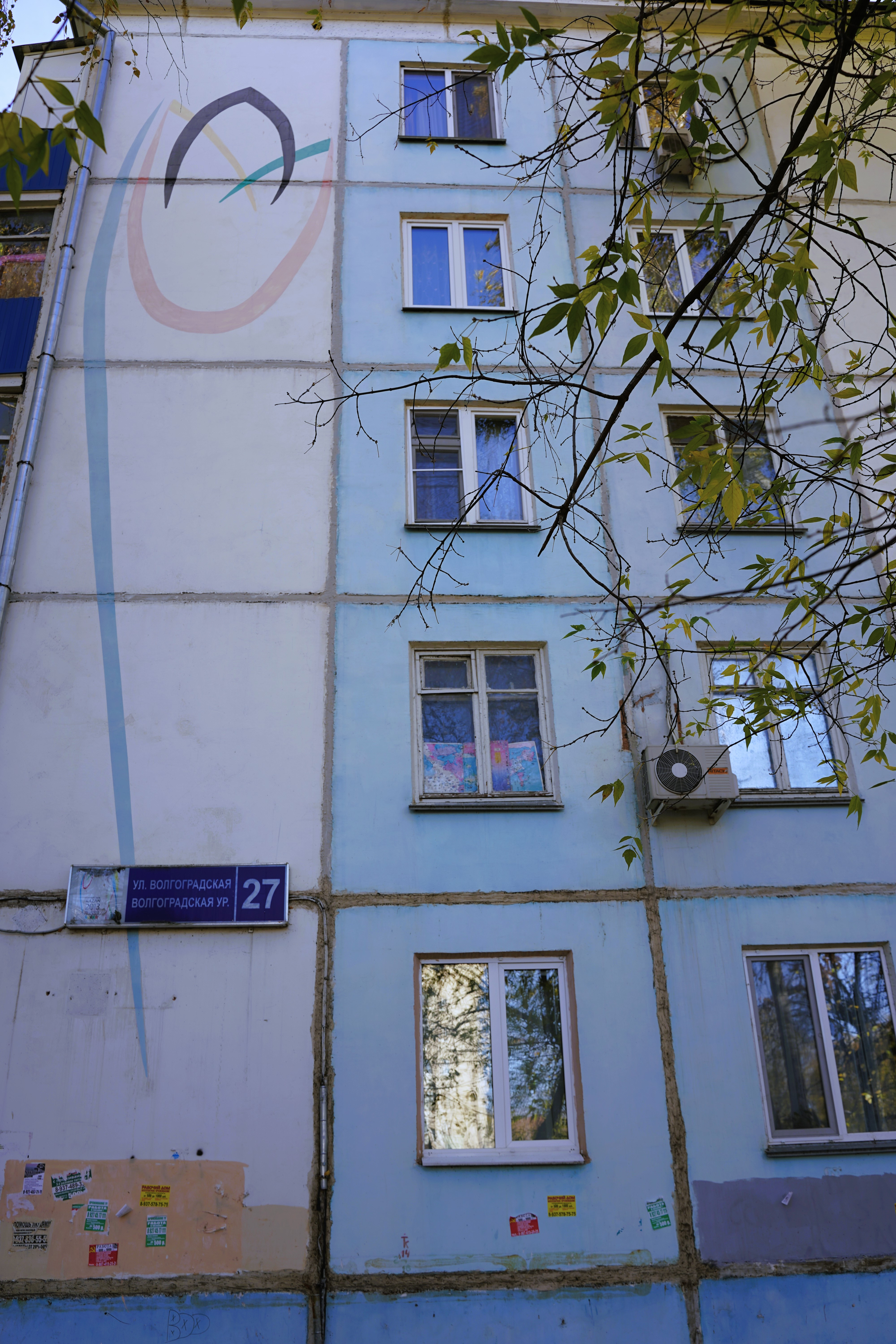
Оформление торцевой стены дома символикой летней Универсиады 2013 года: ул. Волгоградская, 27

### Муралы лофта «Фабрика Алафузова» (с 2015 года)
В 2015 году в Казани появилось креативное лофт-пространство «Фабрика Алафузова». Этот проект стал развиваться на площадях Льнопрядильной фабрики купца Ивана Алафузова, проработавшей с 1865 по 2007 год (в советское время здесь располагался Казанский льнокомбинат имени В. И. Ленина, а в 1943 году часть исторических фабричных сооружений была передана под производство первичной переработки шерсти). В 2013 году часть комплекса зданий закрытой фабрики и землю под ними выкупил казанский предприниматель Андрей Питулов, создавший здесь первый в городе лофт — «главное пристанище свободных художников, музыкантов и представителей андеграунд-культуры» в Казани. В течение последующих лет он пытался превратить лофт «Фабрика Алафузова» в полноценный центр креативной индустрии и развлечений, однако финансовые проблемы не позволили в полной мере осуществить задуманное. Принадлежавшая Андрею Питулову часть бывшей фабрики оказалась в залоге у Булгар банка, который в 2017 году обанкротился. Исторические здания фабрики Алафузова, как и весь комплекс бывшего льнокомбината, неоднократно выставлялись на продажу. В итоге они были выкуплены владельцем строительной компании «Бриз» Андреем Беляковым, который намерен превратить их в комплекс жилых, торговых, офисных помещений и творческого пространства. Лофт «Фабрика Алафузова» продолжает функционировать на правах аренды.
На территории лофта «Фабрика Алафузова» с 2015 года создано большое количество граффити и муралов, некоторые из которых обладают определённой художественной ценностью.

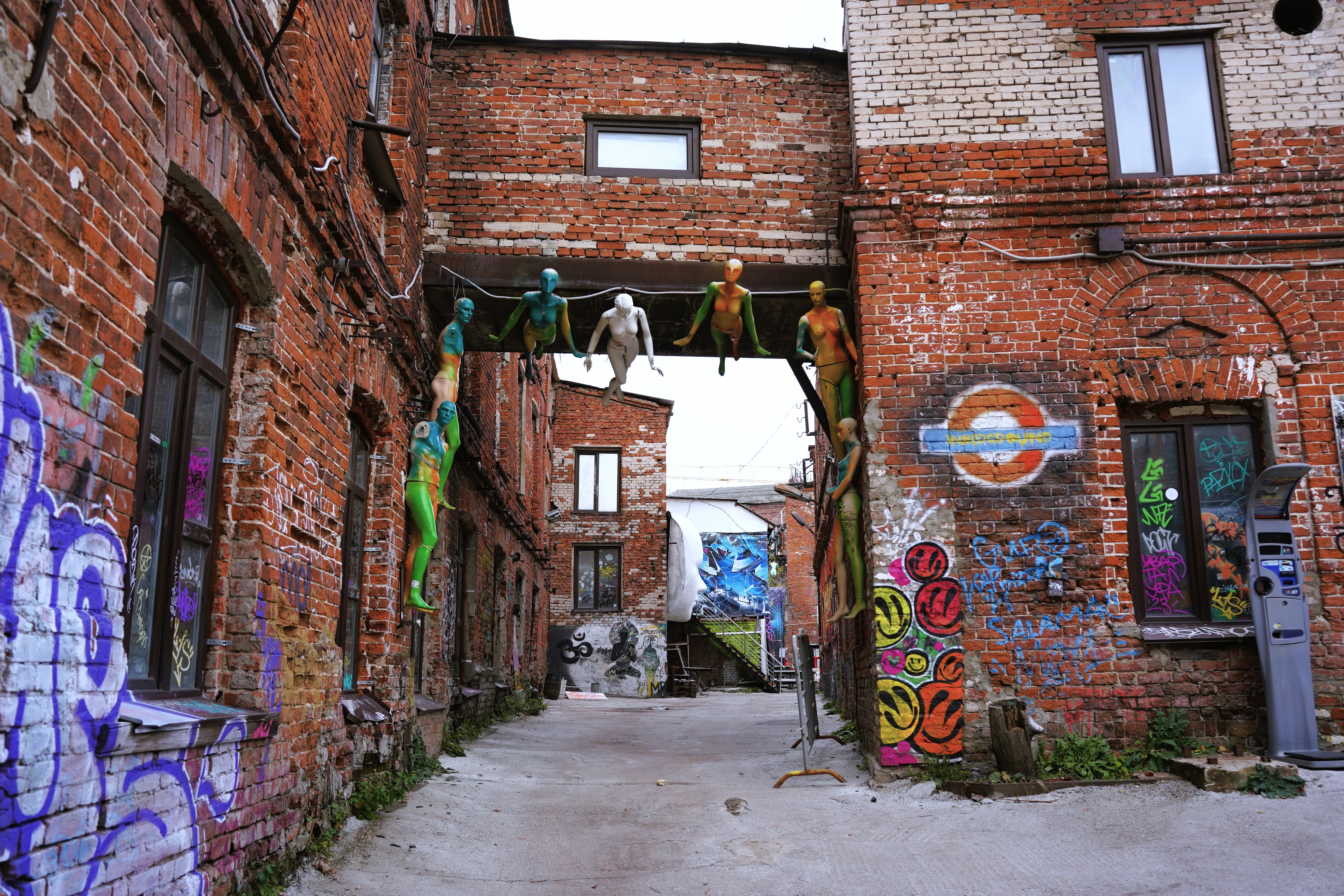
Лофт «Фабрика Алафузова» (бывшие производственные корпуса): ул. Гладилова, 55
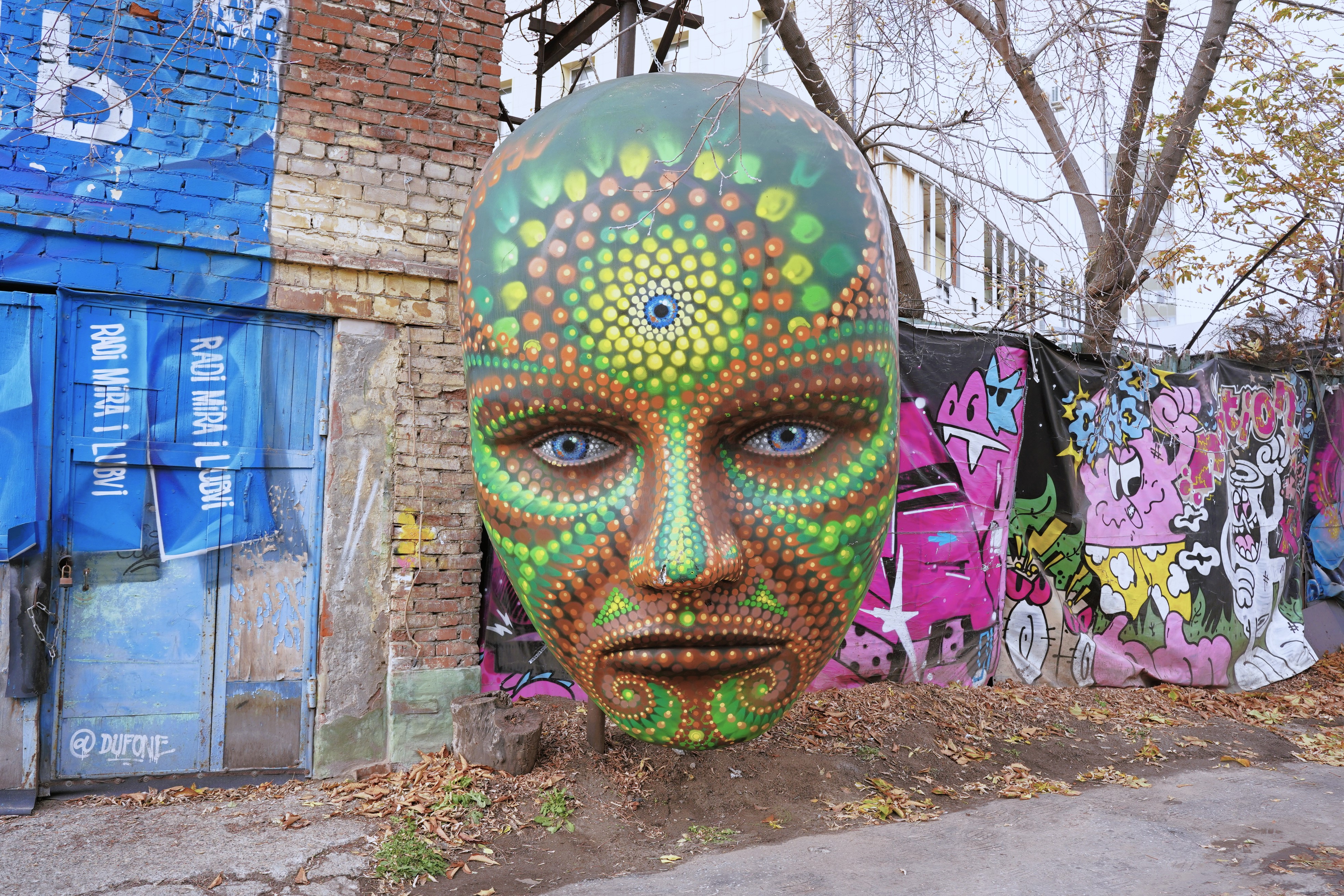
Маска в оформлении Дамира Bozik
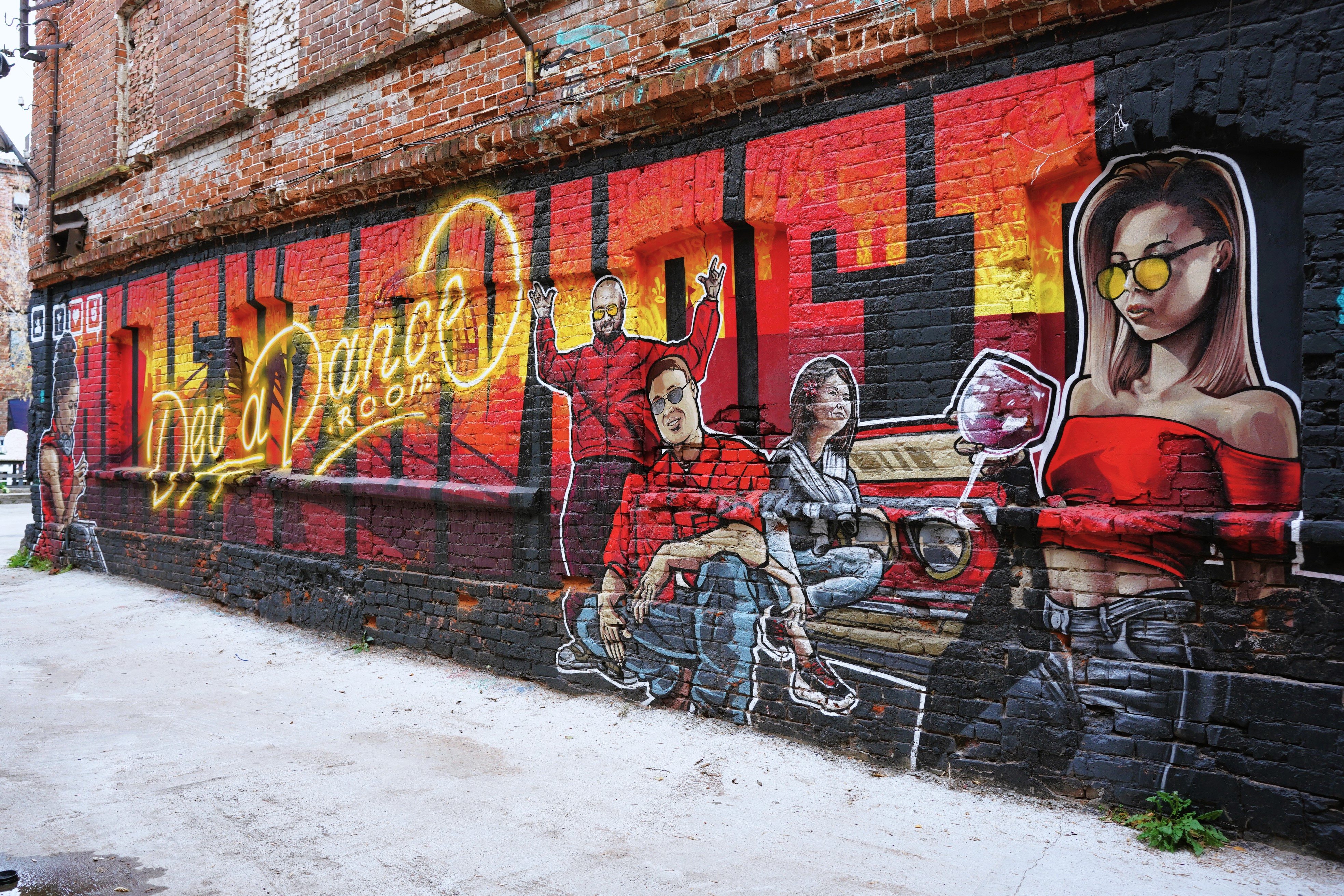
Мурал на территории лофта «Фабрика Алафузова»
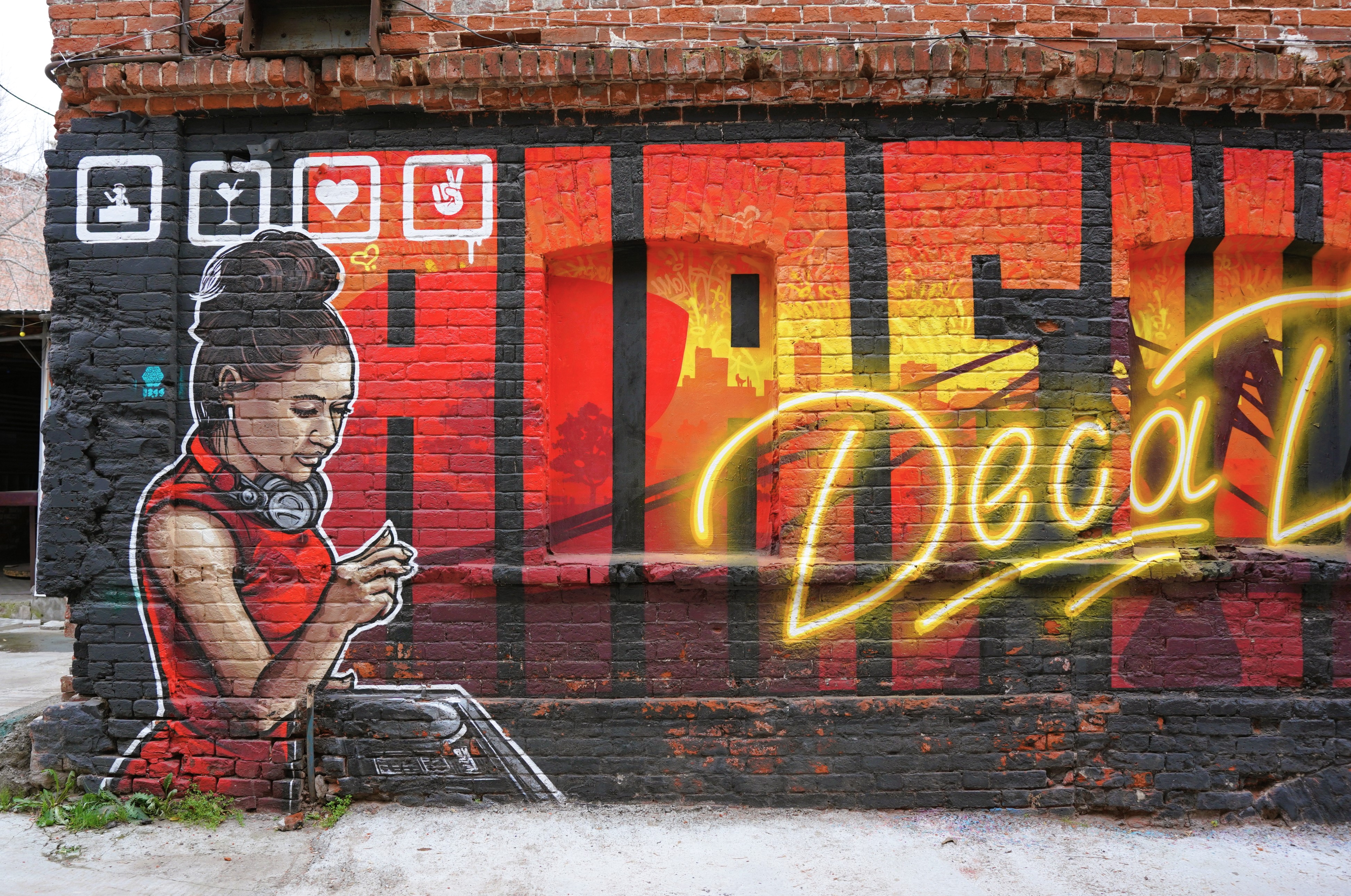
Мурал на территории лофта «Фабрика Алафузова» (фрагмент)
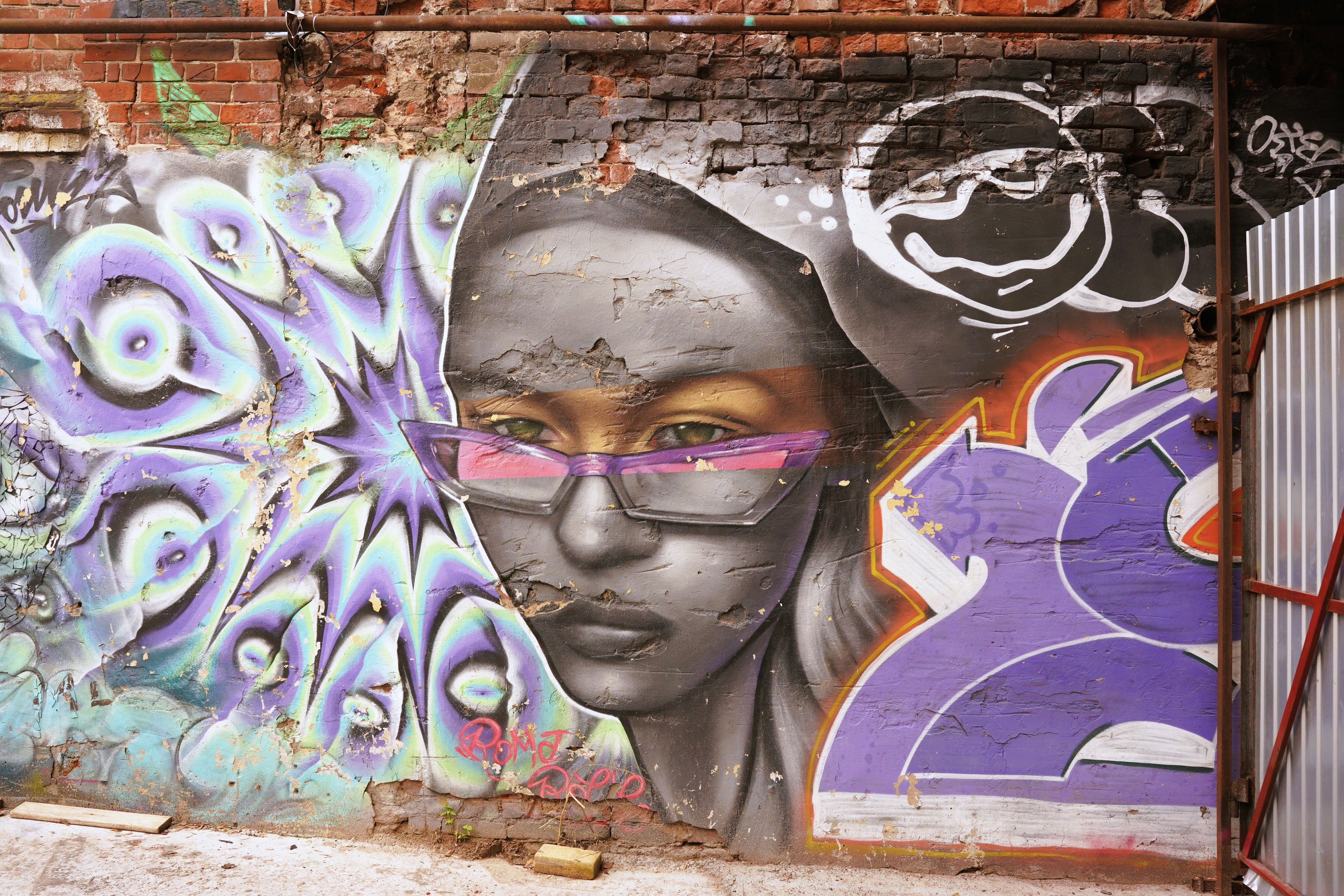
Граффити на территории лофта «Фабрика Алафузова»
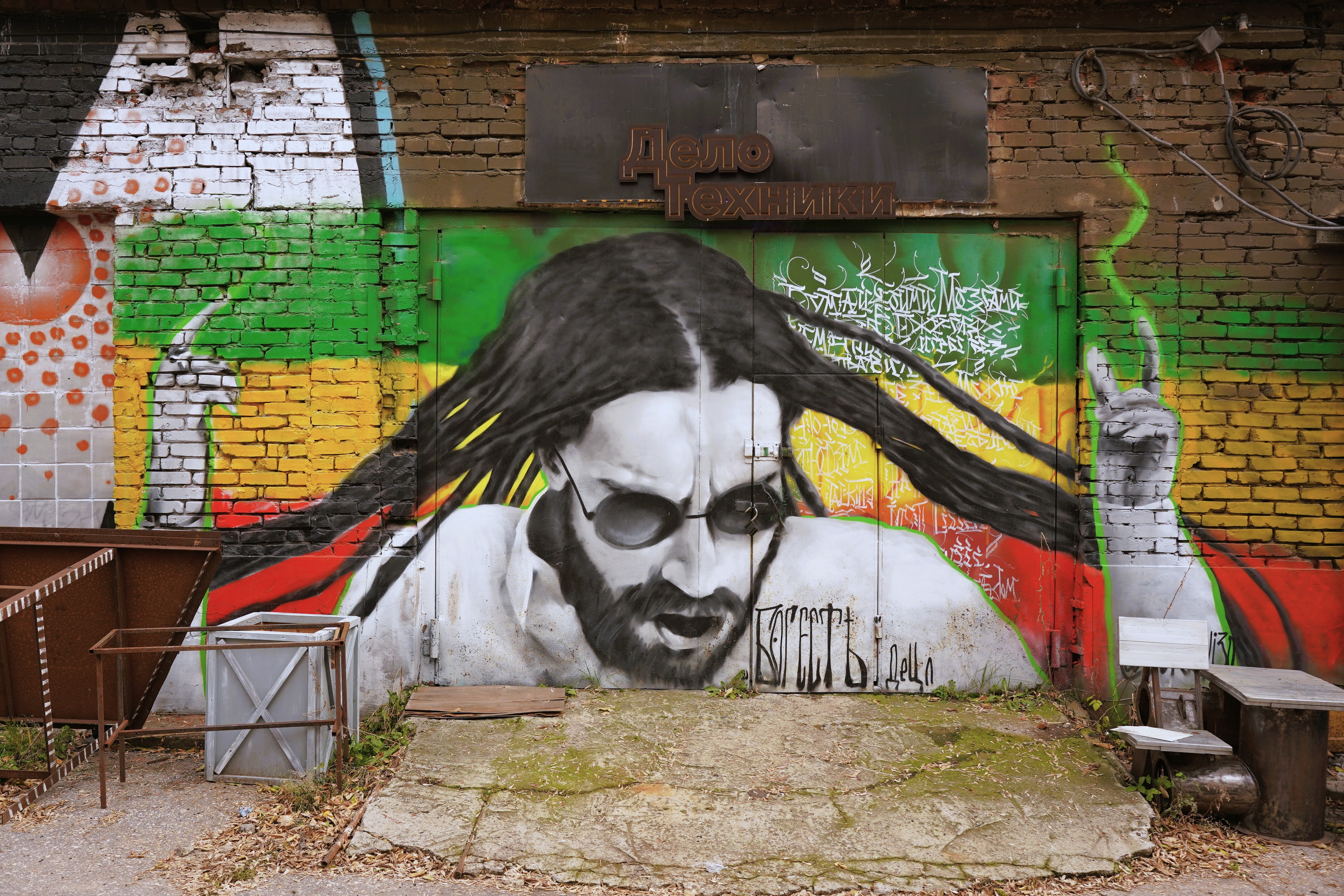
Граффити на территории лофта «Фабрика Алафузова»

### «Муса Джалиль»: первый в Казани мурал с портретом татарского исторического деятеля (2015 год)

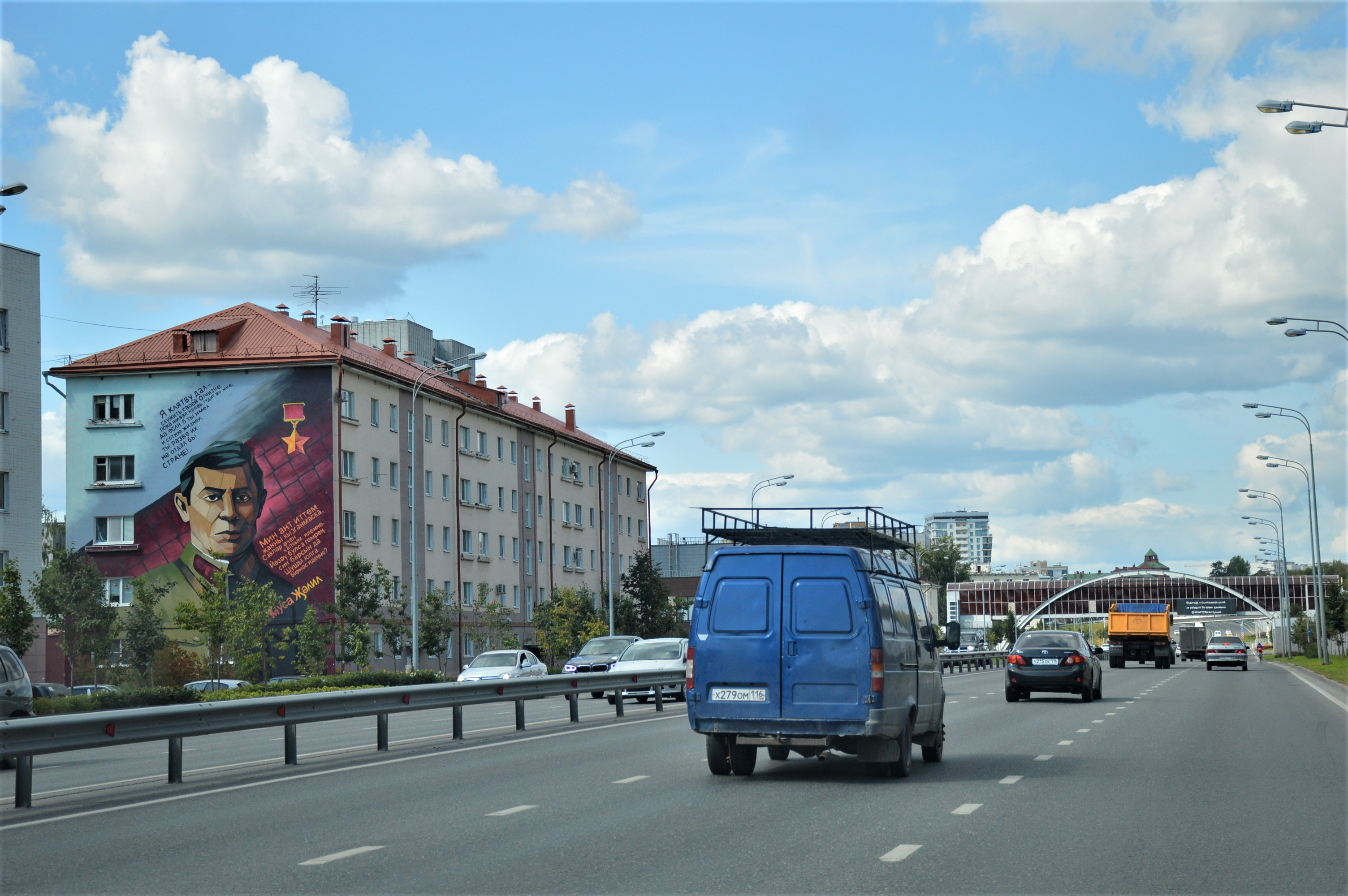
Вид на мурал с портретом Мусы Джалиля со стороны проспекта Универсиады

Первым в Казани муралом с портретом реального татарского исторического деятеля стало изображение известного поэта, Героя Советского Союза Мусы Джалиля (1906—1944), появившееся осенью 2015 года на южной торцевой стороне пятиэтажной «малосемейки», расположенной по адресу: ул. Айрата Хайруллина, 5 корп. 1 (бывшая улица 2-я Газовая). Этот мурал, хорошо просматриваемый при движении в центр города по проспекту Универсиады, был сделан в рамках Дней Москвы в Республике Татарстан, став подарком мэрии российской столицы Казани. Его авторы — трое московских райтеров. Они нарисовали мурал за четыре дня, потратив до 300 аэрозольных баллончиков с акриловой краской.
Мурал с портретом Мусы Джалиля положил начало традиции «увековечивания» в Казани настенной живописью знаменитых татарских исторических деятелей.

### Творческое объединение «Supernova» (с 2015 года)

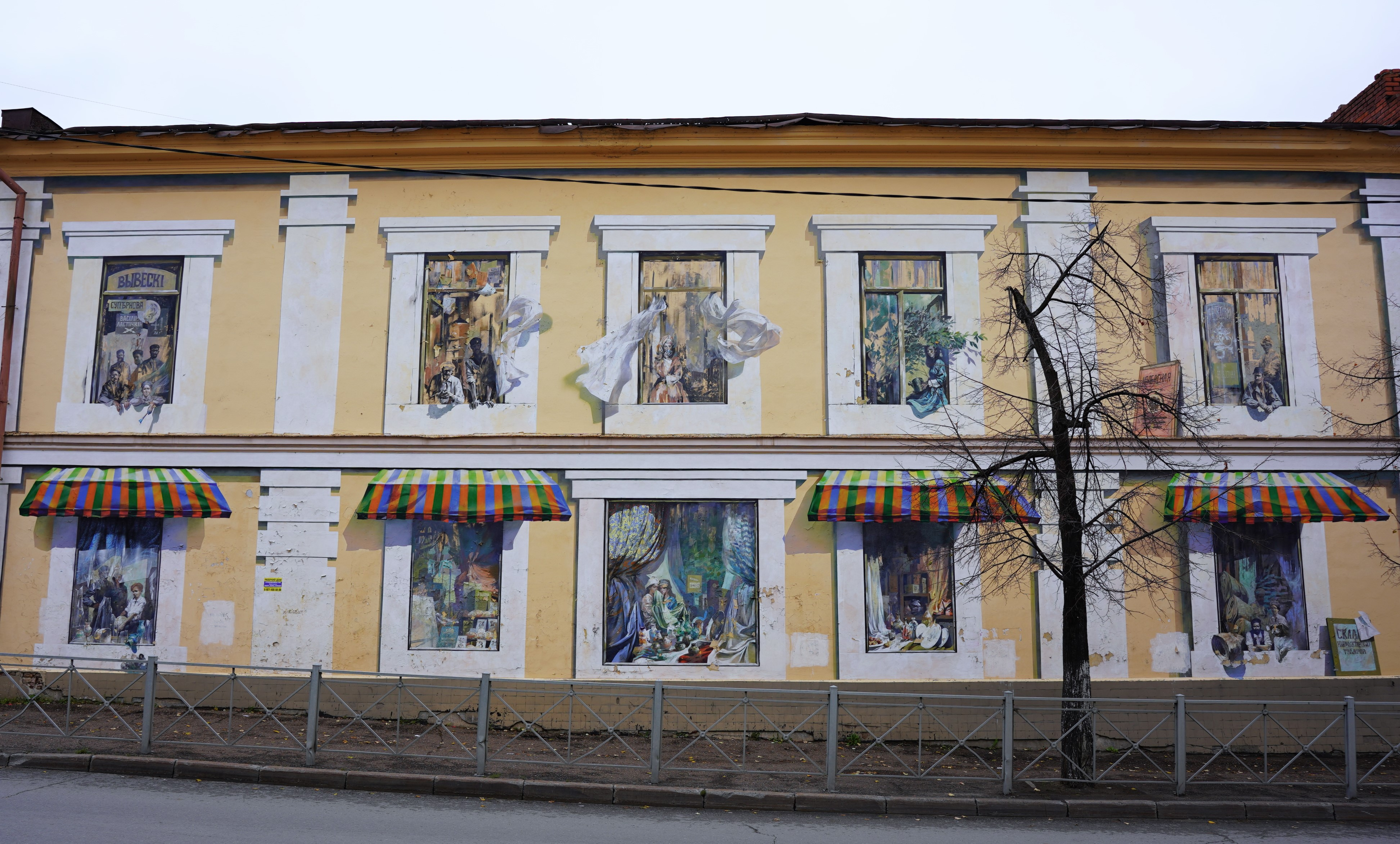
«Быт жителей Казани», автор — Василий Ласточкин: ул. Галиаскара Камала, 2

В 2015 году по инициативе Дмитрия Кудинова возникло творческое объединение райтеров «Supernova», которое позже стало позиционироваться как Арт-посольство «Супернова». Данное объединение стало куратором многих творческих проектов в Казани и других городах России, занимаясь не только монументальной настенной живописью, но и концептуальной проработкой общественных пространств, а также созданием мерчей, то есть брендированной сувенирной продукции, как, например, для Московского зоопарка (2016).
Одним из известных муралов объединения «Supernova» стала композиция «Быт жителей Казани», появившаяся в июне 2018 году на глухой фасадной стене двухэтажного пристроя к Дому Панфилова (ул. Галиаскара Камала, 2). Этот мурал создавали более двух недель. Его сюжет демонстрирует бытовую сторону жизни обитателей Старо-Татарской слободы периода конца XIX — начала XX века, отражённую через «оконный» формат. Автором данной работы является Василий Ласточкин, имя которого обозначено в крайне левом верхнем «окне».
Но наибольшую известность в Казани «Supernova» получила во время работы над муралами, посвящёнными Кубку Конфедерации ФИФА 2017 года и Чемпионату мира по футболу 2018 года.
Позже это объединение, уже как Арт-посольство «Супернова», стало принимать участие в разработке и реализации проектов реновации дворов многоквартирных домов в рамках стартовавшей в 2020 году татарстанской республиканской программы «Наш двор».

### Мировой футбол в отражении казанских муралов (2017—2018 годы)

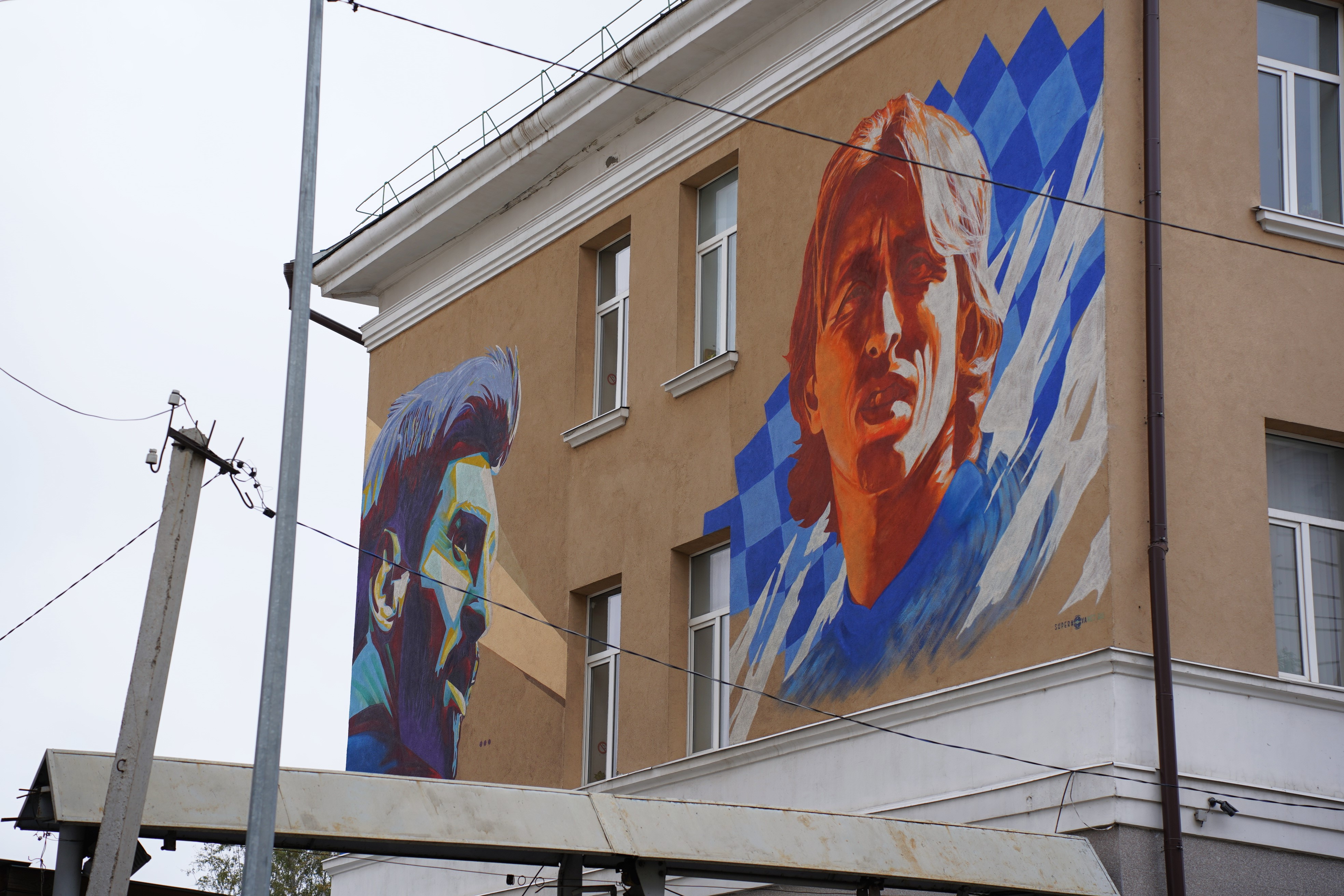
Портреты Лионеля Месси и Луки Модрича: ул. Гаяза Исхаки, 13

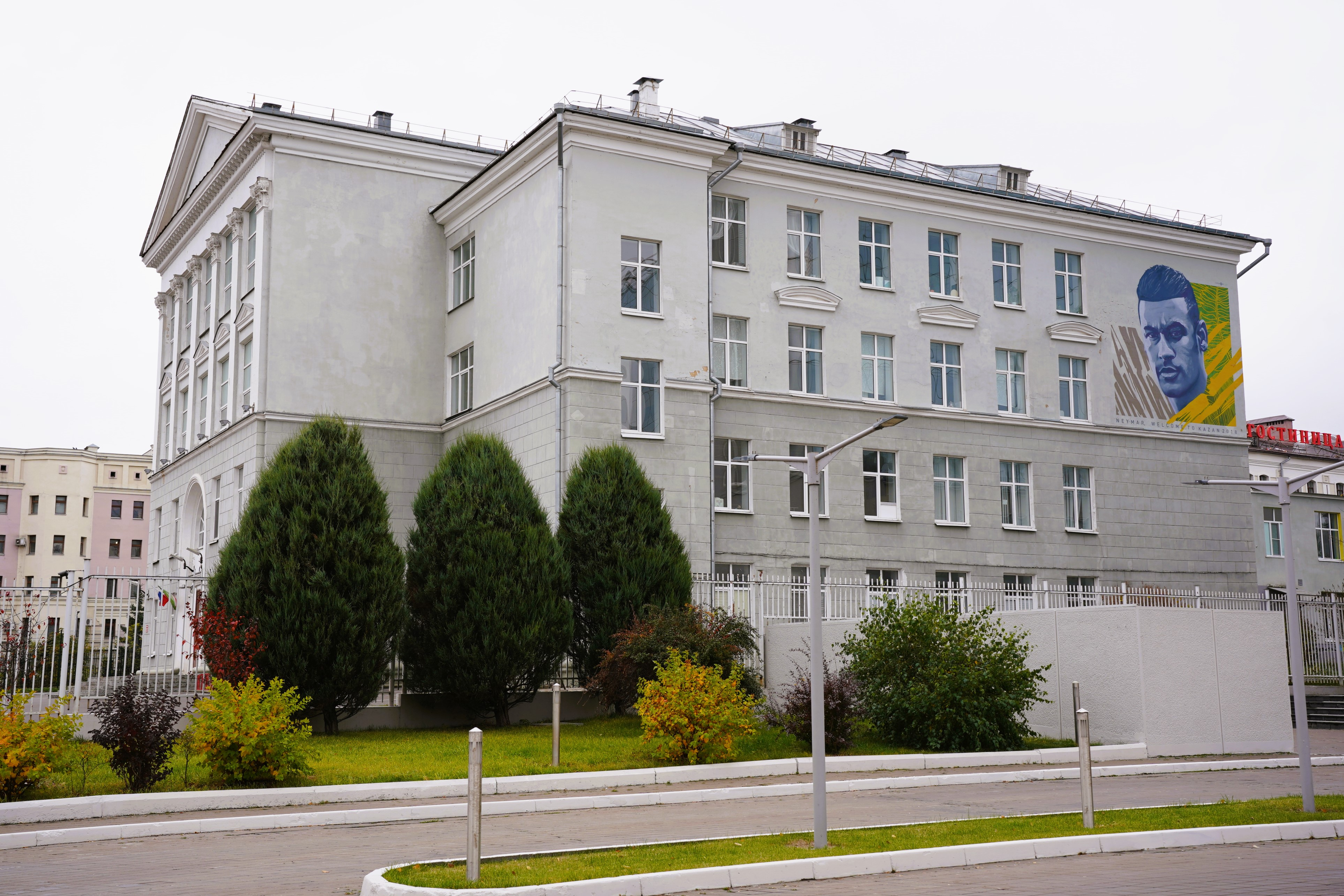
Портрет Неймара на здании школы № 1: ул. Лево-Булачная, 14А

Последний в истории ФИФА Кубок конфедераций 2017 года и финальная часть 21-го чемпионата мира по футболу 2018 года, прошедшие в России, оставили о себе память в Казани серией из семи портретных муралов, запечатлевших «звёзд» мирового и российского футбола (авторы муралов — райтеры объединения «Supernova» во главе с Дмитрием Кудиновым).
Первым в этой серии стал портрет португальца Криштиану Роналду, который появился за год до чемпионата мира в преддверии матча в рамках Кубка конфедерации между сборными Португалии и Мексики (состоялся 18 июня 2017 года на стадионе «Казань Арена»). Согласно официальной версии, мэр города Ильсур Метшин проинспектировал отель «Ramada» (ул. Чернышевского, 39), где должна была остановиться португальская команда и обратил внимание на несимпатичный вид из окон на дворовую территорию, распорядившись исправить ситуацию. И тогда райтеры объединения «Supernova», взяв за основу иллюстрацию индонезийского художника Эдвина Данутирто, за четыре дня нарисовали на стенах трёхэтажного строения, стоящего во дворе отеля, пятиметровый портрет капитана сборной Криштиану Роналду, который позже сам футболист увидел из окна своего номера-люкс.
Через несколько дней к матчу Кубка Конфедерации ФИФА между сборными России и Мексики (состоялся 24 июня 2017 года на стадионе «Казань Арена») на фасаде многоэтажного паркинга у жилого комплекса «Современник» (ул. Сибгата Хакима, 50А) появился портрет полузащитника казанского футбольного клуба «Рубин» и российской сборной Руслана Камболова высотой 10 метров. На это изображение была нанесена надпись в форме пожелания сборной России: «RUSSIA, настройтесь на будущее». (Этот мурал просуществовал более пяти лет; в сентябре 2022 года его закрасили для создания нового изображения, посвящённого хоккейному клубу «Ак Барс».)
В 2018 году в процессе подготовки к футбольному чемпионату мира и в ходе него на соседнем от отеля «Ramada» здании (ул. Гаяза Исхаки, 13) появились портреты аргентинца Лионеля Месси и хорвата Луки Модрича, а на боковой стене школы № 1 (ул. Лево-Булачная, 14А), ориентированной на отель «Мираж», был нарисован портрет бразильца Неймара.
Ильсур Метшин ещё задолго до чемпионата мира пообещал, если сборная Аргентины будет играть в Казани, то появится мурал с изображением Месси. Так в итоге и получилось — 30 июня 2018 года сборная Аргентины в 1/8 финала встретилась на стадионе «Казань Арена» со сборной Франции. В Казани аргентинцы остановились в отеле «Ramada». Здесь Лионеля Месси встречал, помимо собственного портрета, также прошлогодний портрет его соперника — Криштиану Роналду, который был дополнен вызывающей надписью на английском языке: «I scored 4 goals. Can you beat that, Leo?» (Я забил 4 гола. Сможешь ли ты побить это, Лео?).
С портретами иностранных футболистов связано появление истории о «проклятии казанских граффити». На этапе 1/8 финала вылетели сборные Аргентины и Португалии, портреты капитанов которых — Лионеля Месси и Криштиану Роналду — были изображены в Казани. К матчу ¼ финала Бразилия — Бельгия, проходившему в Казани 6 июля 2018 года, появился упомянутый выше мурал с портретом капитана бразильцев Неймара, и бразильцы проиграли. «К тому времени журналисты уже заговорили о „проклятии казанских граффити“: и Роналду со сборной Португалии, и Месси с аргентинской сборной уже покинули чемпионат. Шутка ли, но сборная Бразилии после граффити тоже отправилась домой. Осознав силу футбольных муралов, Ильсур Метшин потребовал срочно нарисовать капитана сборной Хорватии Луку Модрича, с которой российской команде предстояло сыграть в ¼ финала. Но граффити к игре доделать не успели, и — совпадение или нет — сборная России, увы, уступила хорватам».
Итоговая победа Франции на чемпионате мира по футболу 2018 года ознаменовалась появлением в Казани мурала «Vive la France» (Да здравствует Франция) с портретом тренера этой сборной Дидье Дешама на торцевой стороне трёхэтажного жилого дома (ул. Баумана, 30). В композицию мурала также вошли портрет первой женщины-мэра Парижа Анн Идальго (с ней дружит мэр Казани Ильсур Метшин), изображения хранящейся в Лувре древнегреческой скульптуры Ники Самофракийской, галльского петуха и фрагмента Эйфелевой башни; цветовая гамма мурала отражает цвета французского триколора.
Ещё одним муралом, посвящённым чемпионату мира по футболу 2018 года, стал портрет легенды советского футбола Игоря Нетто с надписью «Это футбол», появившийся на фасаде многоэтажного паркинга (ул. Сибгата Хакима, 58).

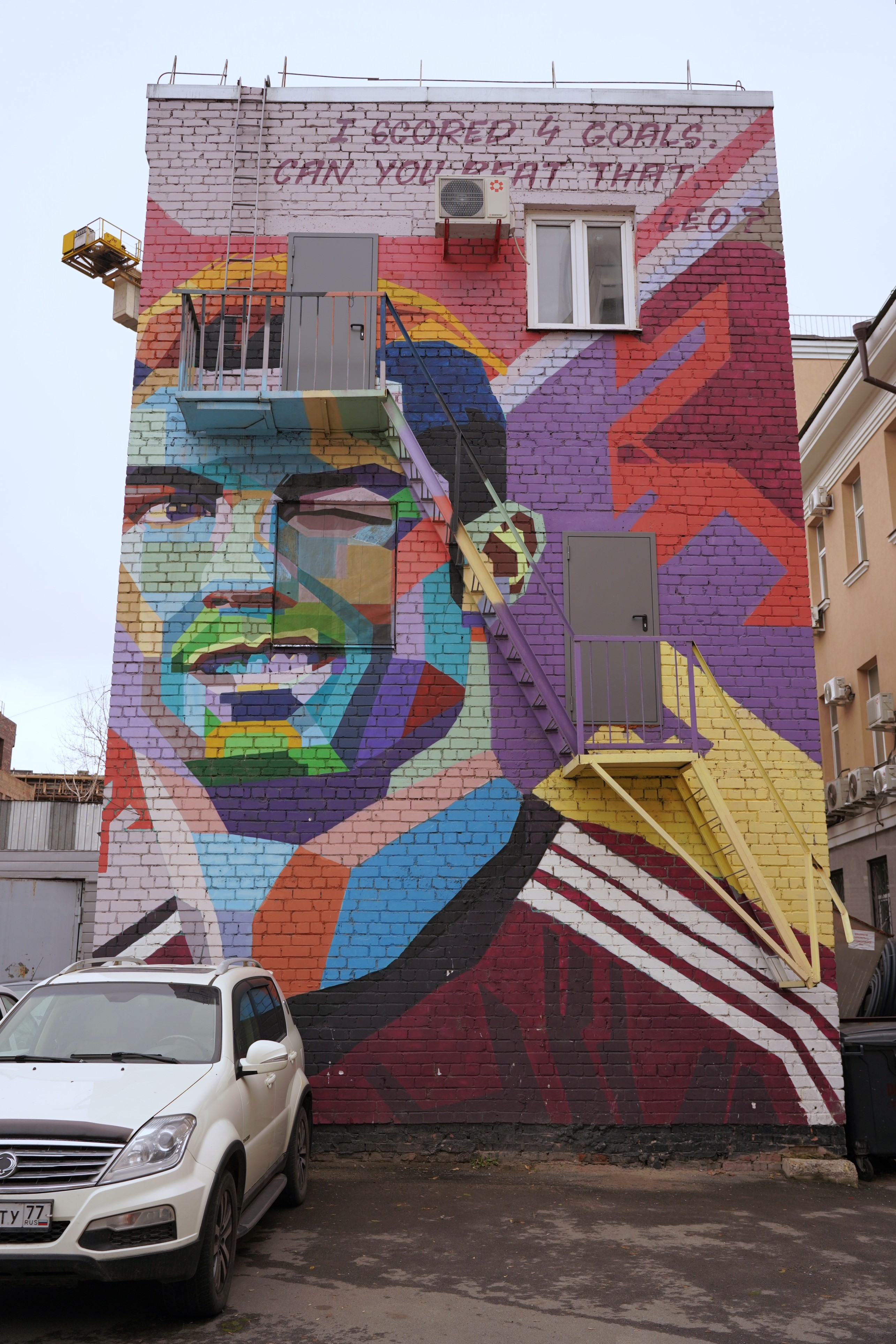
Портрет Криштиану Роналду во дворе отеля «Ramada»
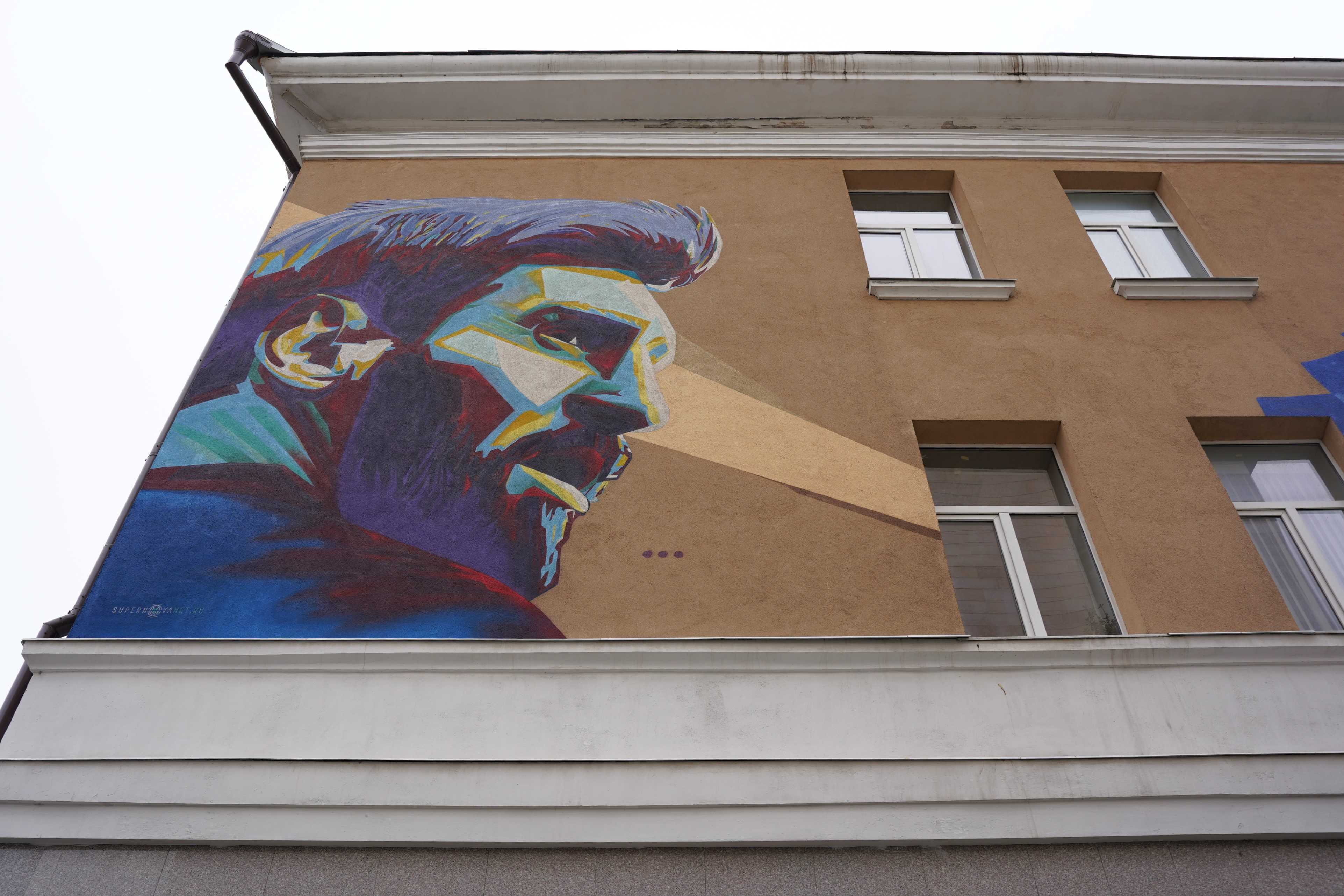
Портрет Лионеля Месси: ул. Гаяза Исхаки, 13
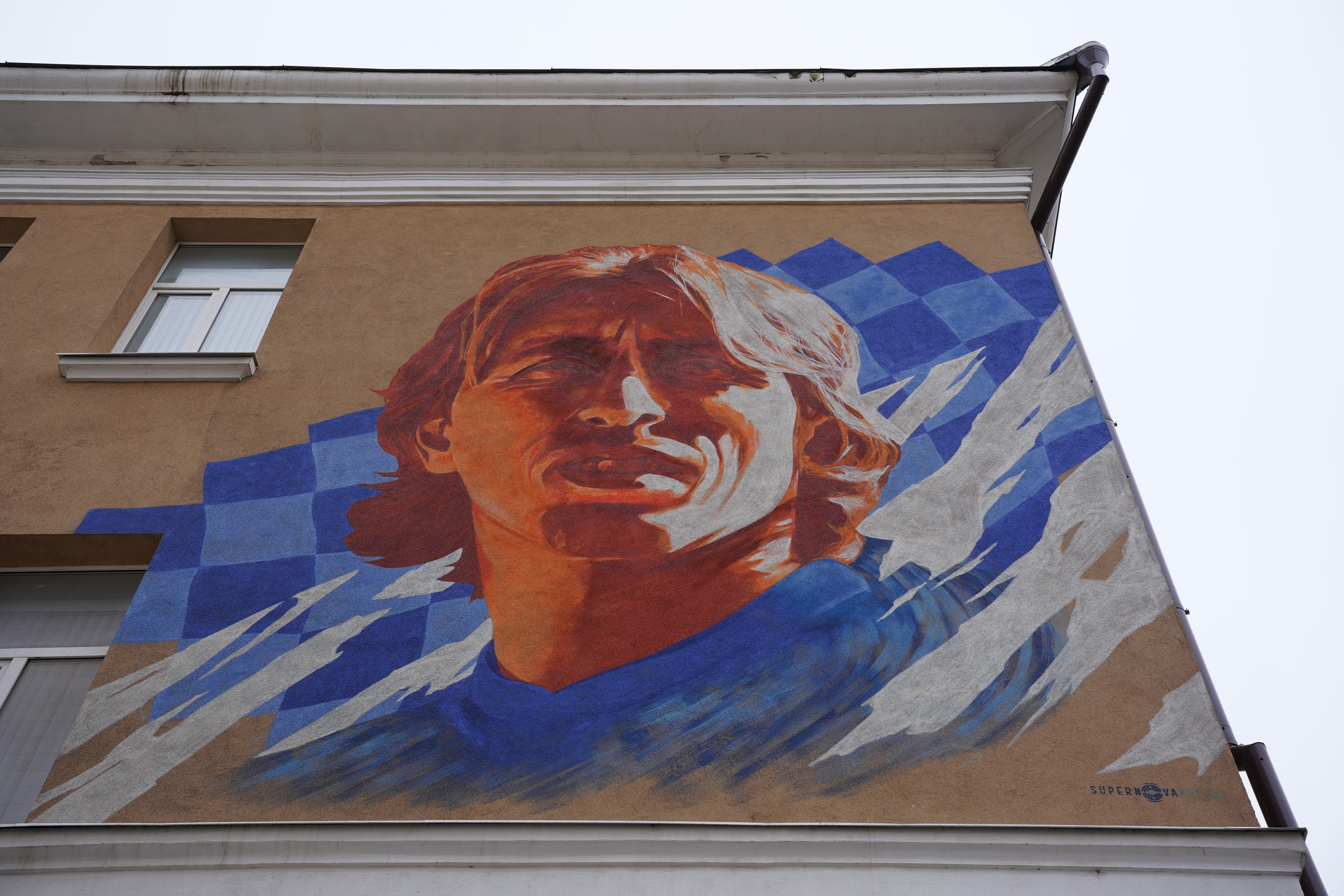
Портрет Луки Модрича: ул. Гаяза Исхаки, 13
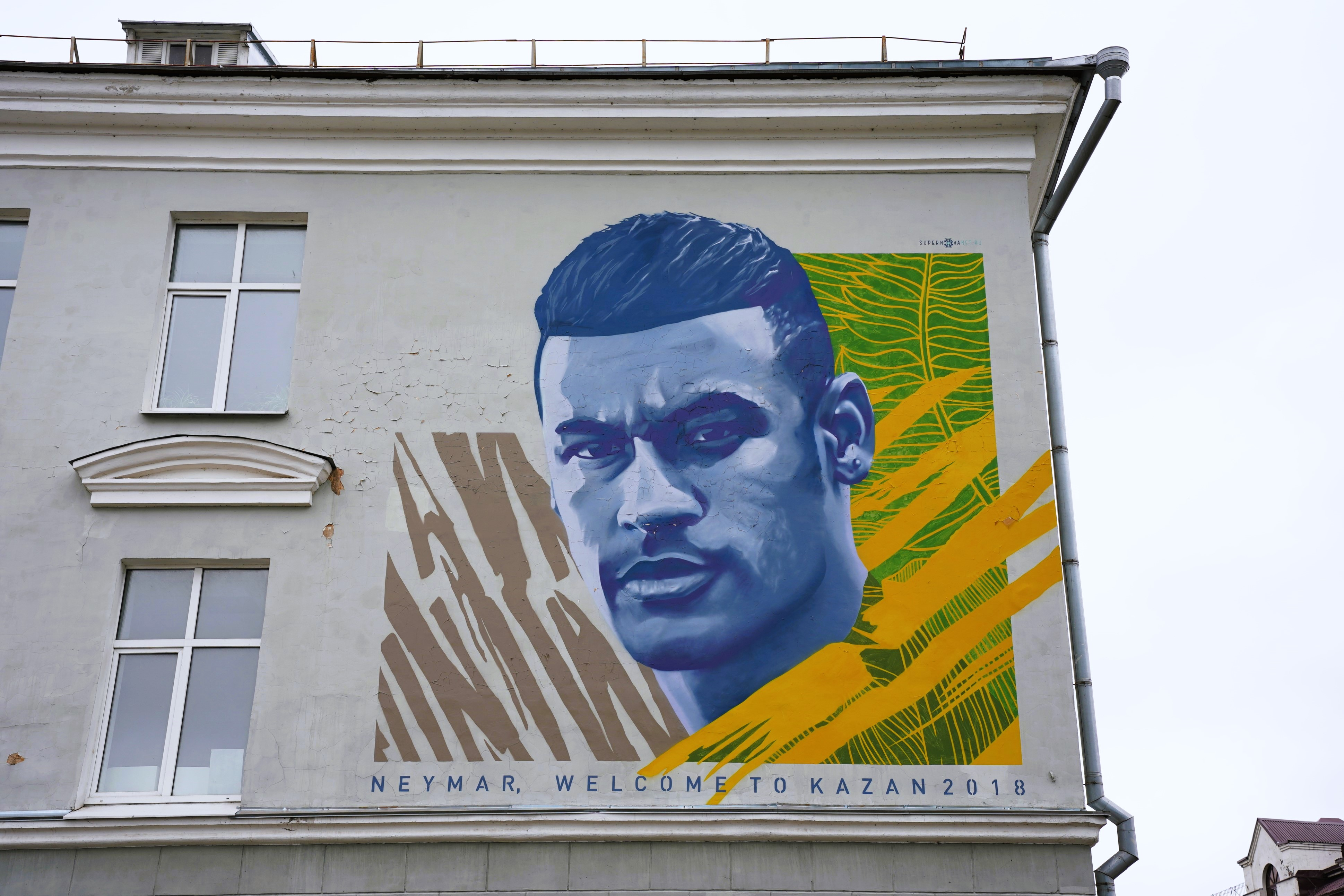
Портрет Неймара: ул. Лево-Булачная, 14А
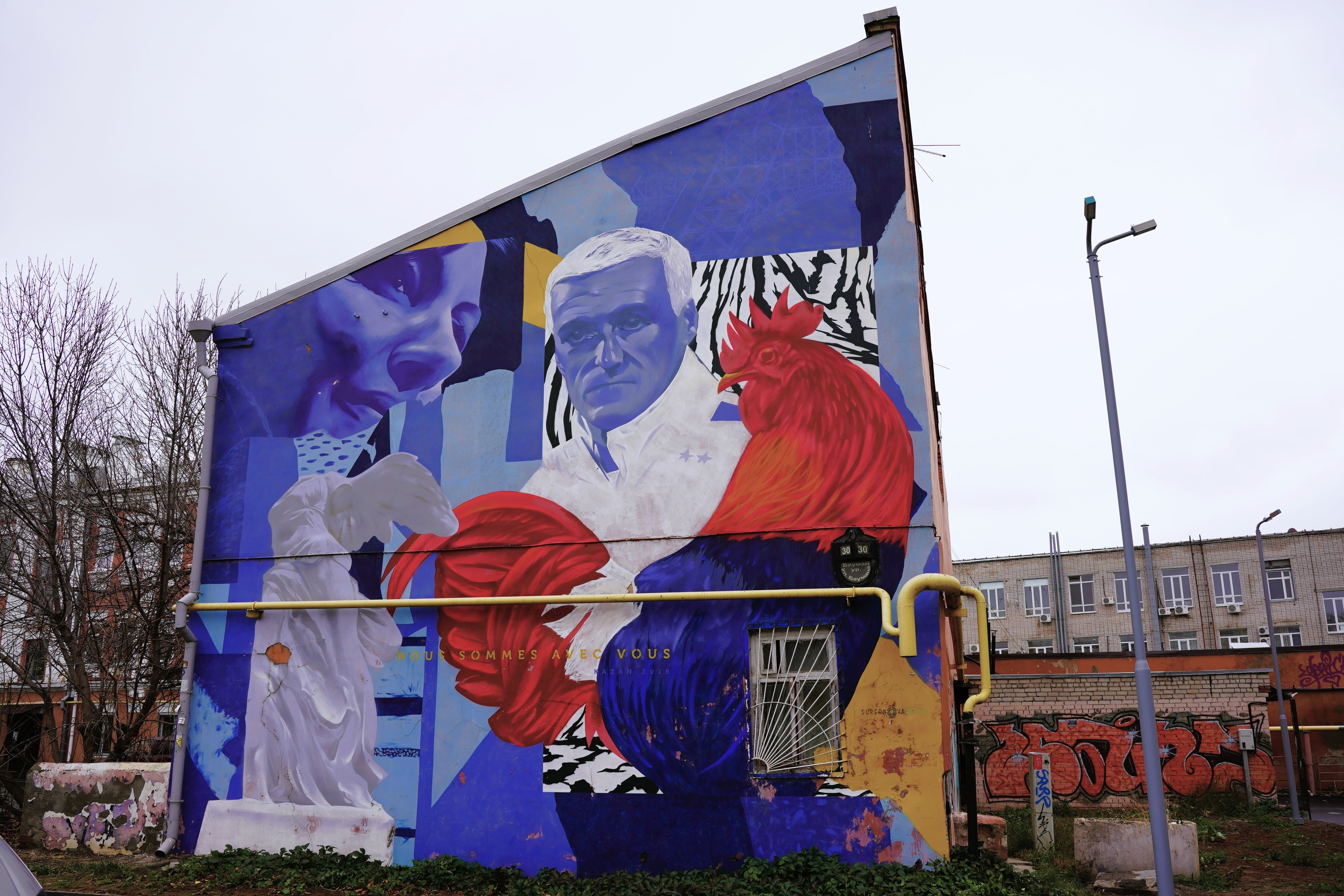
«Vive la France» (Да здравствует Франция): ул. Баумана, 30
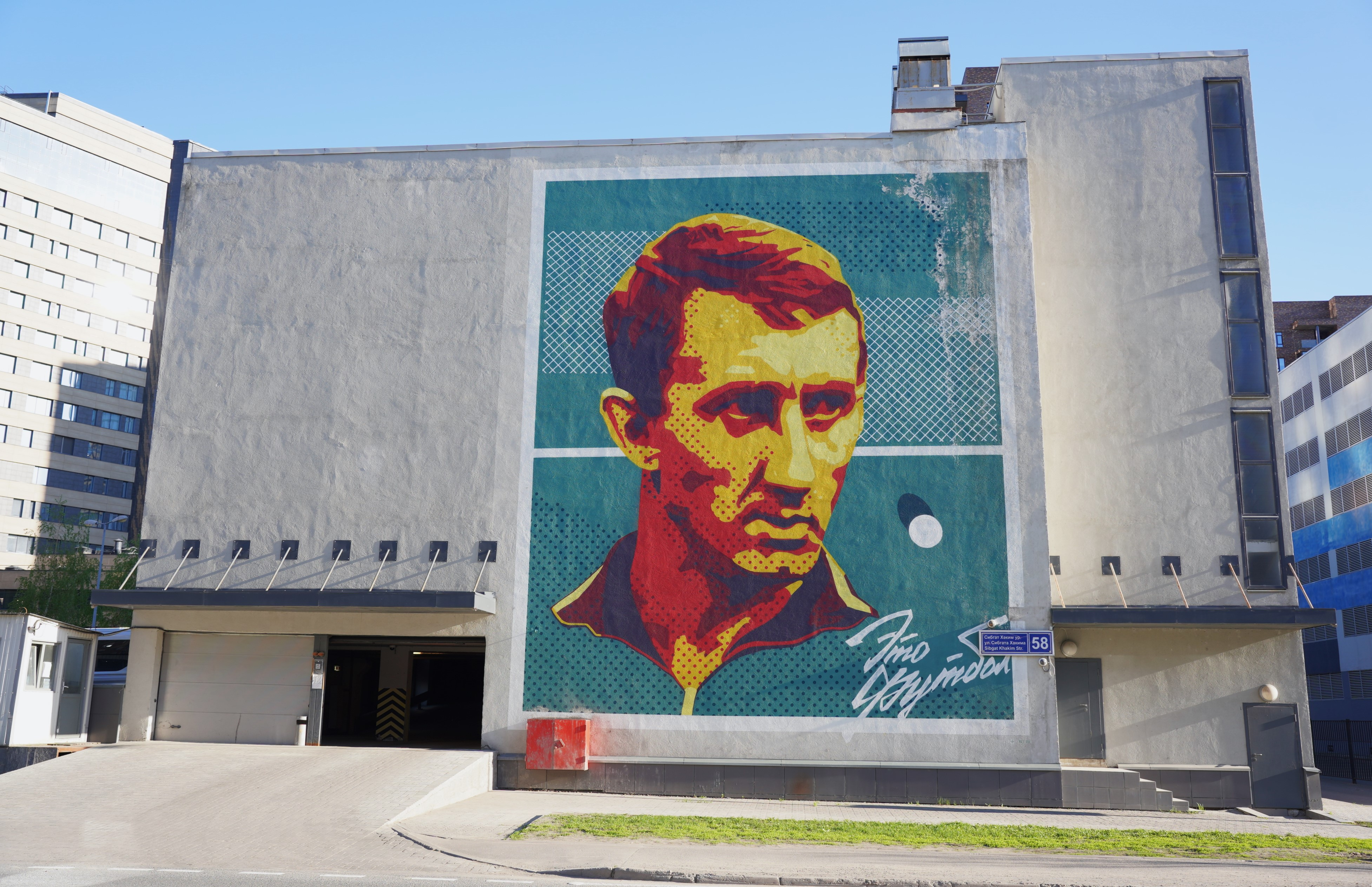
Портрет Игоря Нетто: ул. Сибгата Хакима, 58

### «Мона Лиза»: «стёб современного общества селфачей» (2017 год)

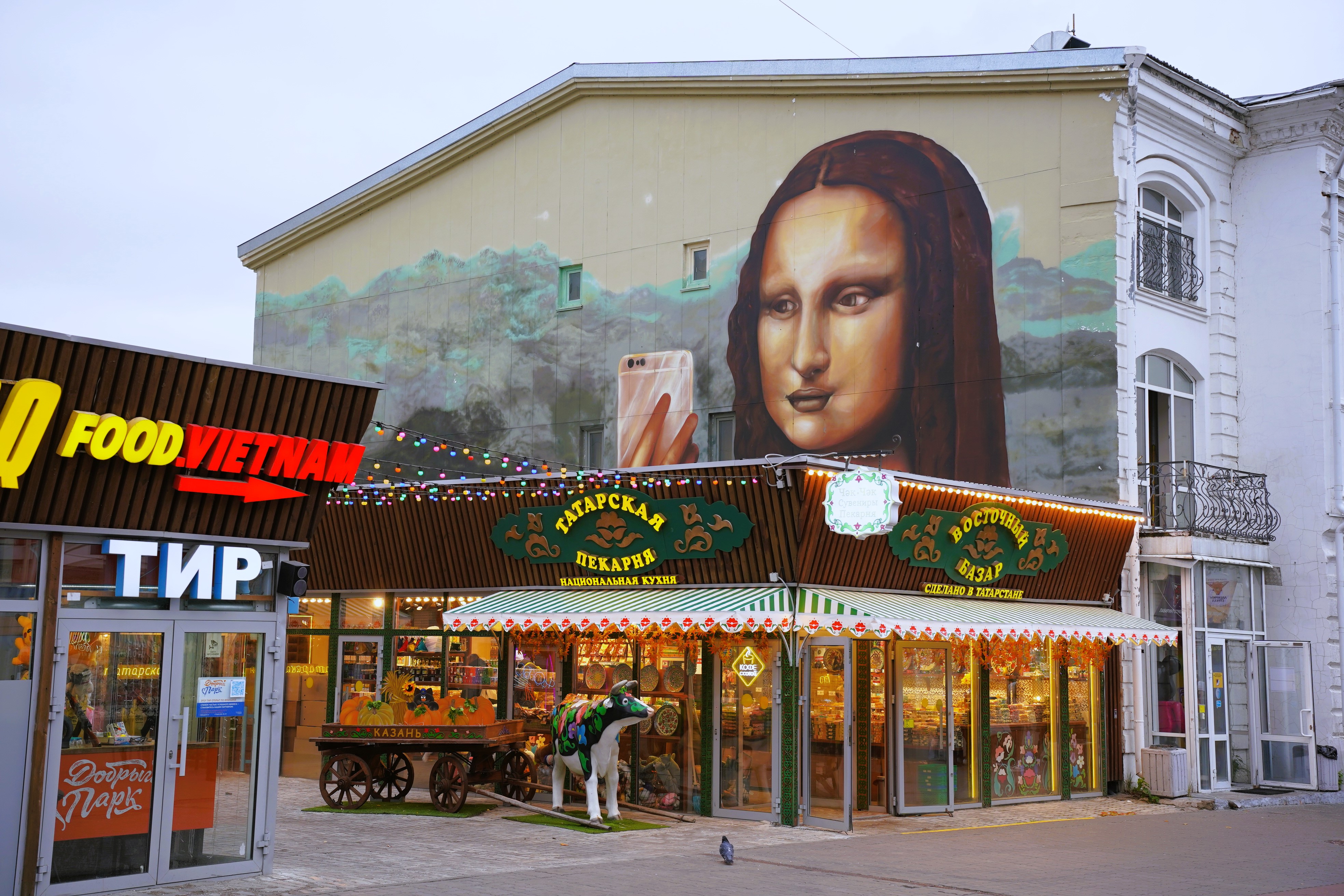
«Казанская Мона Лиза», авторы — Василий Цветков и Азат Алеев: ул. Баумана, 35

В августе 2017 года на главной пешеходной улице Казани появился мурал «Мона Лиза» (ул. Баумана, 35) как современное переосмысление знаменитого портрета Леонардо да Винчи. Этот мурал также известен под названиями «Казанская Мона Лиза» и «Джоконда со смартфоном». Его авторами являются Василий Цветков (г. Санкт-Петербург) и Азат Алеев (г. Казань). Как заявил Цветков, главная идея сюжета — «это стёб современного общества селфачей. И забытость к культуре и искусству. Опошлено всё вокруг».
Мурал «Мона Лиза» создан как элемент оформления торцовой стены двухэтажного здания, в котором разместился Музей удивительных экспонатов «Веришь или нет» корпорации развлечений «Big-Funny».

### Муралы в пространстве индустриального пейзажа (с 2017 года)
В Казани создано несколько муралов, обладающих определённой художественной ценностью, которые, в отличие от зданий бывшей фабрики Алафузова, были нанесены на стены действующих производственных объектов. Как правило, эти муралы появились либо по прямому заказу руководства предприятий, либо при их поддержке. В определённой мере они выполняют функцию социальной рекламы, формируя позитивное восприятие общественности в отношении этих предприятий.
Одним из первых таких муралов стало 30-метровое изображение татарской девочки, «поливающей» из лейки рядом стоящее реальное дерево (такой визуальный эффект возникает при взгляде со стороны). Этот мурал появился в 2017 году на стене одного из производственных корпусов технополиса «Химград» (ул. Восстания, 100 корп. 9013) и хорошо просматривается со стороны прилегающей к нему улицы. Автором работы является упомянутый выше казанский художник Азат Алеев (Sly Dog). Изначально девочку на мурале хотели назвать татарскими именами Тасмабикә или Тасмия, сделав тем самым отсылку к историческому прошлому данного предприятия (в советское время здесь располагалось производственное объединение «Тасма»), но в итоге утвердили вариант с именем Мира. Живописный сюжет на стене производственного корпуса технополиса «Химград» не является оригинальным. Это версия известного мурала «Девочка с лейкой» польской художницы и дизайнера Натальи Рак, созданного в 2013 году на стене университетского здания в городе Белосток.
В апреле 2018 года в Кировском районе Казани появился мурал, посвящённый 230-летию Казанского порохового завода. Но его нанесли не на производственный корпус, а на торцевую сторону трёхэтажного административного здания, находящегося за пределами заводской территории (ул. 1 Мая, 26). Сюжет мурала отражает главные вехи в истории предприятия: подписание императрицей Екатериной II указа об основании завода, периоды Отечественной войны 1812 года и Великой Отечественной войны 1941—1945 годов. Автором работы является Азат Алеев.
Ещё один мурал появился внутри территории Казанского порохового завода, на торцевой стороне административного корпуса, выходящего к мемориалу в память заводчан, погибших в годы Великой Отечественной войны (1941—1945). Главным элементом этой композиции является изображения ордена Отечественной войны. Предположительно мурал был создан в 2023 году, когда отмечалось 235-летие завода.    
В июле 2020 года в Приволжском районе Казани, на торцевой стене производственного корпуса у входа на территорию завода ЖБИ-2 (ул. Каучуковая, 7А) появился мурал с изображением актёра Сергея Бодрова в образе Данилы Багрова — главного героя фильмов «Брат» и «Брат 2». Эта композиция высотой около 7,5 метров сделана по заказу руководства завода ЖБИ-2. Её автором является казанский художник Никита Маркин. Помимо портрета киногероя, частью мурала являются его слова, ставшие афоризмом: «В чём сила, брат? Сила в правде», а также изображение объектов Казанского кремля, автобетоносмесителя и надпись: «ЗАВОД ЖБИ-2».
В конце июля 2020 года появился ещё один мурал на внешней стене одного из производственных корпусов АО «Сафьян» (ул. Гладилова, 14; стена с муралом обращена к улице Краснококшайской). Данная живописная композиция называется «Империализм 2.0» и считается первым казанским муралом на экологическую тематику (империализм понимается не в политическом смысле, а в контексте разрушительного воздействия человека на природу). Автором мурала является известный казанский художник-муралист Рустам Салемгараев, он же Рустам Кубик (QBic).

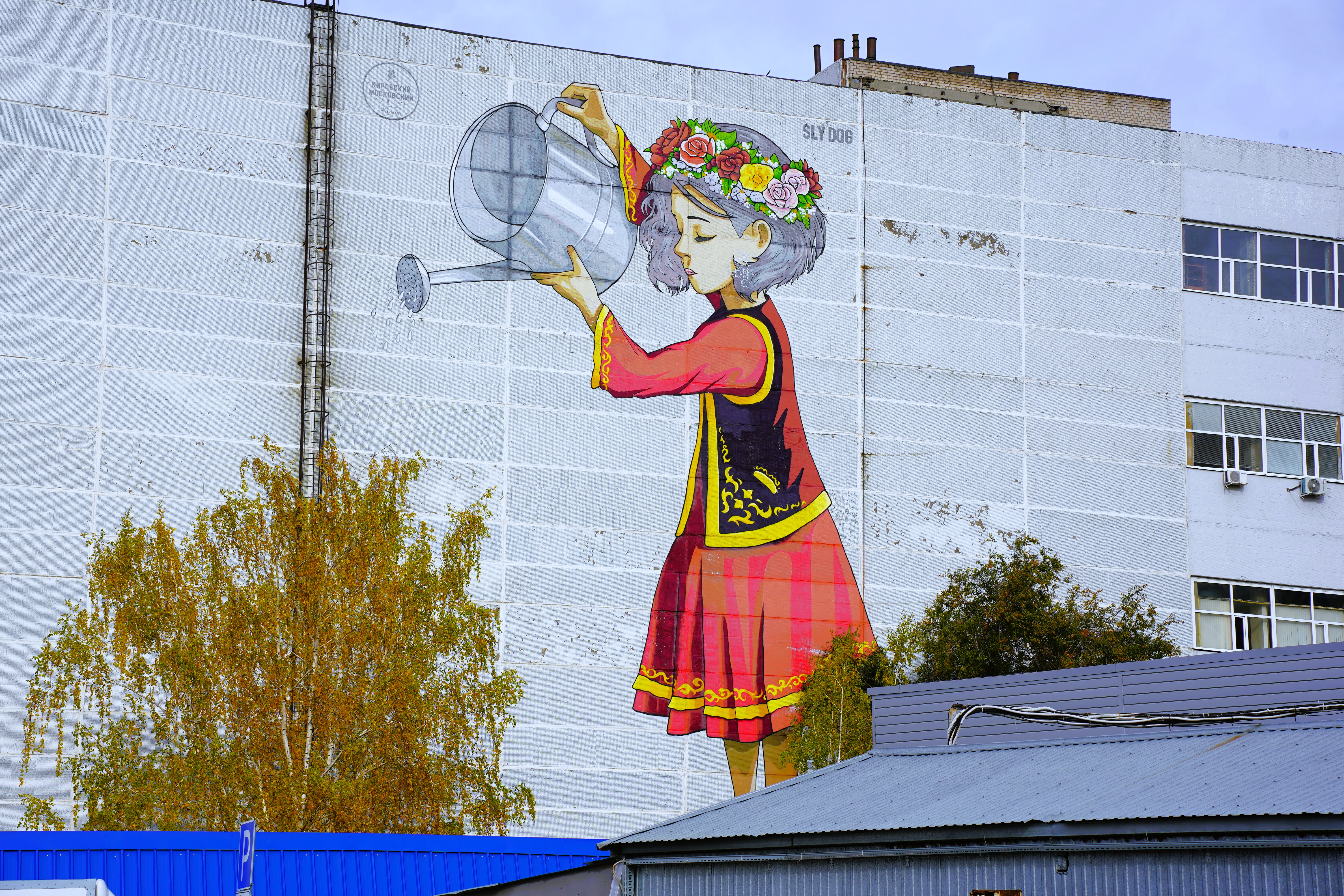
«Мира», автор — Азат Алеев: ул. Восстания, 100 корп. 9013
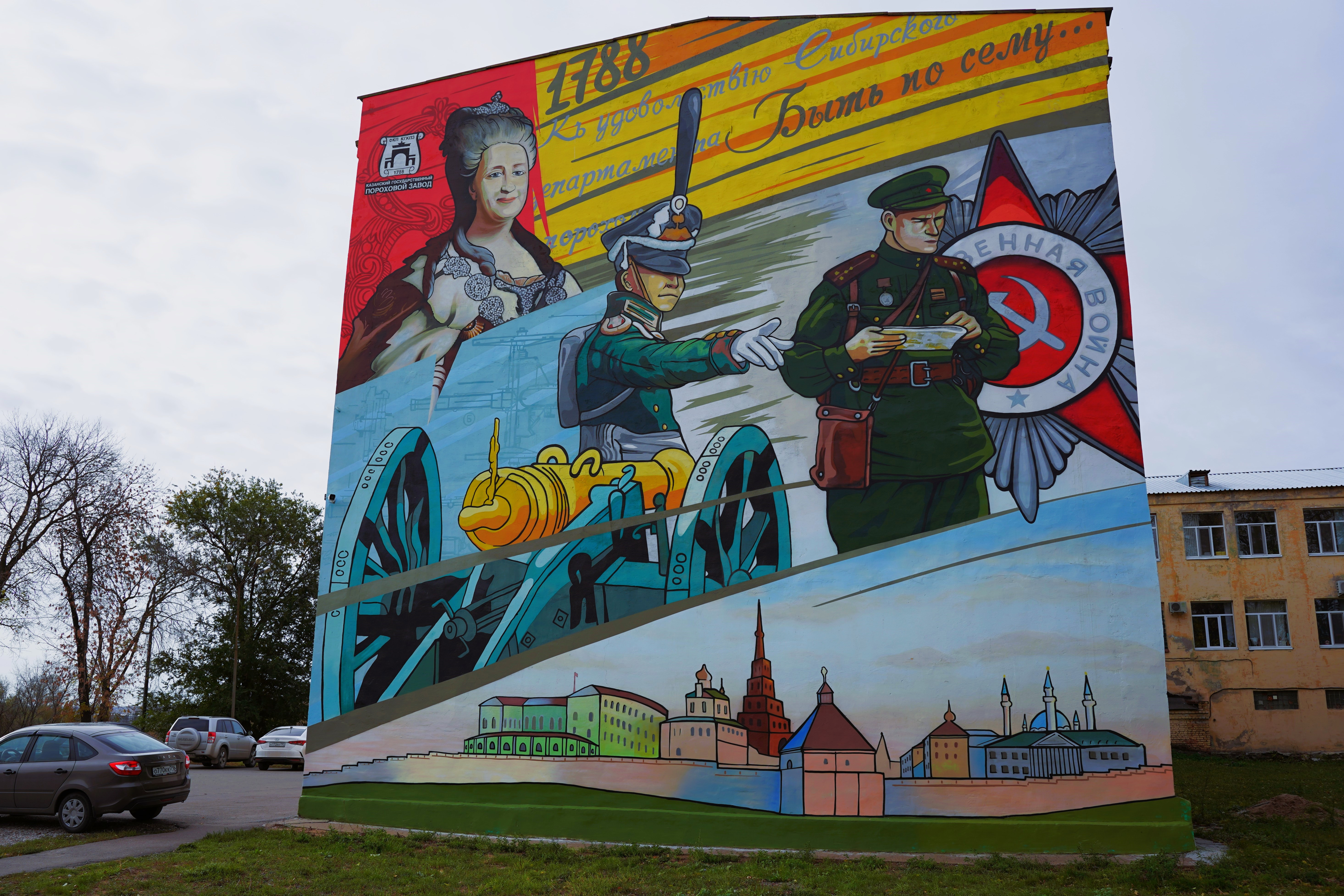
«230-летие Казанского порохового завода», автор — Азат Алеев: ул. 1 Мая, 26
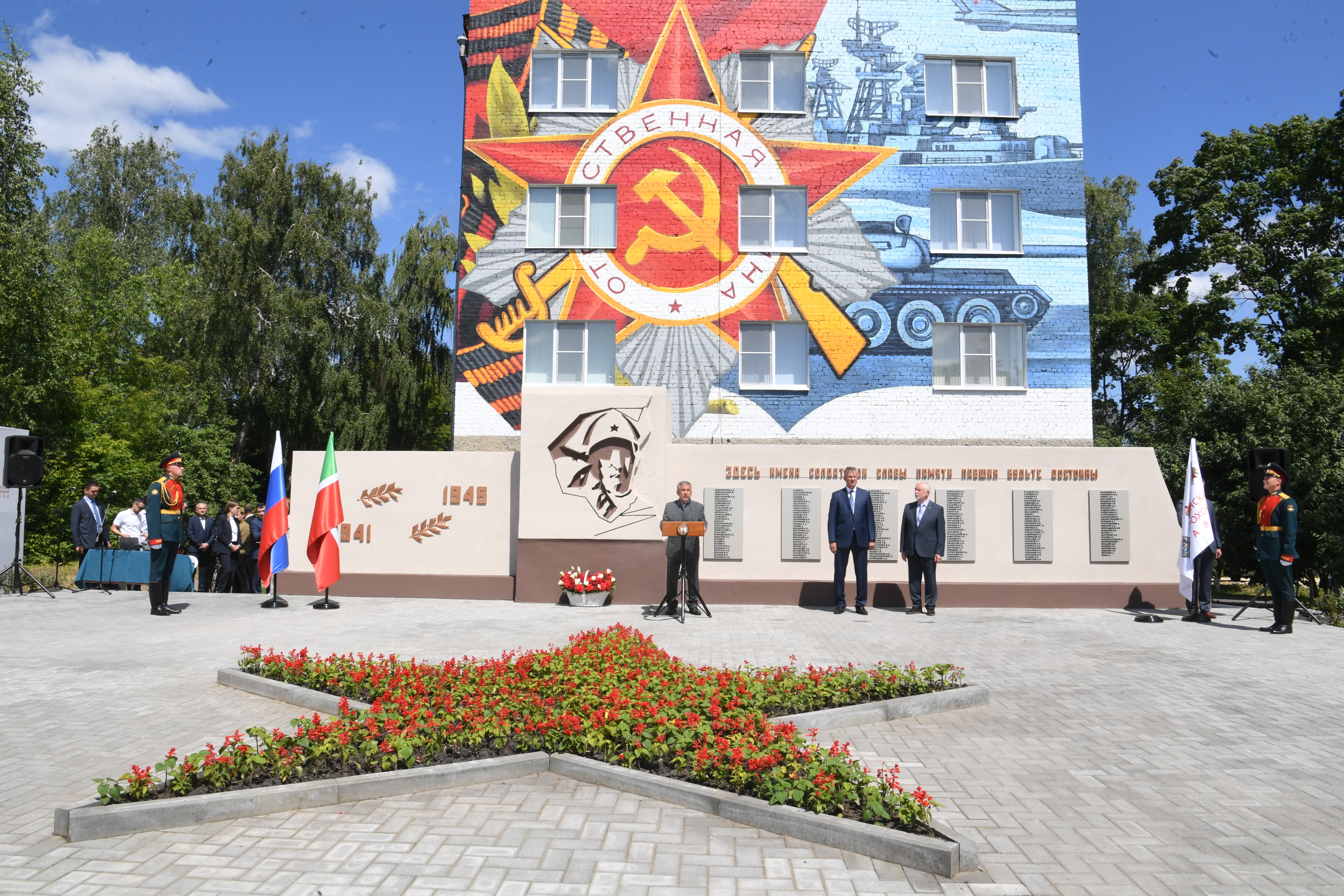
Мурал на территории Казанского порохового завода
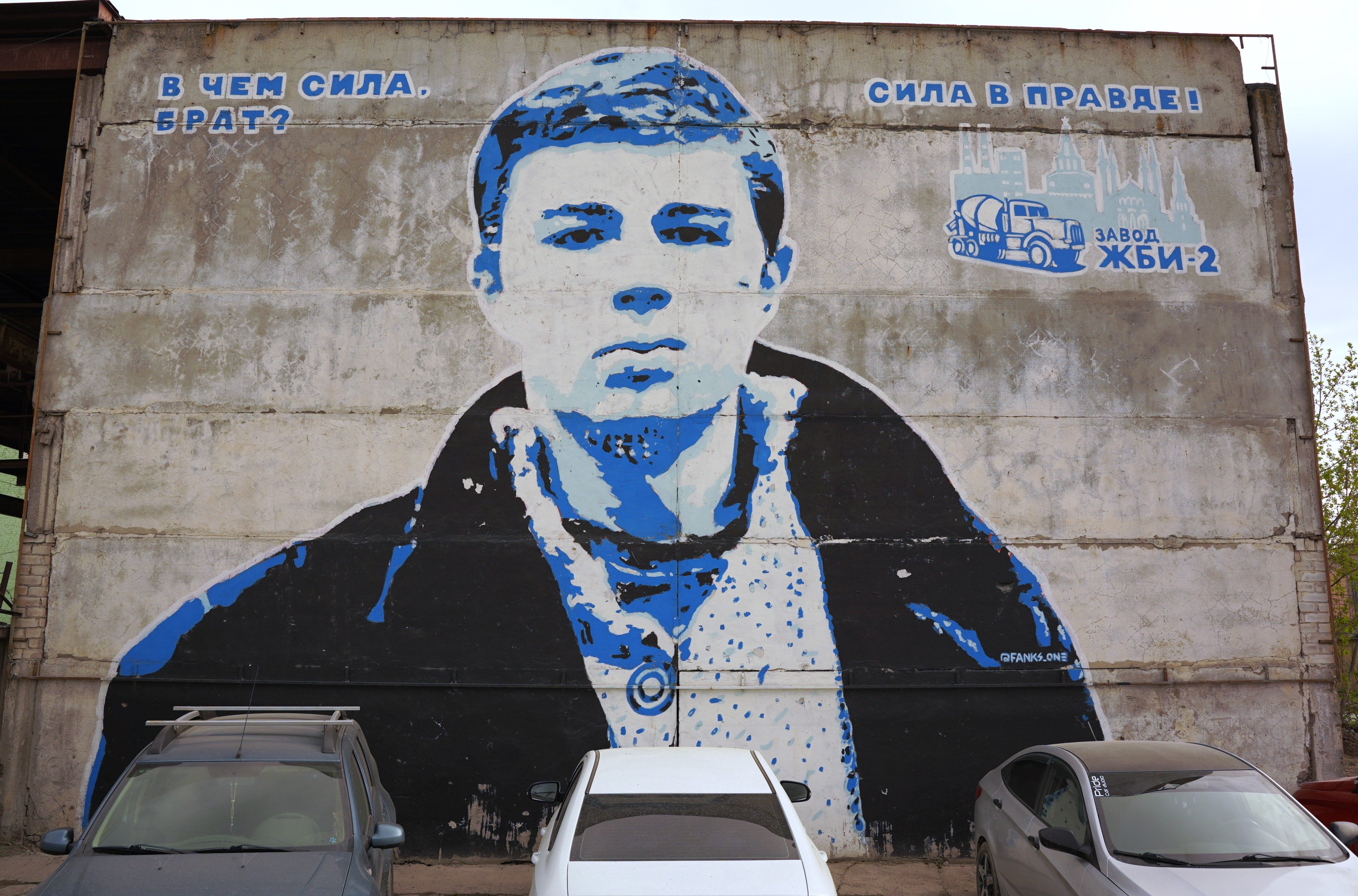
Мурал, посвящённый Сергею Бодрову у входа на территорию завода ЖБИ-2, автор — Никита Маркин: ул. Каучуковая, 7А
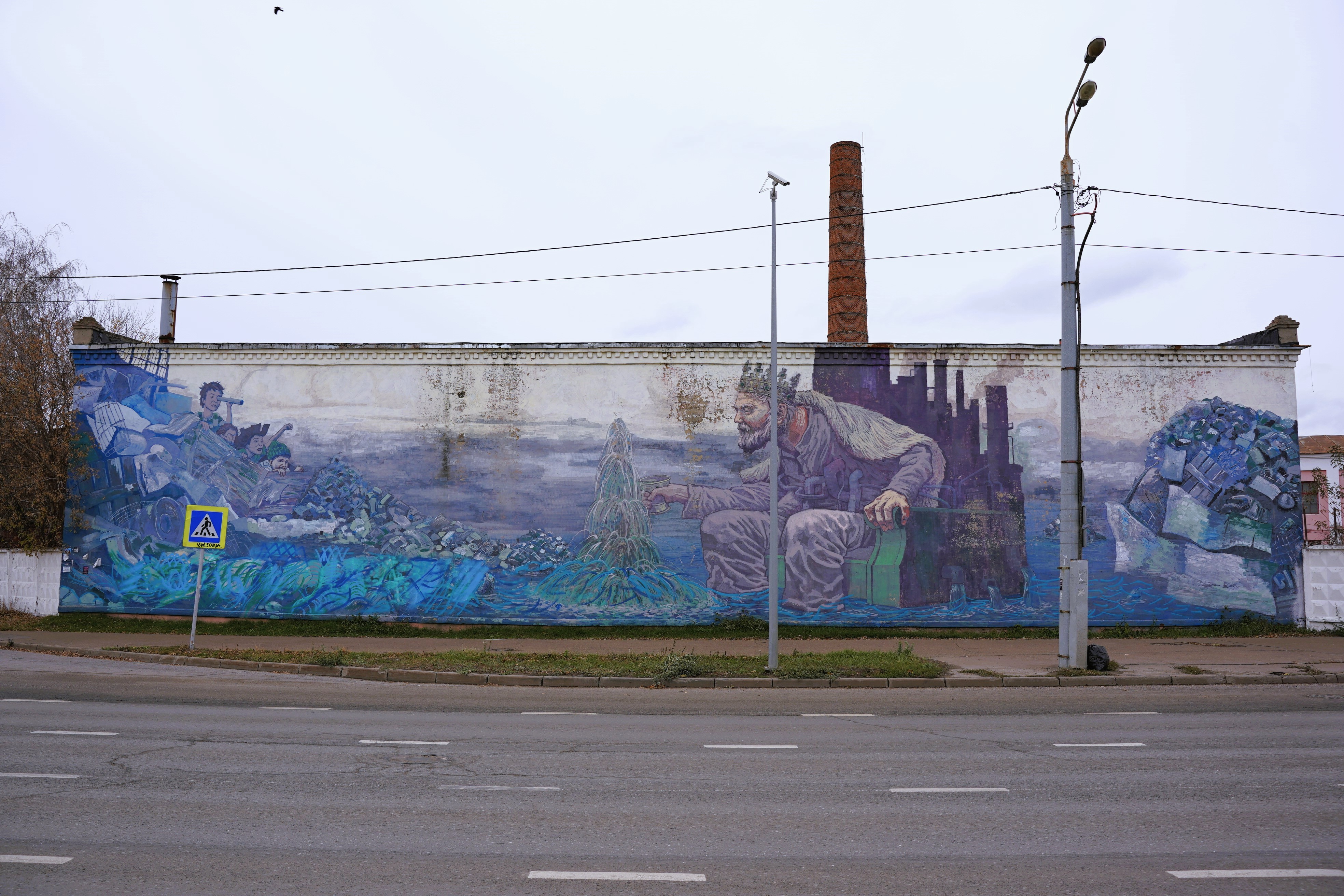
«Империализм 2.0», автор — Рустам Кубик: вид со стороны улицы Краснококшайской
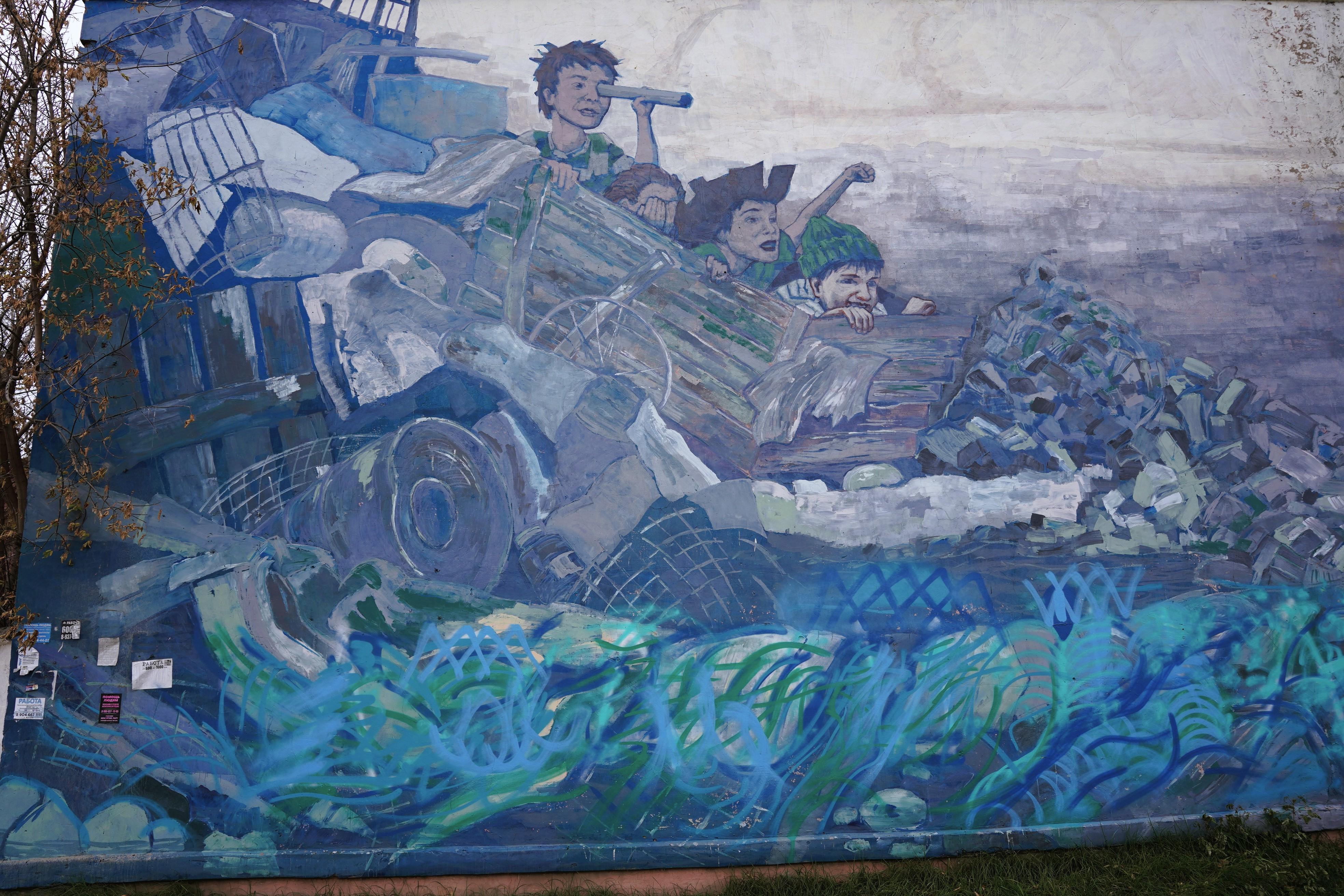
«Империализм 2.0» (фрагмент мурала), автор — Рустам Кубик

### Спорт в отражении казанских муралов (с 2018 год)

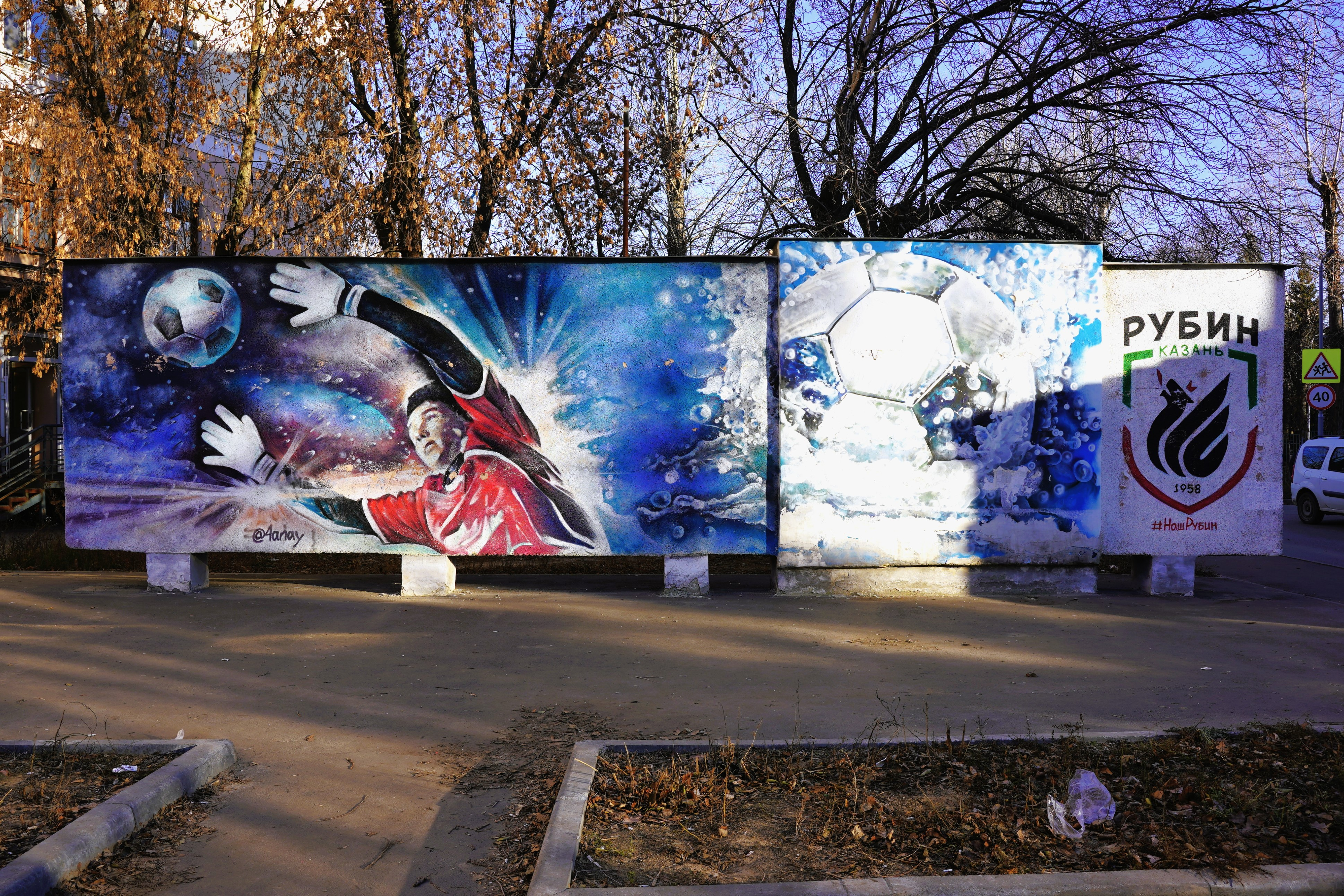
Композиция «Наш Рубин» на улице Декабристов; автор — Василий Чапай

Спорт является традиционной темой для казанских граффити начиная с 2010-х годов с приоритетным уклоном в сторону футбола и хоккея. В числе наиболее известных работ раннего периода стоит отметить живописные композиции, посвящённые футбольному клубу «Рубин»: граффити «Rubin Kazan» на одной из опор моста Миллениум (создана в 2015 году; не сохранилась) и живописная композиция «Наш Рубин» на стеле, расположенной на улице Декабристов, между домами 154 и 156 (создана в августе 2016 года по заказу администрации Кировского и Московского районов Казани; автор — художник из Чебоксар Василий Чапай). В 2017 году появились граффити на остановочных павильонах, посвящённые хоккейному клубу «Ак Барс».
Что касается монументальной живописи — муралов, то в этом случае изначально приоритет также был за футболом (известная портретная серия, созданная объединением «Supernova» к мировым футбольным соревнованиям 2017—2018 годов). Однако в мае 2018 года появилась серия из трёх муралов, посвящённая казанскому волейбольному клубу «Зенит».
Создание этих муралов было приурочено к очередной победе волейбольного клуба «Зенит», который в конце апреля 2018 года стал десятикратным чемпионом России. Героями живописных сюжетов стали трое игроков ВК «Зенит», изображённые на фоне казанских достопримечательностей. Американский легионер Мэттью Андерсон написан в полный рост, опирающимся на здание Центра семьи «Казан»; эта композиция художника Азата Алеева появилась на торцевой стороне десятиэтажного жилого дома (ул. Спартаковская, 87). Россиянин Алексей Вербов изображён в динамичной позе в момент игры на фоне здания театра имени Г. Камала; этот мурал художника Романа Левашова размещён на торцевой стороне «Парк отеля» (ул. Островского, 67). Через несколько дней на обращённой в сторону озера Нижний Кабан стене семиэтажного здания бывшей обувной фабрики «Спартак» (ул. Спартаковская, 2) появилось изображение третьего игрока ВК «Зенит» — россиянина Максима Михайлова, крутящего на указательном пальце мяч и стоящего на фоне мечети Кул-Шариф. Последний мурал просуществовал менее четырёх лет и в 2022 году был утрачен в результате реконструкции семиэтажного здания, ставшего частью комплекса ИТ-парка имени Башира Рамеева.
В 2020 году в Казани появилось два мурала, посвящённые хоккейному клубу «Ак Барс». В начале марта на торцевой стороне девятиэтажного жилого дома (ул. Чистопольская, 43) появилась композиция под названием «Капитан Татарстана» — портрет нападающего «Ак Барса» Даниса Зарипова в тюбетейке вместо шлема и с эчпочмаком вместо щита. Площадь мурала составила 223 м². Он был создан в рамках акции «Капитан Татарстан», которая была запущена хоккейным клубом в начале марта 2020 года.
В сентябре — октябре 2022 года на фасаде многоэтажного паркинга у жилого комплекса «Современник» (ул. Сибгата Хакима, 50А), где с 2017 года находился портрет футболиста Руслана Камболова, появилась композиция, посвящённый «Ак Барсу». В её центре изображена голова барса с нового логотипа клуба, находящаяся в окружении различных визуальных элементов, сделанных в фирменных цветах данного хоккейного клуба — зелёного, красного и белого.
В мае 2023 года на транспортной развязке у Центрального парка имени Горького, на подпорной стене вдоль магистрали по улице Вишневского появился мурал площадью 300 кв. метров, посвящённый ежегодному «Казанскому марафону»; на его создание ушло 50 л фасадной краски, 20 баллончиков и 60 л грунтовки. Тогда же и в той же локации, но на противоположной подпорной стене вдоль улицы Вишневского появился ещё один масштабный мурал площадью 200 кв. метров в честь новых международных соревнований под названием «Игры будущего», которые прошли в Казани с 21 февраля по 3 марта 2024 года; на его создание ушло 22 литра фасадной краски, 16 баллончиков и 40 литров грунтовки. В 2024 года оба мурала были закрашены в серый цвет. 
В октябре 2023 года на торцевой стороне пятиэтажного жилого дома (просп. Ибрагимова, 32А) появился мурал с изображением детей-футболистов. Он сделан по заказу руководства детского футбольного клуба «Сокол», который в этом году стал обладателем кубка Межрегионального футбольного союза «Приволжье». Автором мурала является Рустам Кубик (QBic), изобразивший футболистов с головами в виде Кубика Рубика. Именно это обстоятельство не понравилось многим казанцам, выразившим в социальных сетях недовольство сюжетом мурала.

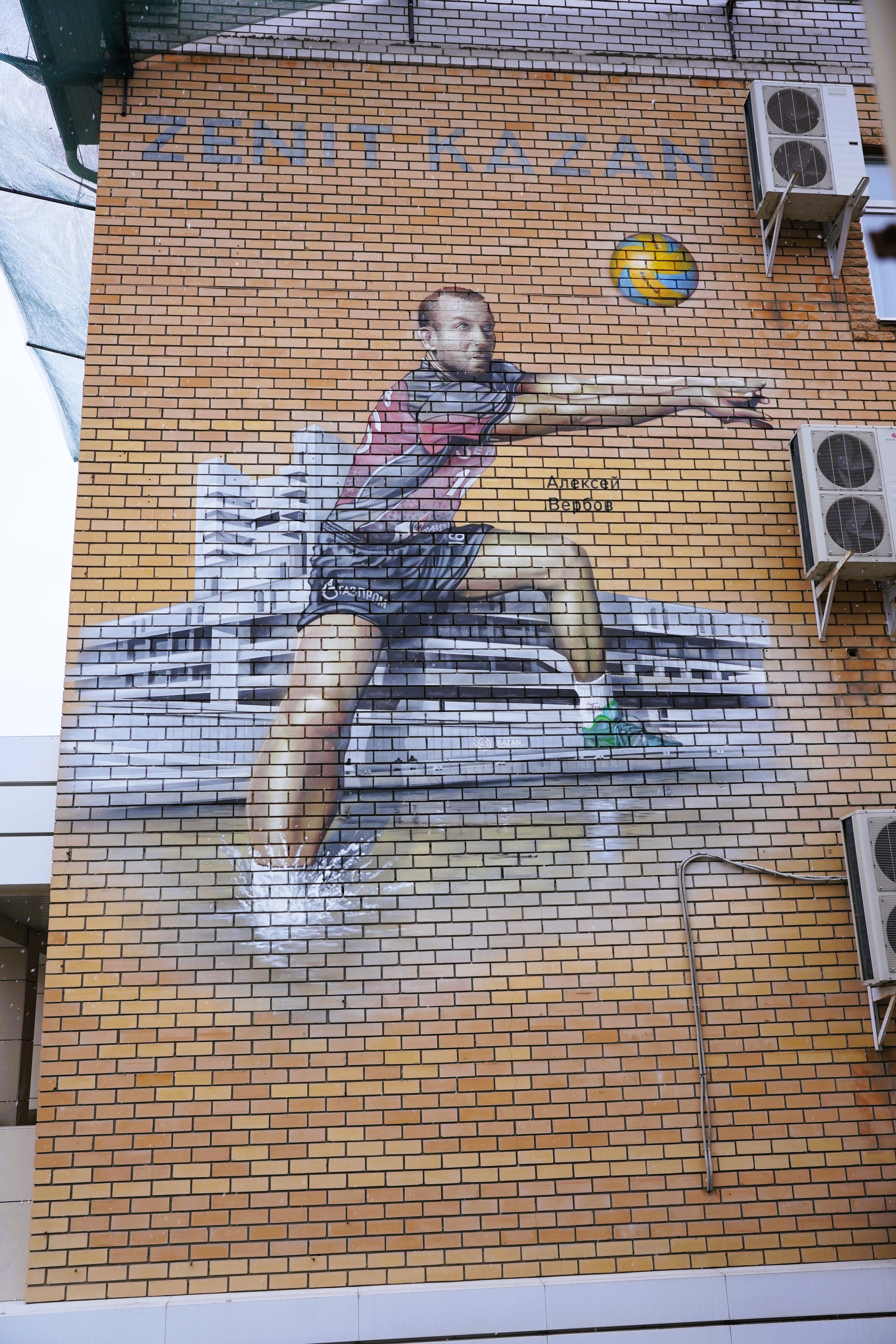
Портрет игрока ВК «Зенит» Алексея Вербова, автор — Роман Левашов: ул. Островского, 67
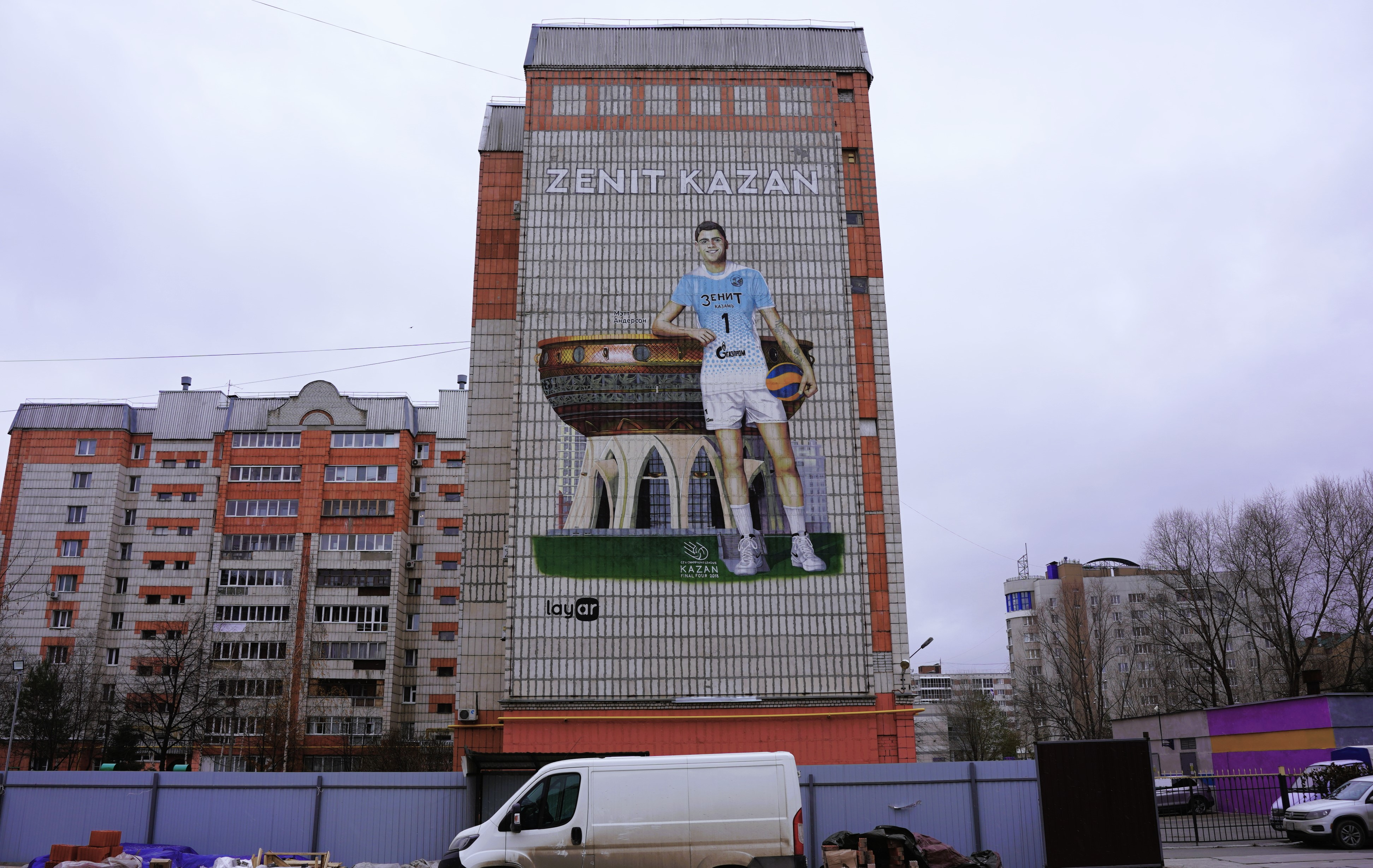
Портрет игрока ВК «Зенит» Мэттью Андерсона, автор — Азат Алеев: ул. Спартаковская, 87
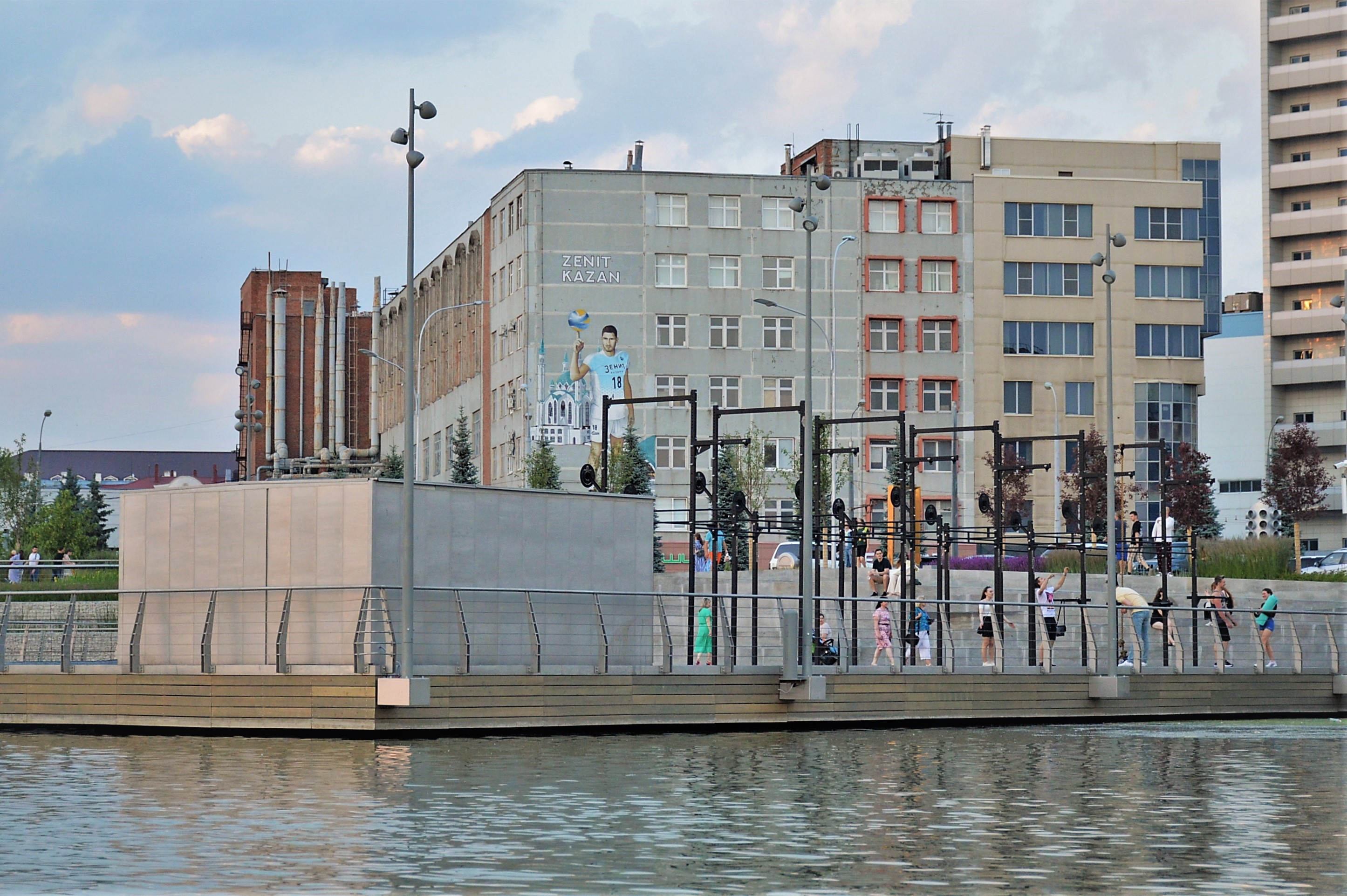
Портрет игрока ВК «Зенит» Максима Михайлова (утрачен в 2022 году)
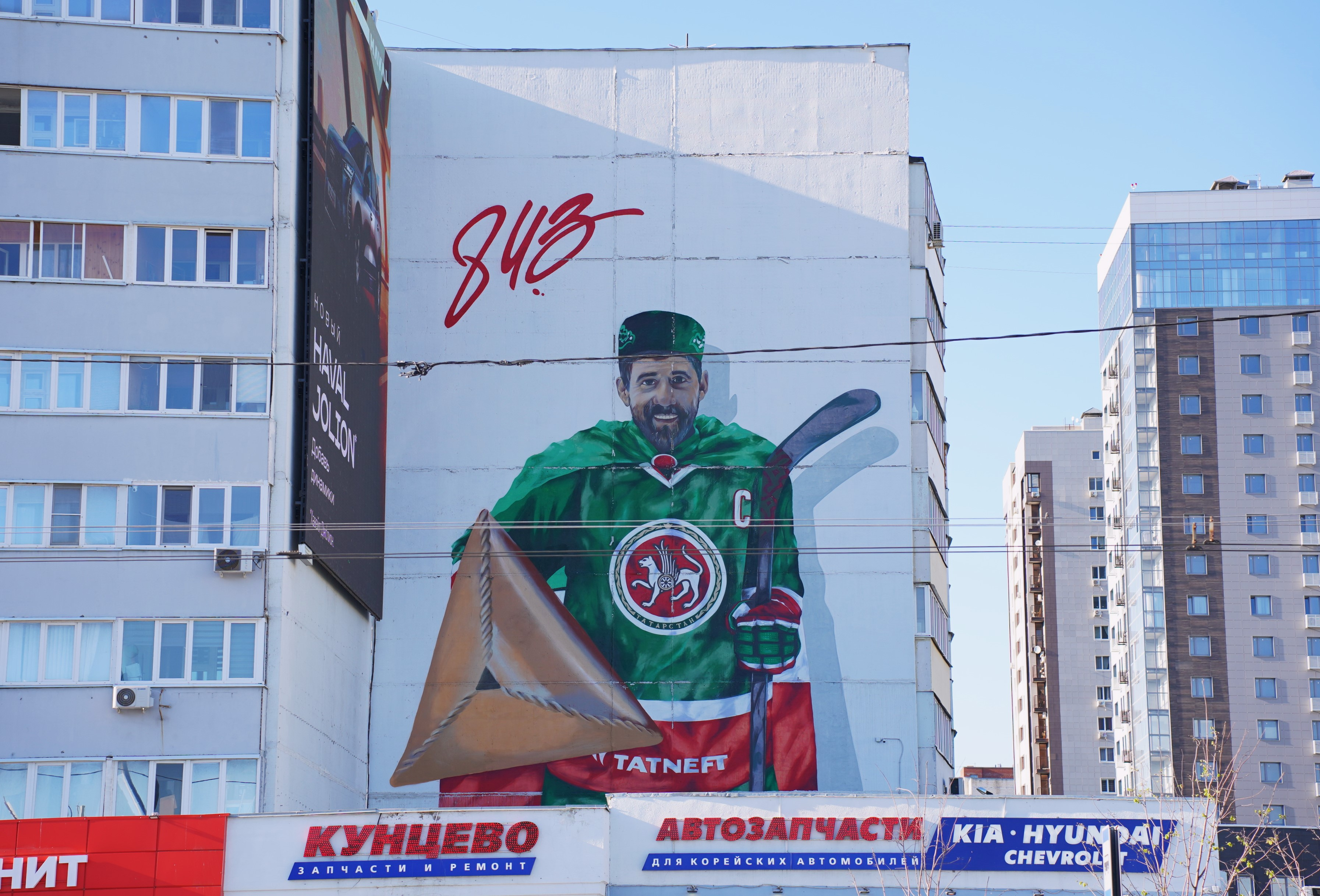
«Капитан Татарстана» — портрет нападающего ХК «Ак Барс» Даниса Зарипова: ул. Чистопольская, 43
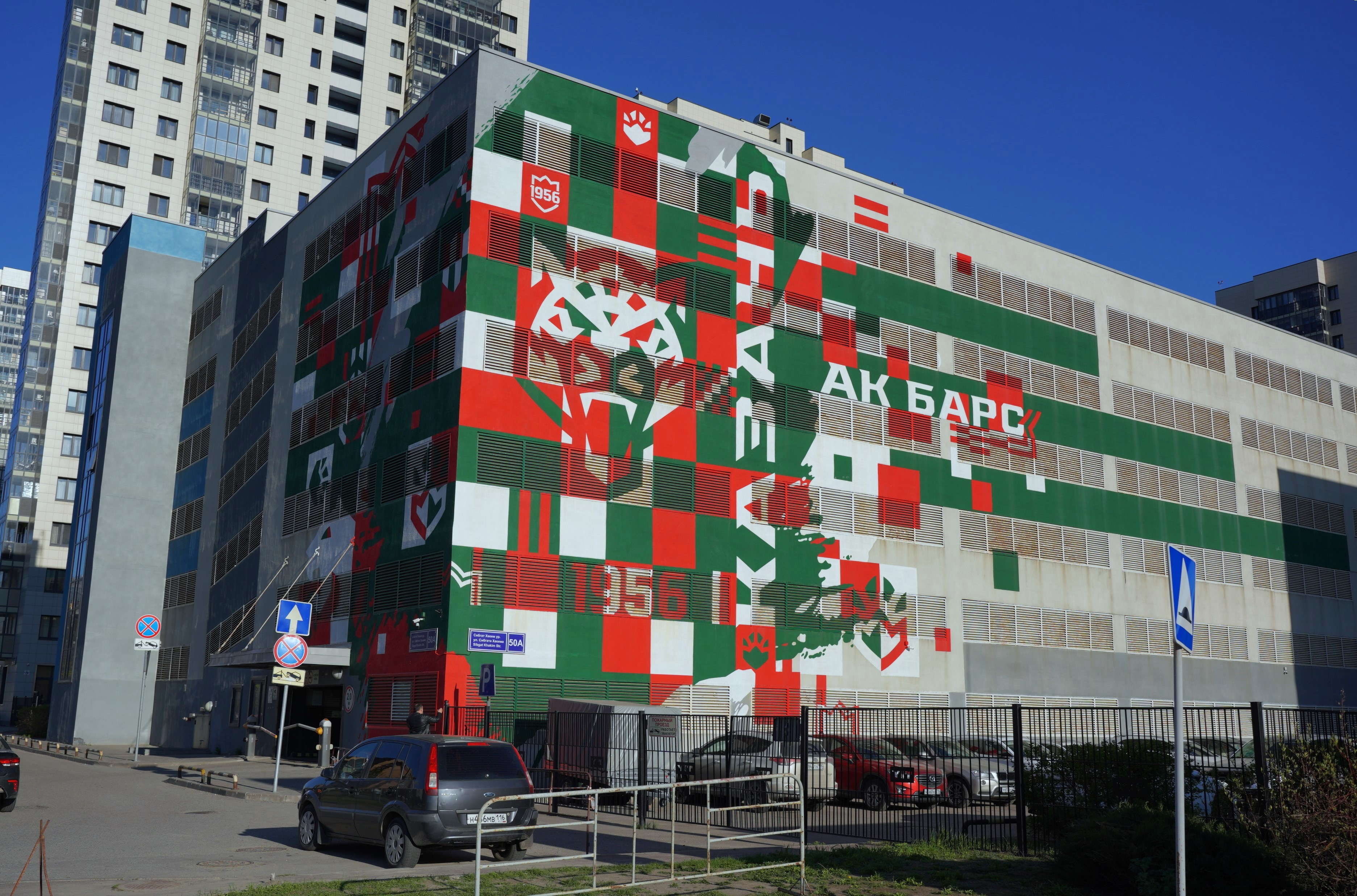
Мурал, посвящённый хоккейному клубу «Ак Барс»: ул. Сибгата Хакима, 50А
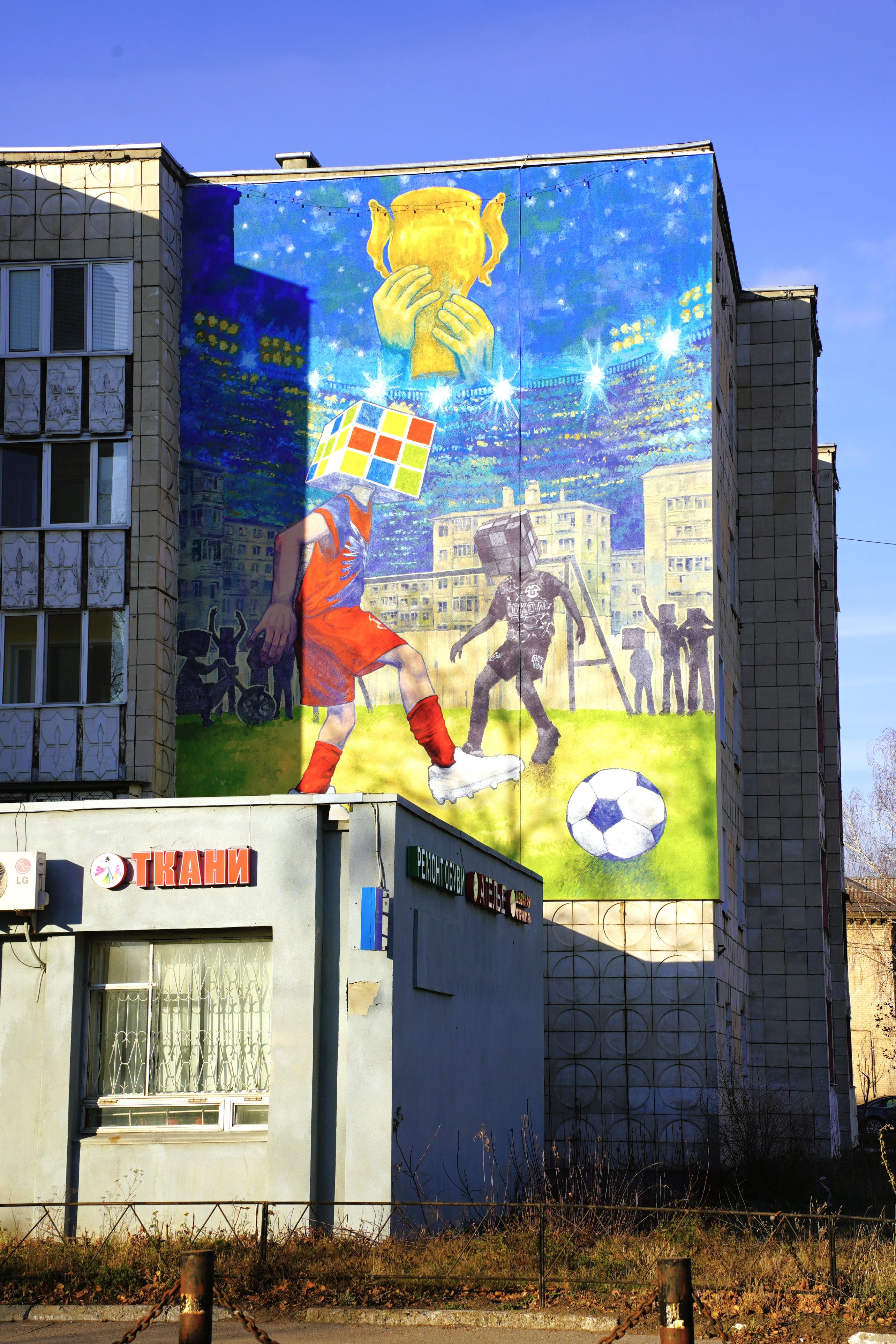
Мурал, посвящённый победе футбольного клуба «Сокол» в борьбе за кубок МФС «Приволжье» в 2023 году; автор — Рустам Кубик: просп. Ибрагимова, 32А
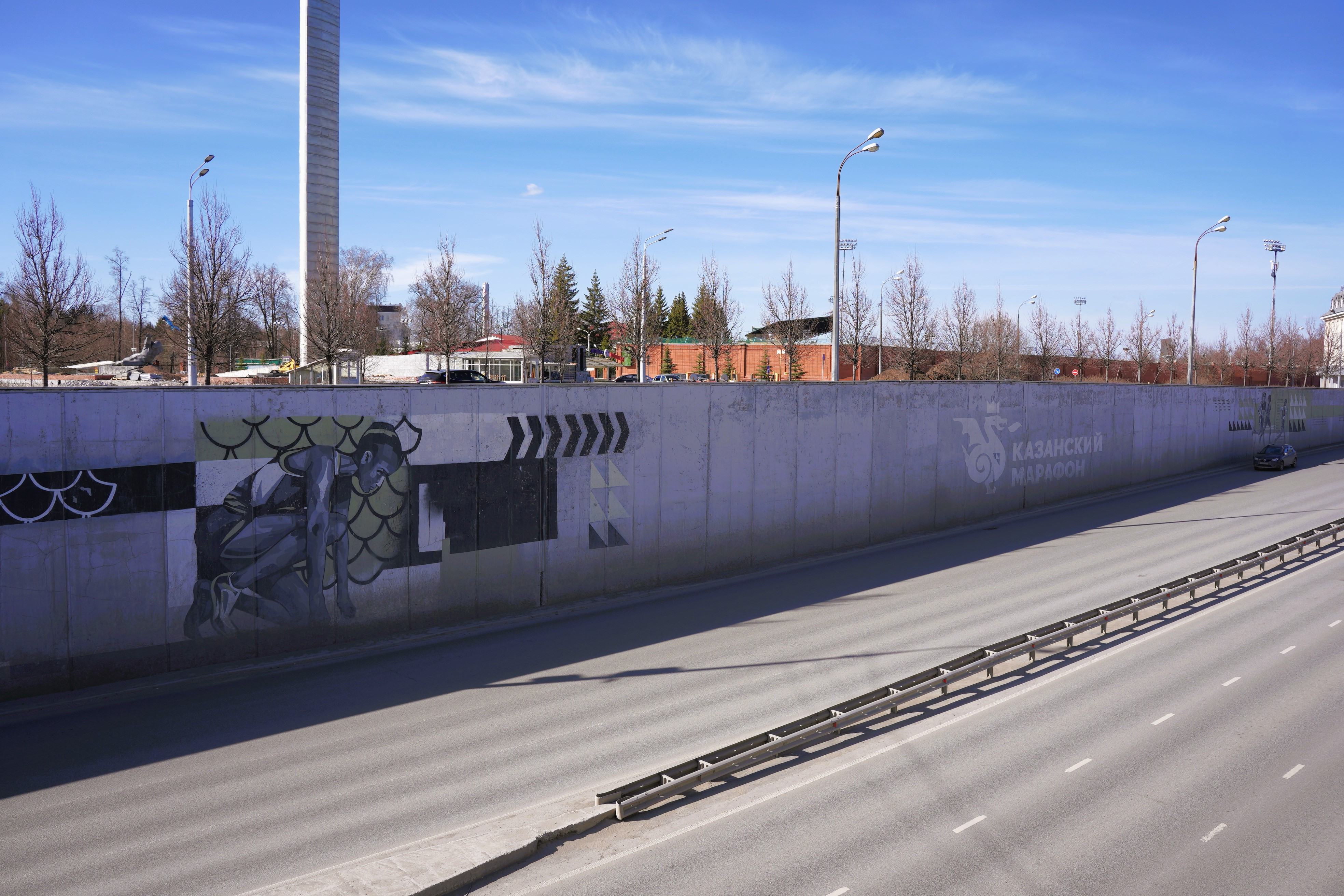
Мурал, посвящённый ежегодному Казанскому марафону: общий вид (закрашен в 2024 году)
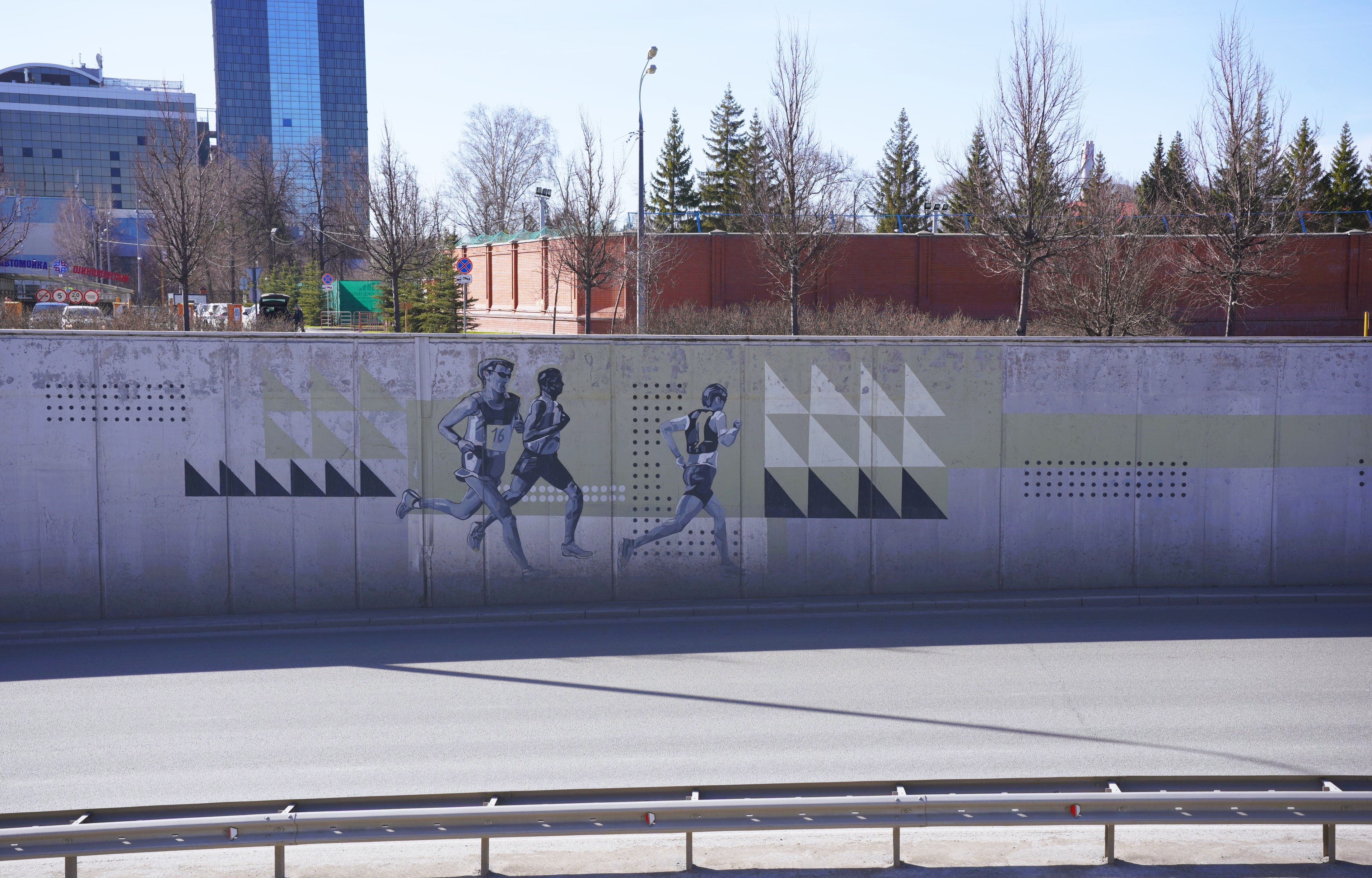
Мурал, посвящённый ежегодному Казанскому марафону: правый фрагмент (закрашен в 2024 году)
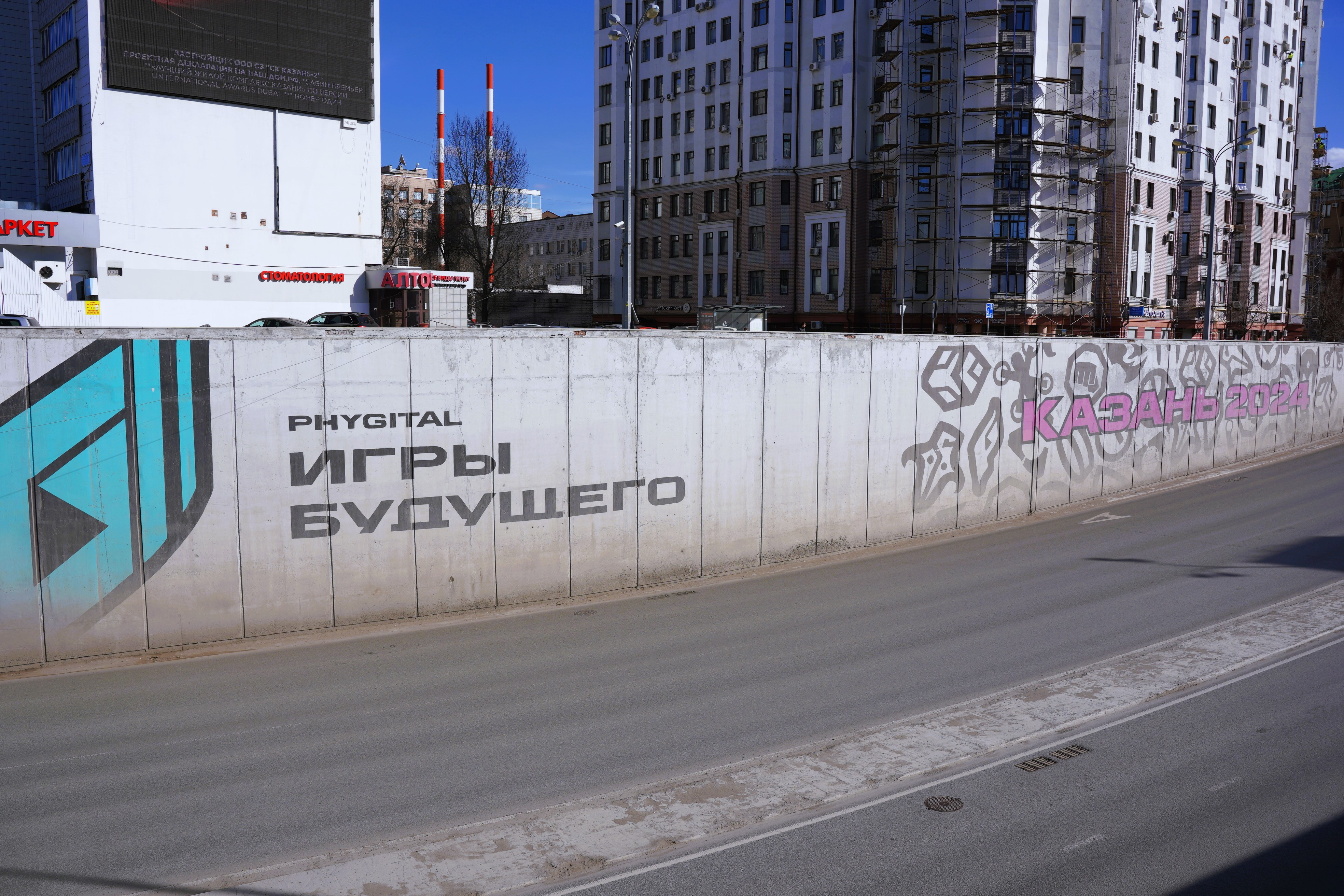
Мурал, посвящённый Играм будущего 2024 года: общий вид (закрашен в 2024 году)
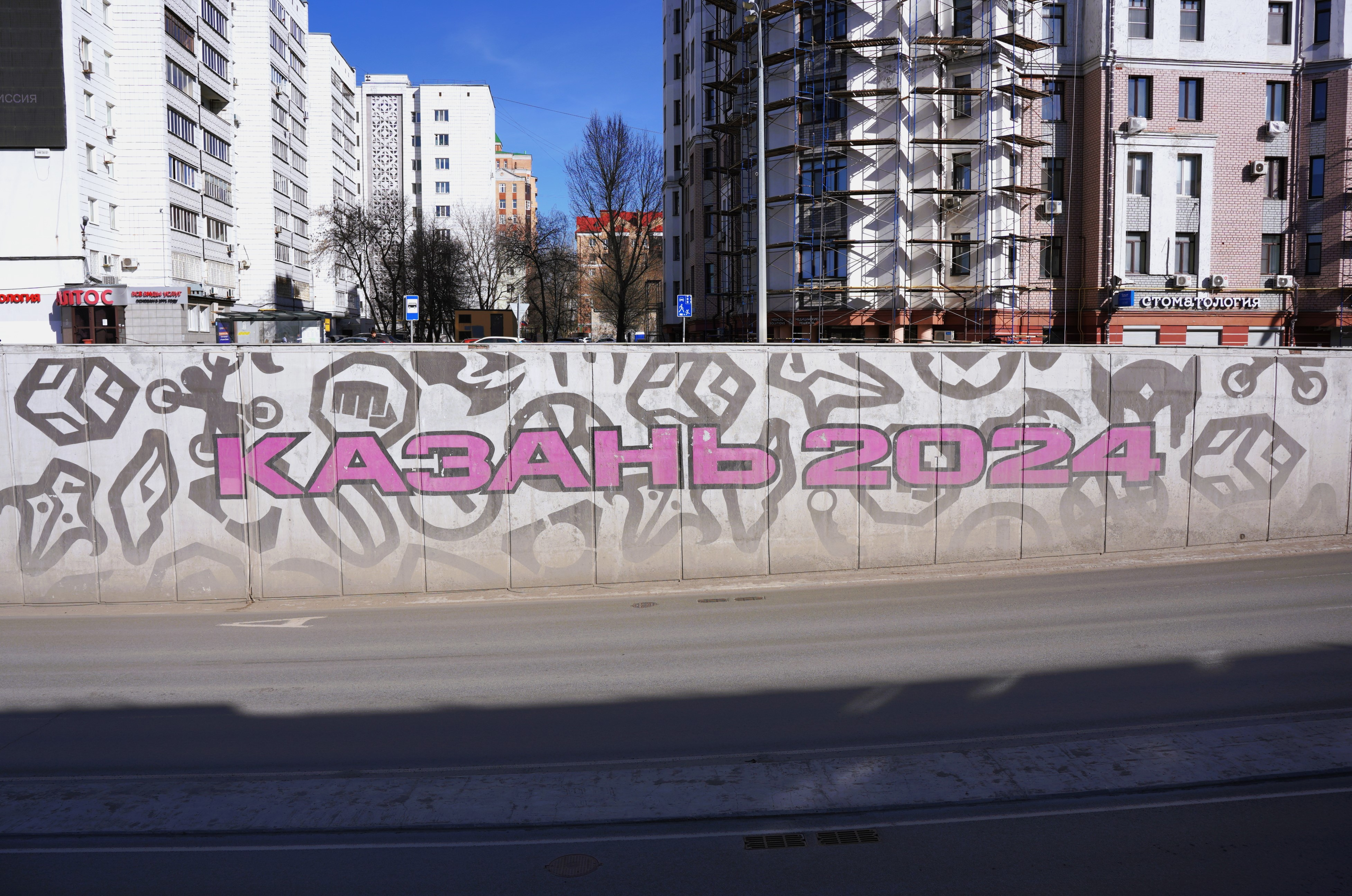
Мурал, посвящённый Играм будущего 2024 года: правый фрагмент (закрашен в 2024 году)

### Муралы как символ реновации жилых домов и дворовых пространств (с 2018 года)
Начиная с 2018 года в Казани стали появляться муралы, созданные в рамках реконструкции дворовых пространств многоквартирных жилых домов. В ряде случаев их сюжеты стали подчёркивать идентичность этих территорий с точки зрения их истории или привязки к названиям прилегающих улиц. При этом объектами муральной живописи стали не только привычные уже торцевые стены жилых домов, но и стены расположенных во дворах трансформаторных подстанций и иных малогабаритных строений.
Одним из таких изображений стал мурал под названием под условным названием «Самолёт», созданный Азатом Алеевым на торцевой стороне пятиэтажного жилого дома (ул. Гагарина, 105). На нём изображён летящий сверхзвуковой стратегический бомбардировщик-ракетоносец Ту-160, выпускавшийся на Казанском авиационном заводе имени С. П. Горбунова. Фоном для него выступают чертёжные изображения бомбардировщиков, выпускавшихся в Казани в период до и во время Великой Отечественной войны (1941—1945), в частности дальнего тяжёлого бомбардировщика ТБ-7 (Пе-8). Сюжет мурала стал отражением концепции реконструкции двора, образуемого четырьмя домами (ул. Гагарина, 103, 105, 107; ул. Восход, 22). В доме № 105 в 1961—1962 годах жил генерал-лейтенант авиации Василий Сталин — младший сын И. В. Сталина. В этом же доме и соседних домах также проживали известные лётчики-испытатели и инженеры Казанского авиазавода, в том числе Герой Советского Союза Борис Машковцев. В рамках проведённой в 2018 году реконструкции двора окружающие его дома получили название Жилой квартал «Авиатор» — «в память тех людей, которые здесь жили и поднимали авиацию в послевоенные годы». Соответствующим образом в русле авиационной тематики была оформлена детская игровая площадка, а стоящая во дворе трансформаторная подстанция украсилась муралом «Я выбираю небо» (по названию концепции реконструкции двора).
Ещё один мурал на авиационную тему появился в 2019 году как результат капитального ремонта четырёхэтажного жилого дома 1959 года постройки (ул. Чкалова, 4/2). Он посвящён легендарному советскому лётчику Валерию Чкалову — дом находится на улице его имени. Автором мурала является Азат Алеев.
Начиная с 2020 года в Татарстане реконструкция дворов многоквартирных домов стала осуществляться в рамках республиканской программы благоустройства дворовых территорий «Наш двор». В Казани в рамках реализации этой программы появилось большое количество муралов.
В июле 2020 года в жилом районе Азино-1 в ходе реконструкции дворового пространства нескольких жилых домов появились муралы художника Азата Алеева, посвящённые творчеству татарского оперного певца Хайдара Бигичева. Один мурал с изображением самого певца появился на торцевой стене семиэтажного дома (ул. Хайдара Бигичева, 27), другой, изображающий главную героиню оперы «Алтынчеч» (в этой опере солировал певец), украсил торцевую сторону девятиэтажного дома (просп. Победы, 178); оба мурала ориентированы друг на друга. Также живописное оформление на музыкальную тему получила стоящая во дворе трансформаторная подстанция.
Летом 2021 года в Ново-Савиновском районе Казани в рамках реконструкции большого двора около озера Малое Чуйково появился мурал на стене 14-этажного жилого дома (ул. Мусина, 68А). На нём изображено окно деревянного дома, украшенного наличником с богатой резьбой. Это отсылка к историческому прошлому данной местности, связанному с переселением жителей села Новое Савиново в многоэтажные городские дома. Тема природы и сельской жизни отражена в сюжетах муральных композиций на стенах двух трансформаторных подстанций, расположенных во дворе, в арочном проёме одного из жилых домов (ул. Чуйкова, 25) и других местах. Разработкой и созданием муралов в этом дворе занималось Арт-посольство «Супернова».
В октябре 2021 года художники Азат Алеев и Адель Садыков создали в жилом районе Азино-2 на торцевой стороне десятиэтажного жилого дома (ул. Ломжинская, 4) мурал «Счастье» с изображением девушки, обнимающей кота.
В числе реконструированных в 2022 году был один из дворов в Московском районе Казани (между домами: ул. Батыршина, 29, 35, 37, 39; ул. Галимджана Баруди, 11). Идентичность этого двора оформили через увековечивание памяти первого Героя Советского Союза из татар Гильфана Батыршина (1914—1947), чьё имя носит улица, а также посредством символики Приморского края — двух полигональных фигур тигров (Г. А. Батыршин удостоен высокого звания за мужество и героизм, проявленные при защите государственной границы СССР в ходе боёв у озера Хасан в 1938 году). Муральный портрет героя появился на трансформаторной подстанции, а соседнее с ней хозяйственное строение украсилось цветастым изображением тигра.
В 2022 году в ходе реконструкции двора по улице Ягодинской появились муралы на торцевой стороне пятиэтажного жилого дома (ул. Ягодинская, 37) и на стенах расположенной рядом трансформаторной подстанции. В основе сюжета — образы счастливых детей и цветы, написанные стиле примитивизм. Такая тематика предопределена тем, что в доме по улице Ягодинская, 35 расположен реабилитационный центр «Сила в детях».
В 2023 году одним из знаковых муралов, созданных в рамках реализации программы «Наш двор», стала композиция «Художник Валентин Серов» на торцевой стороне девятиэтажного жилого дома (ул. Серова, 3). Сюжет мурала составляют вариации трёх вертикально расположенных картин художника, именем которого названа улица: «Девочка с персиками» (1887), «Художник Коровин на берегу реки» (1905) и «Похищение Европы» (1910). Все три картины оформлены в виде почтовых марок, лежащих на конвертах и пропечатанных почтовыми штемпелями с датой: 30.08.23 — это праздничная дата День Республики Татарстан, к которой было приурочено завершение реконструкции двора и создание данного мурала. Автором работы является Никита Маркин.
Также в Казани в рамках программы «Наш двор» в отдельных дворах появились муралы на стенах трансформаторных подстанций и иных малогабаритных строений.

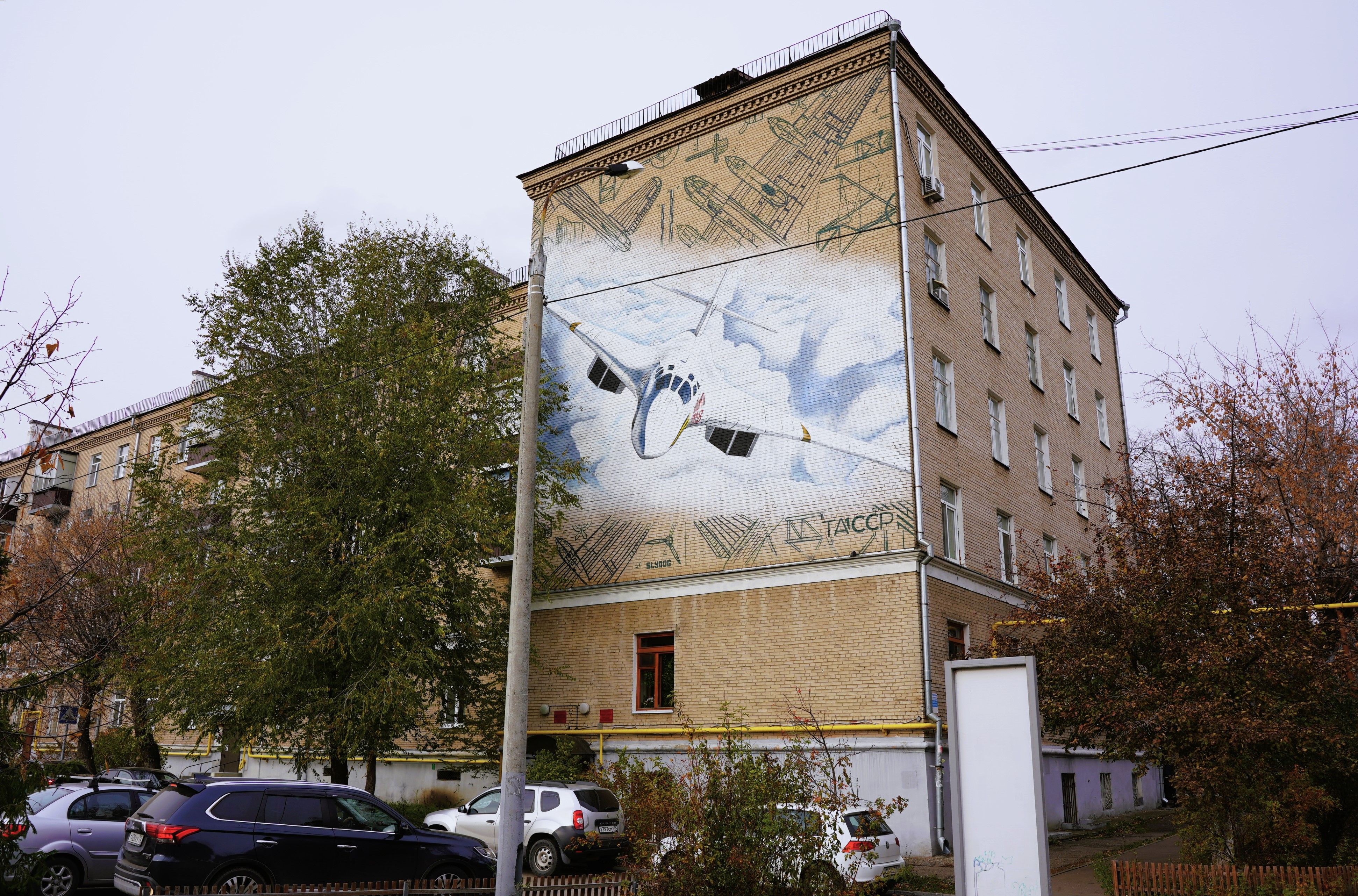
«Самолёт», автор — Азат Алеев: ул. Гагарина, 105
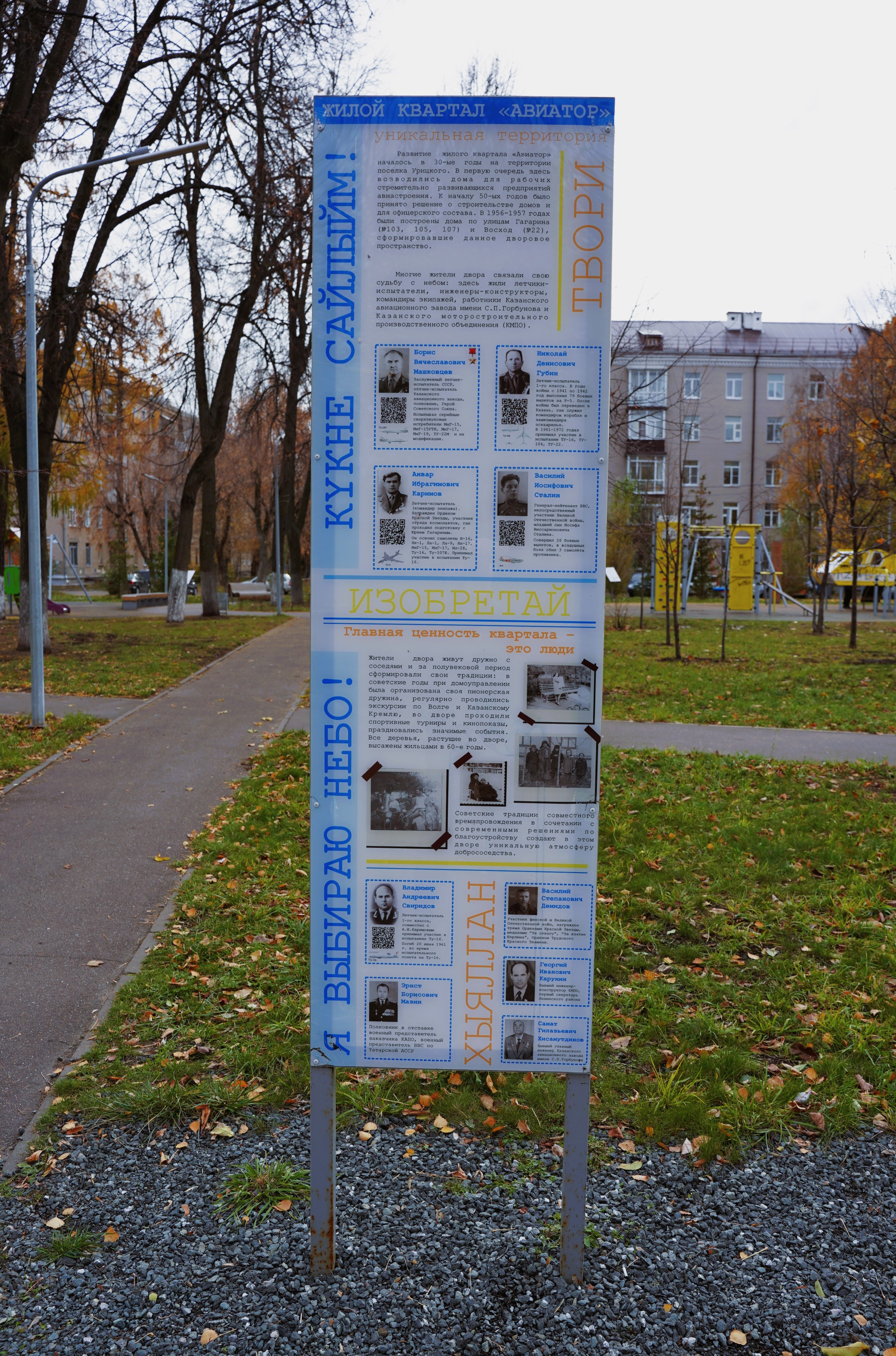
Информационная табличка о жилом квартале «Авиатор»
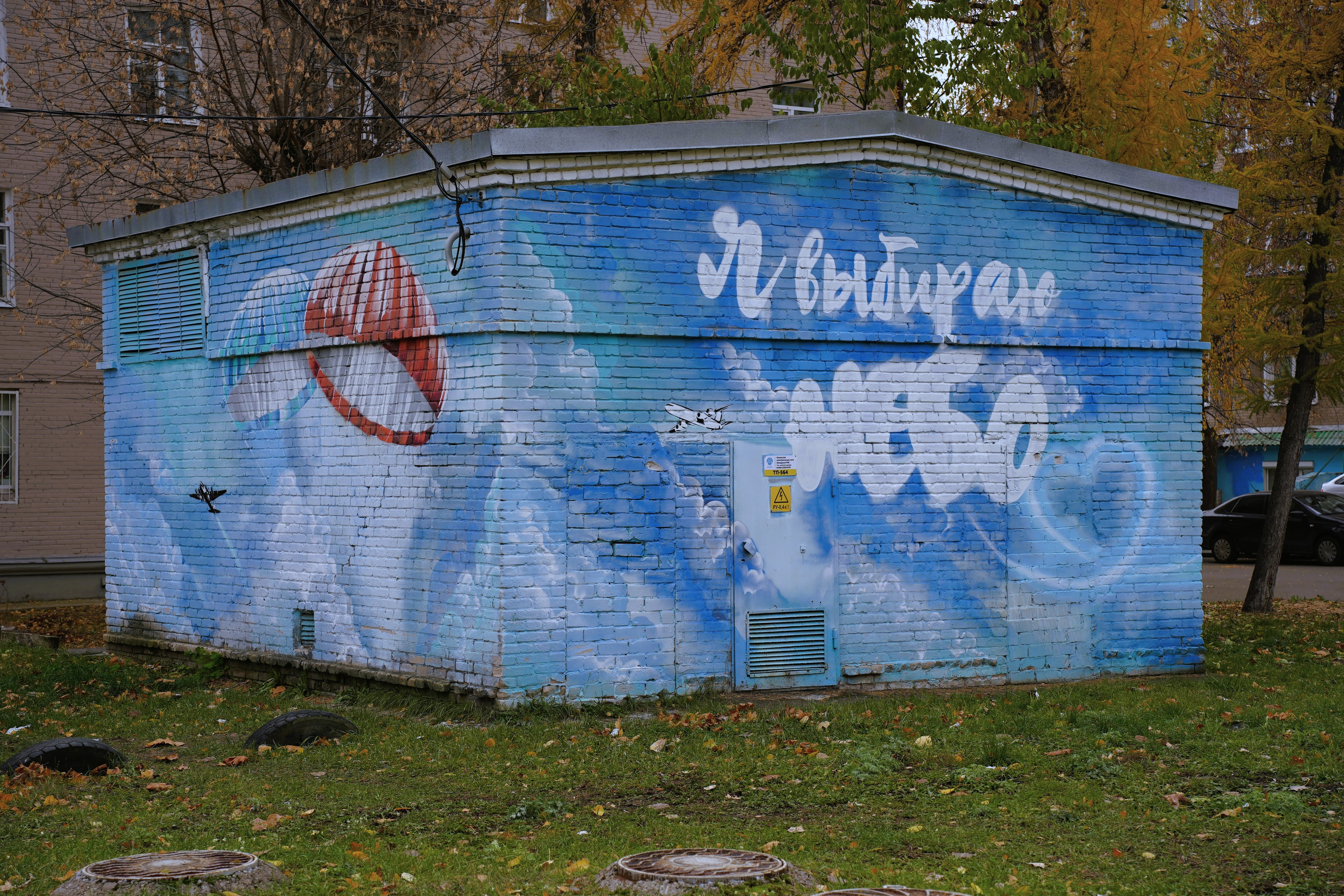
«Я выбираю небо» — трансформаторная подстанция около жилого дома: ул. Гагарина, 107
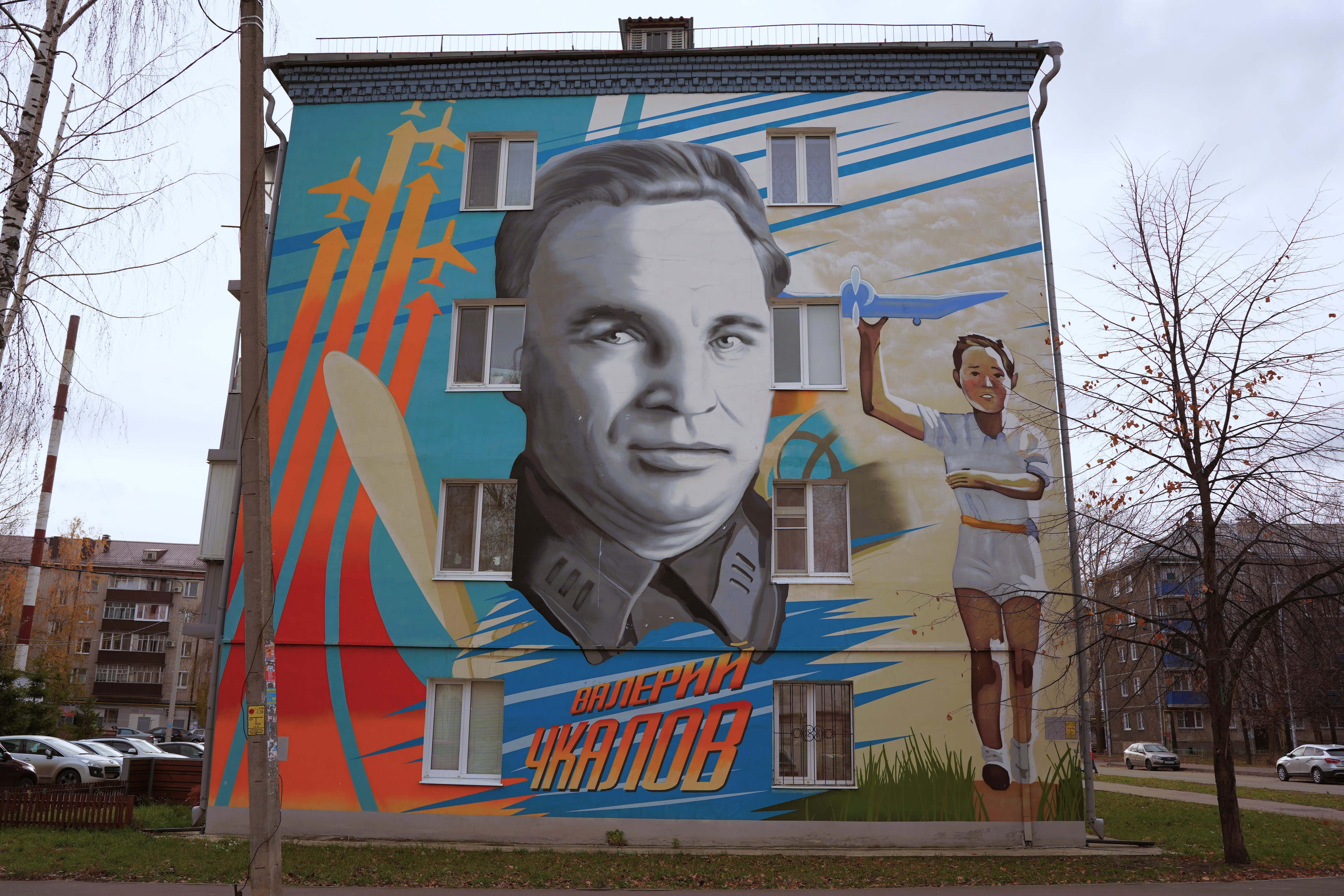
«Валерий Чкалов», автор — Азат Алеев: ул. Чкалова, 4/2
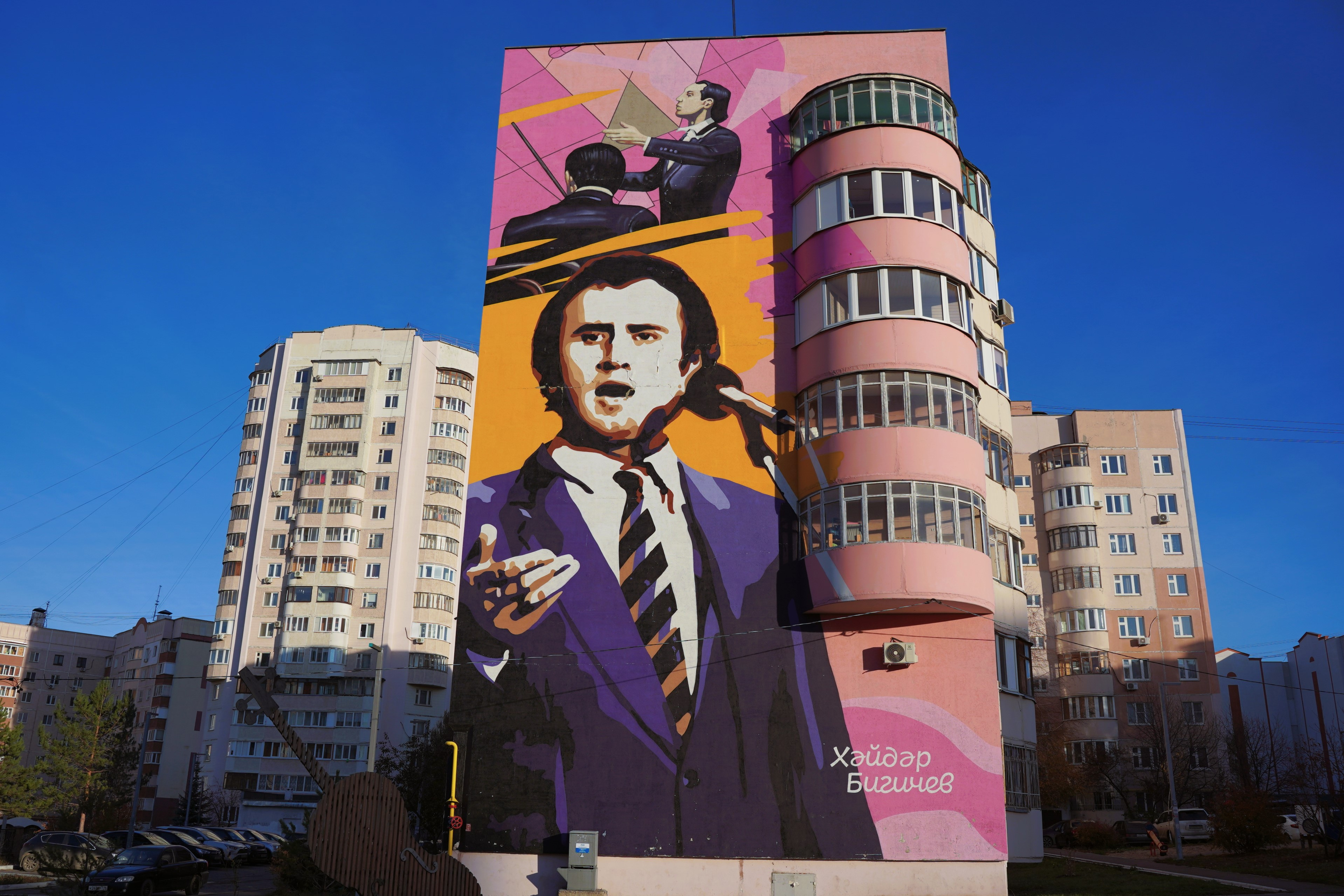
«Хайдар Бигичев», автор — Азат Алеев: ул. Хайдара Бигичева, 27
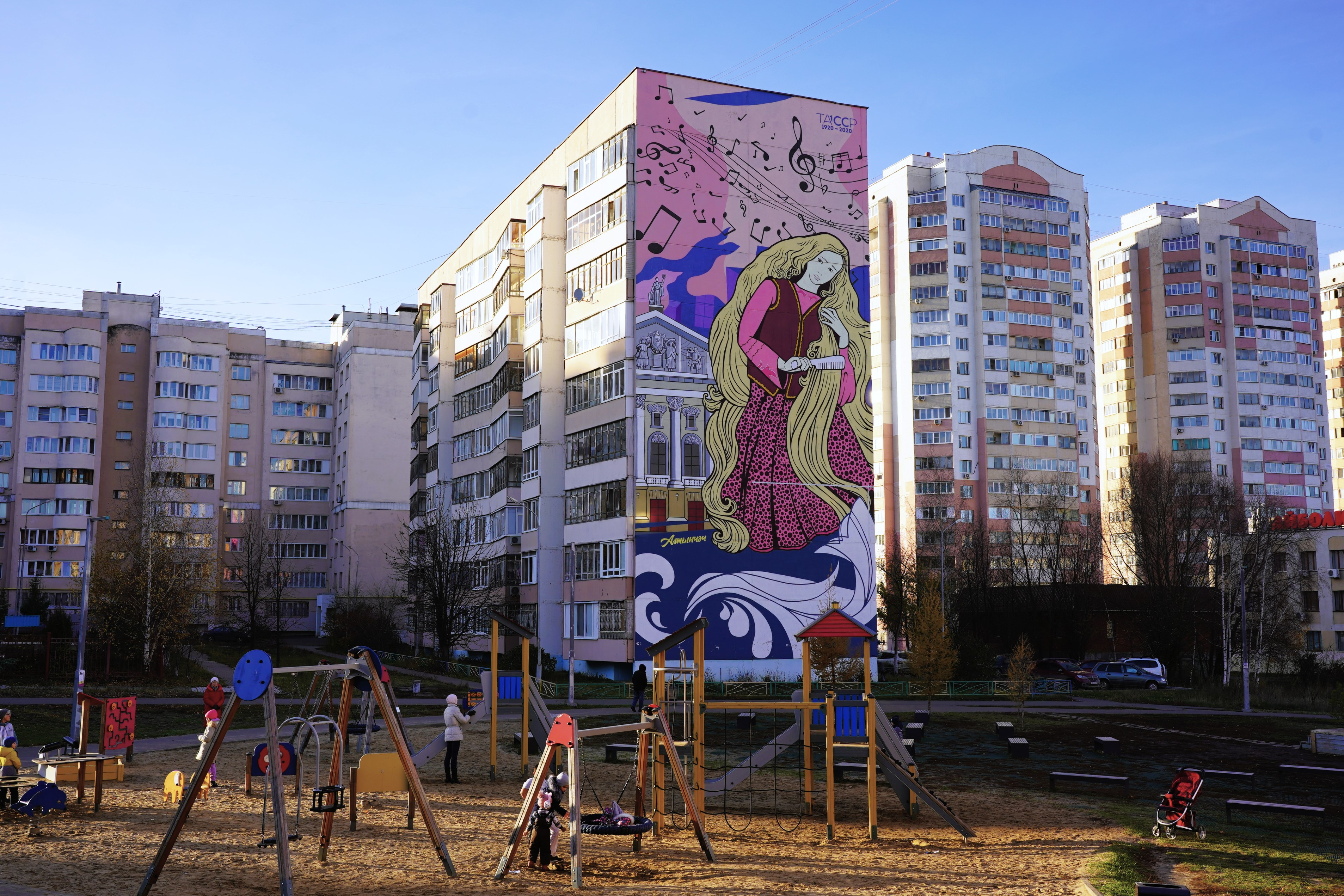
«Алтынчеч», автор — Азат Алеев: просп. Победы, 178
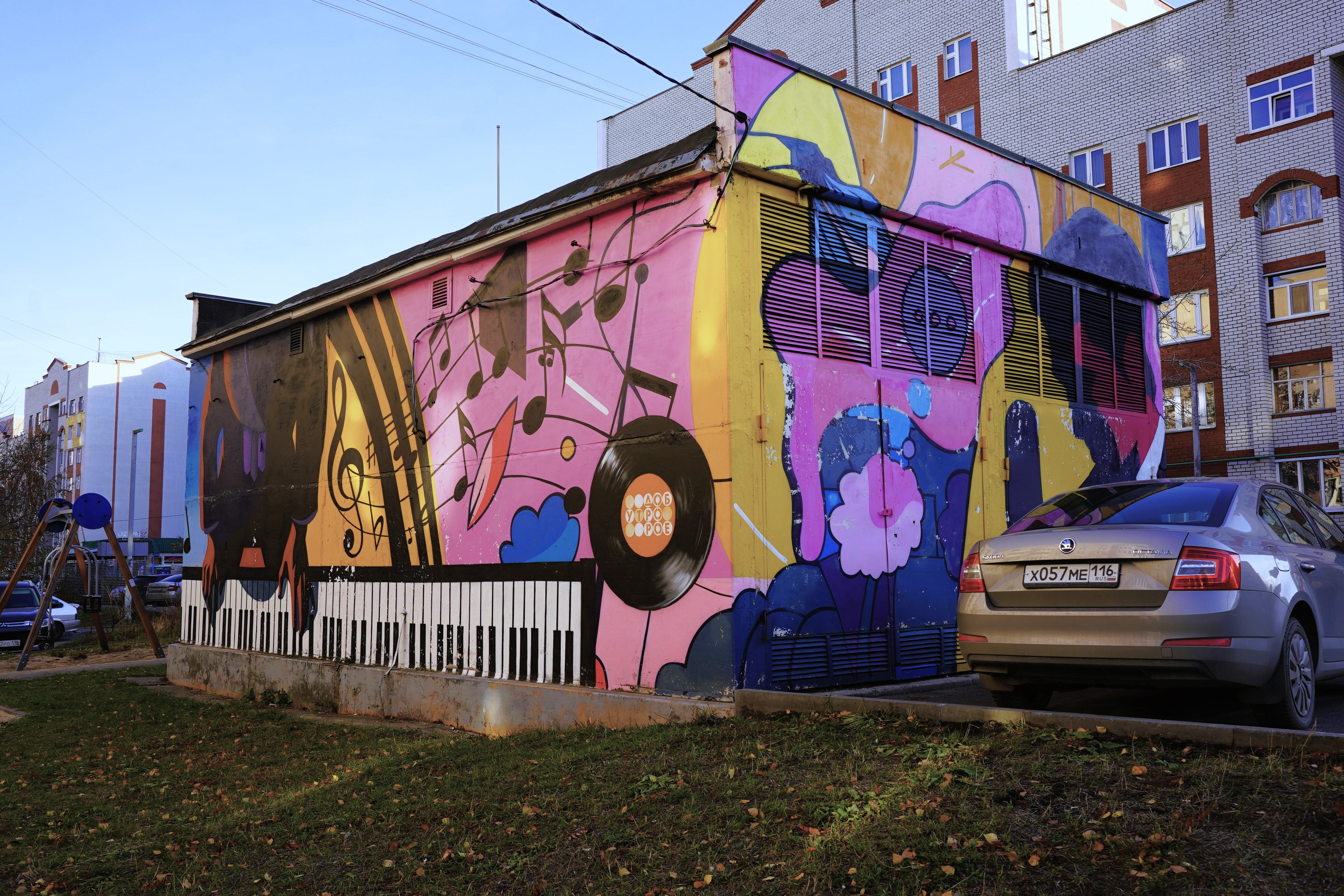
«Музыкальное» оформление трансформаторной подстанции около жилого дома: ул. Хайдара Бигичева, 27
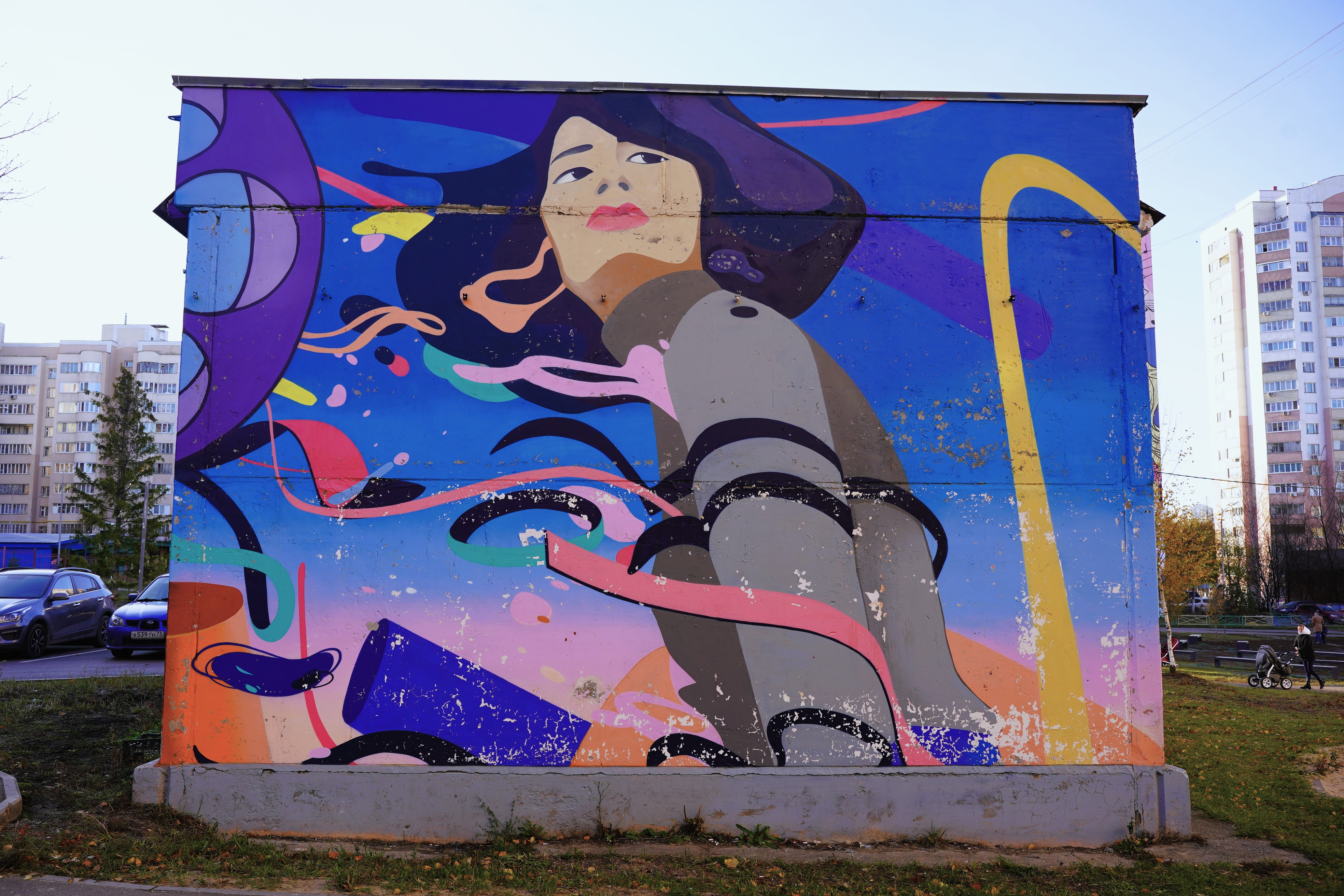
«Музыкальное» оформление трансформаторной подстанции около жилого дома: ул. Хайдара Бигичева, 27
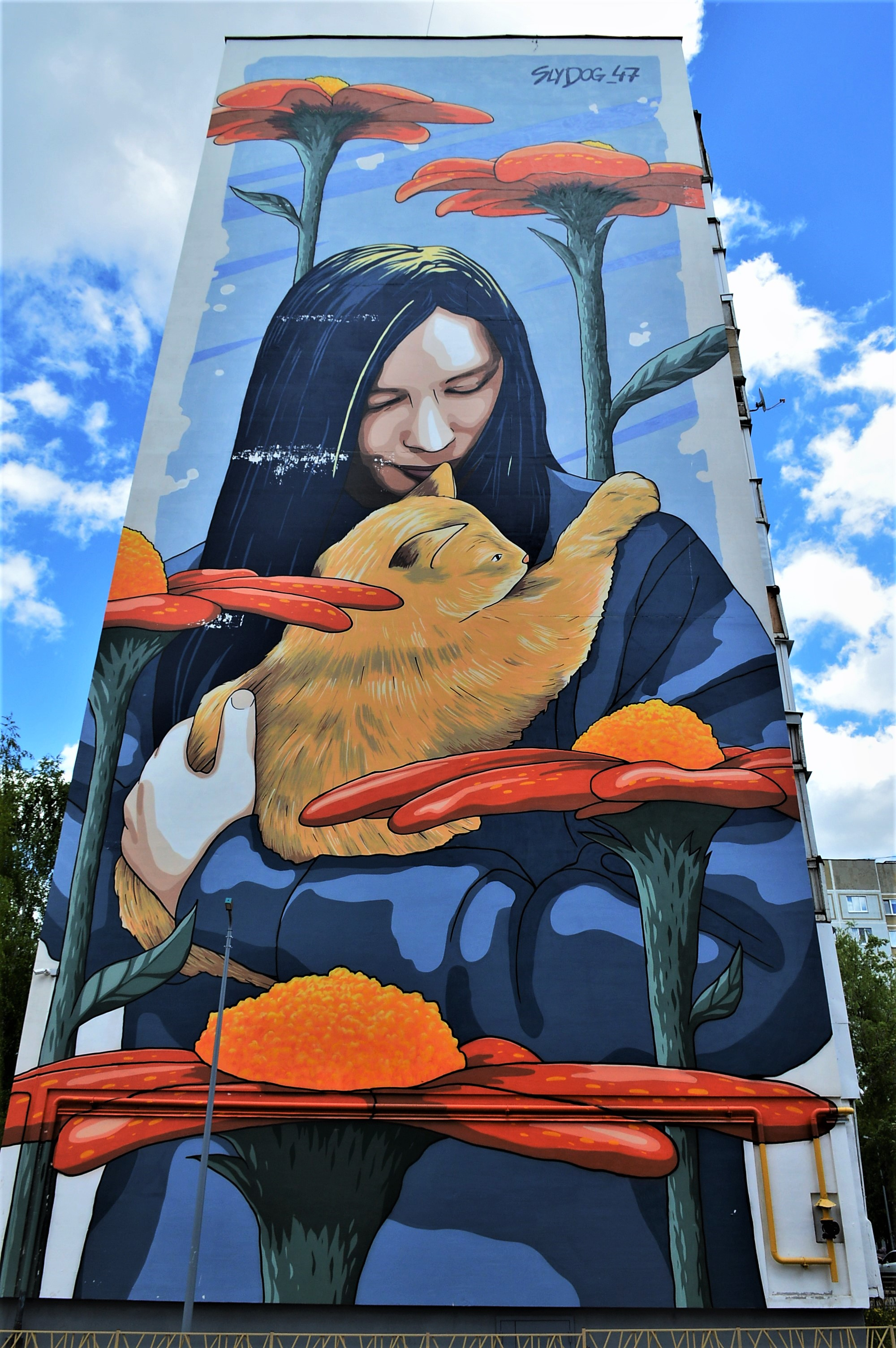
«Счастье», авторы — Азат Алеев и Адель Садыков: ул. Ломжинская, 4
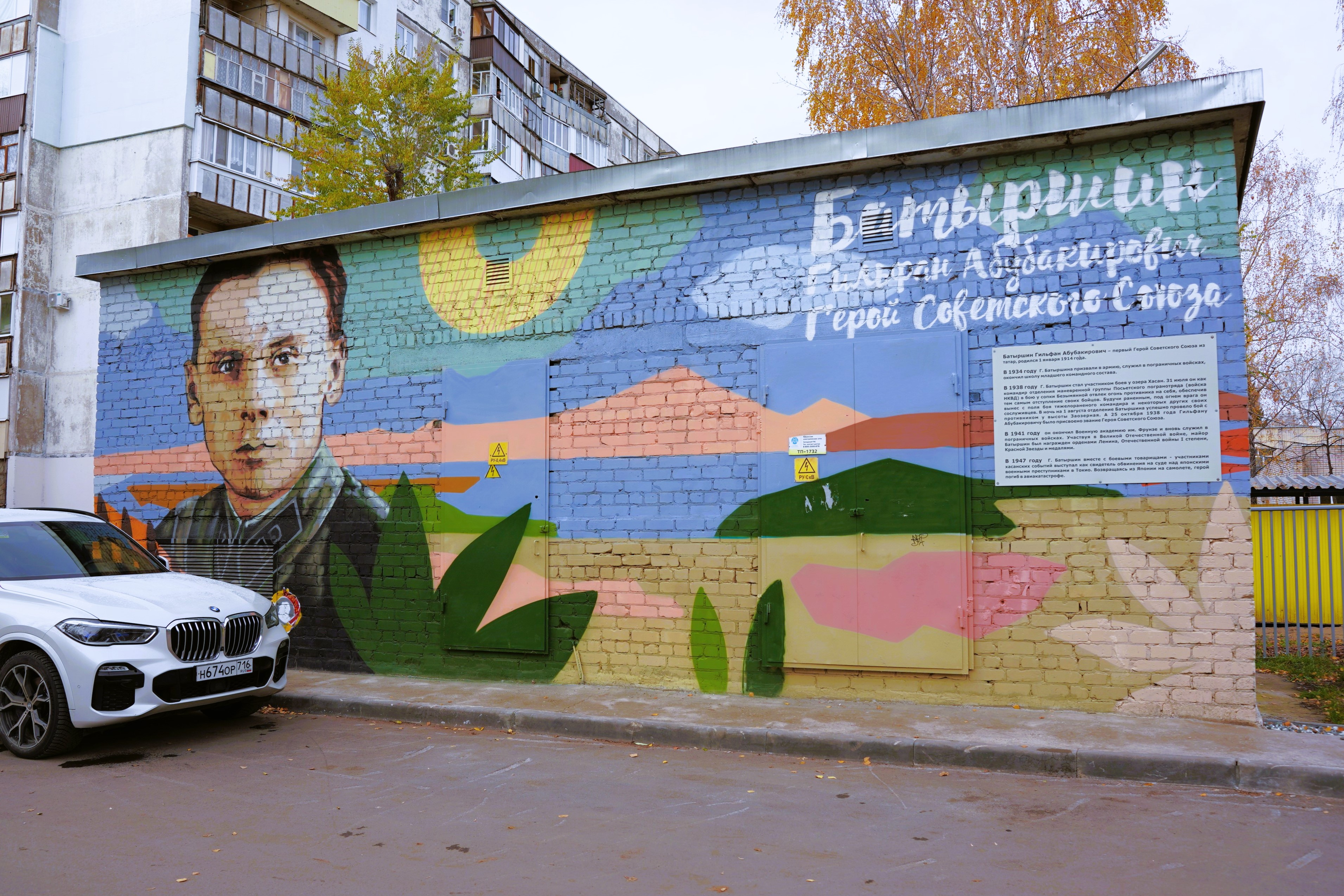
Портрет Гильфана Батыршина — трансформаторная подстанция около жилого дома: ул. Батыршина, 37
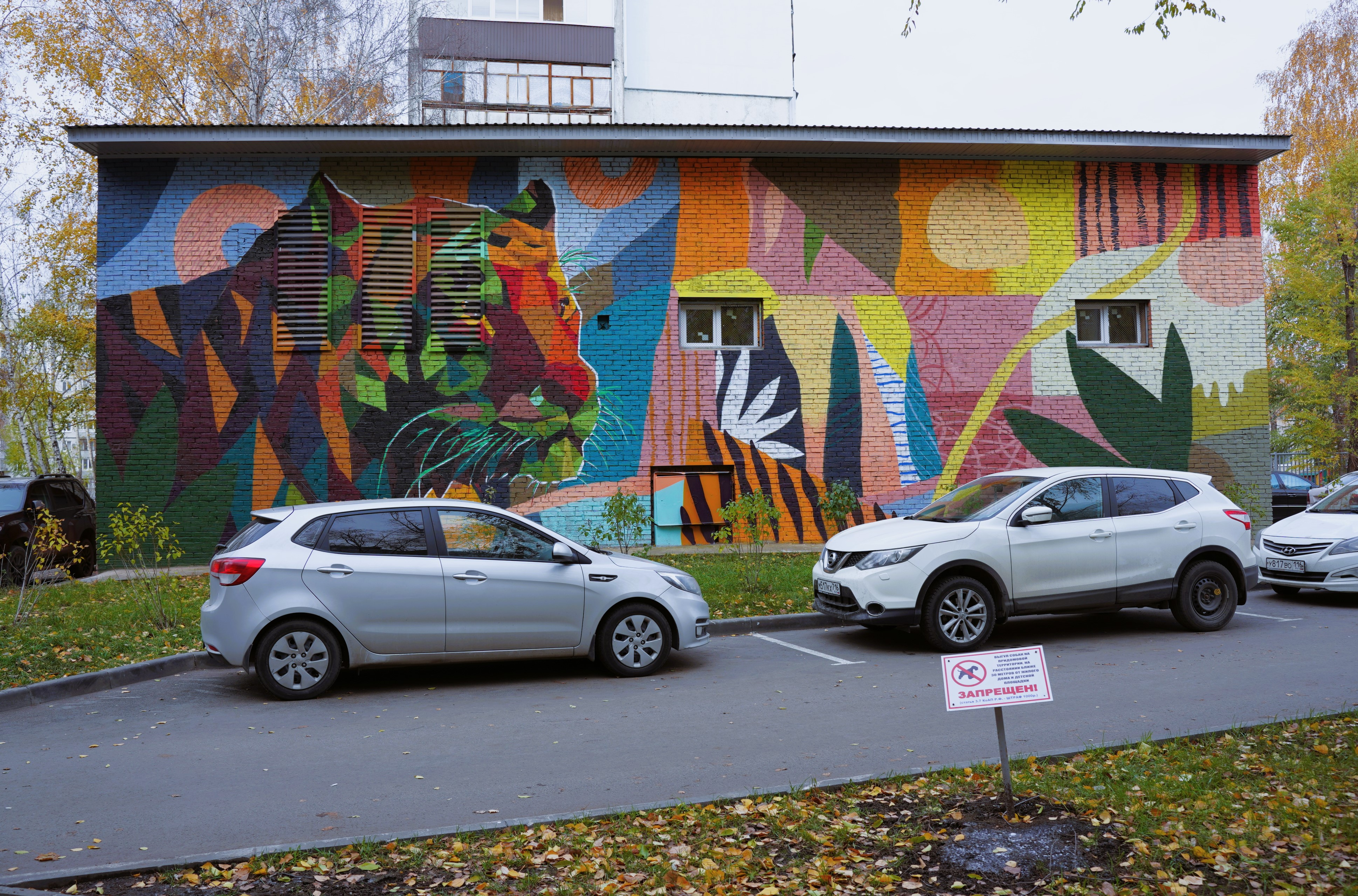
Изображение символа Приморского края — тигра — на строении около жилого дома: ул. Батыршина, 37
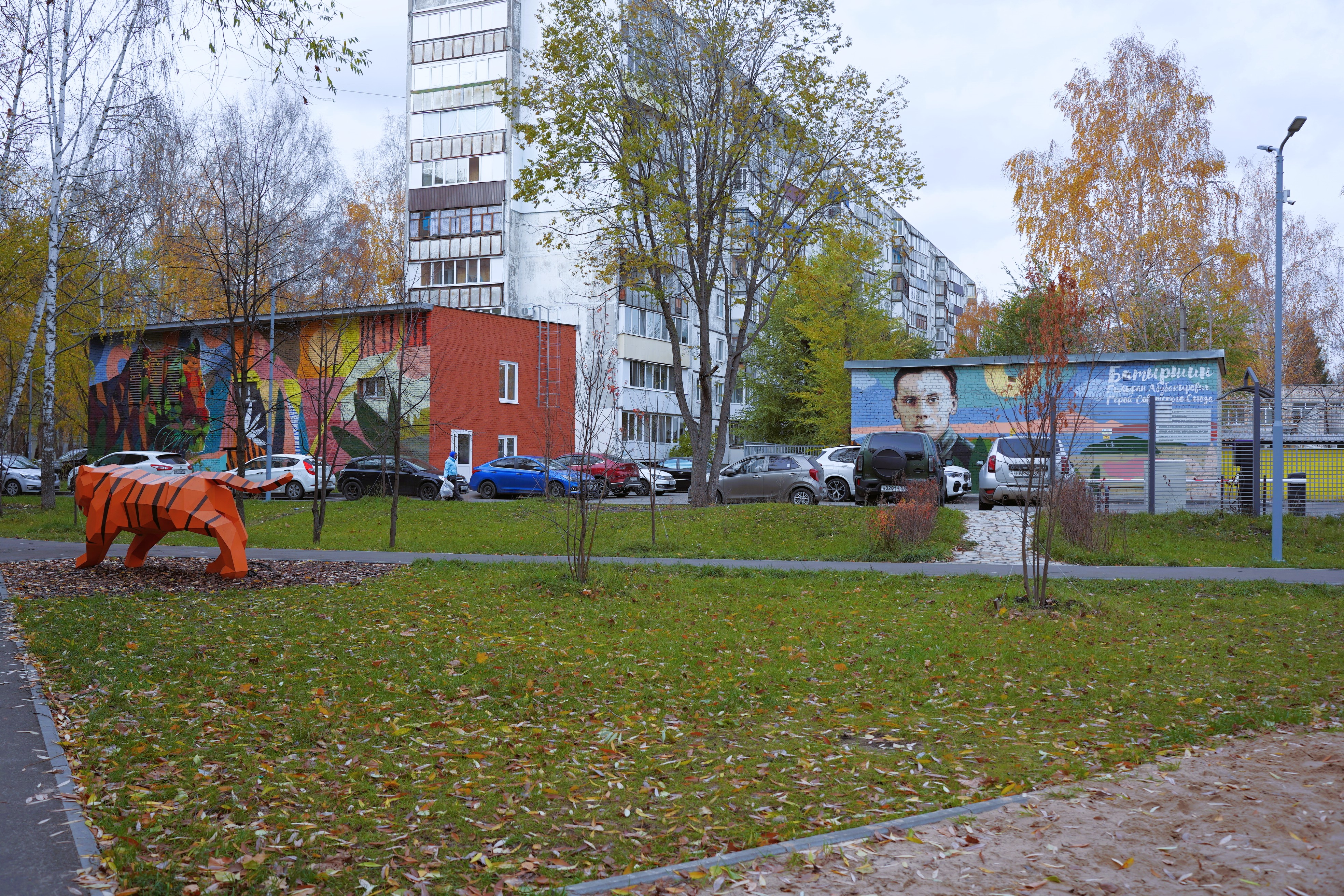
Муралы, посвящённые Гильфану Батыршину и Приморскому краю около жилого дома: ул. Батыршина, 37
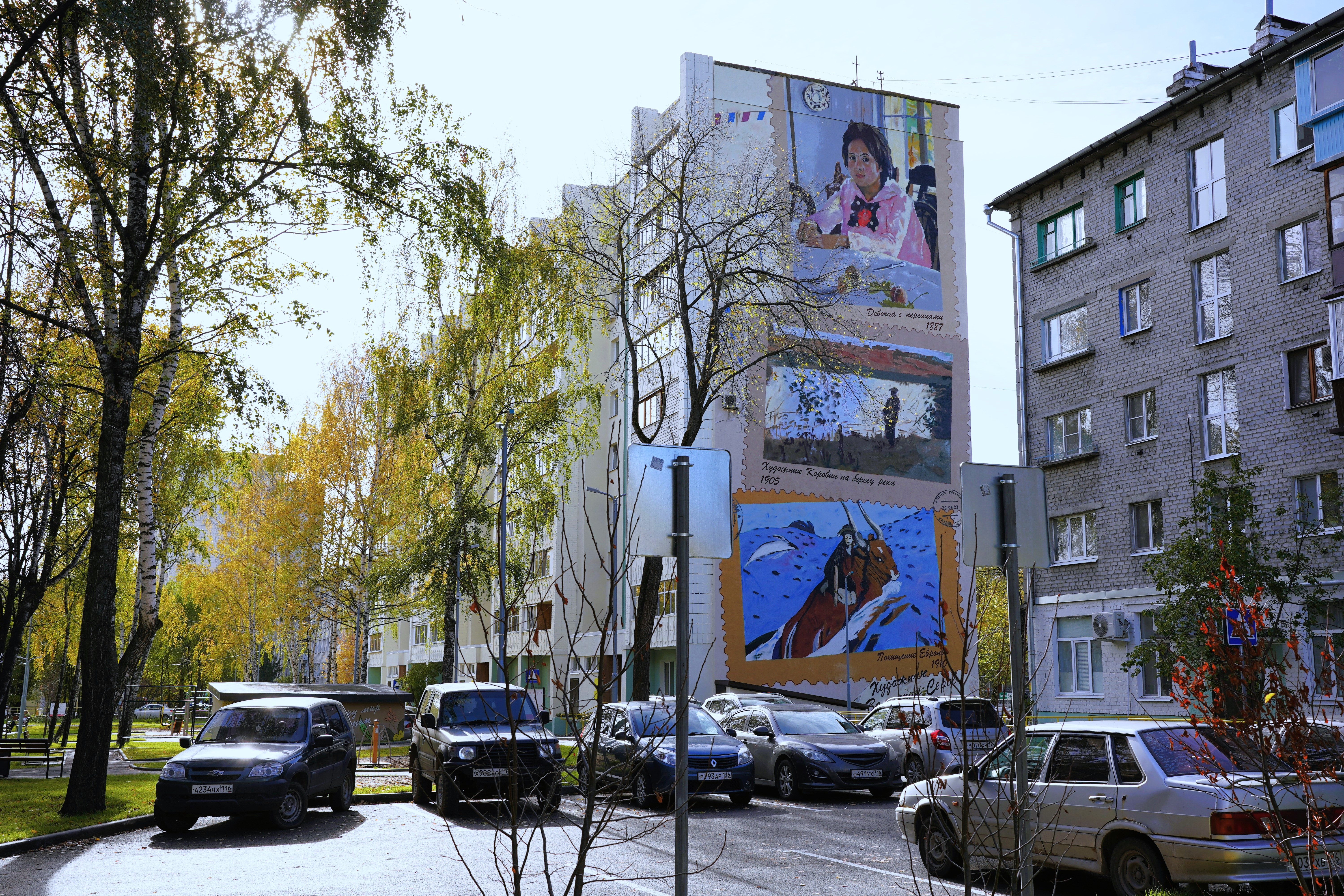
«Художник Валентин Серов», автор — Никита Маркин: ул. Серова, 3
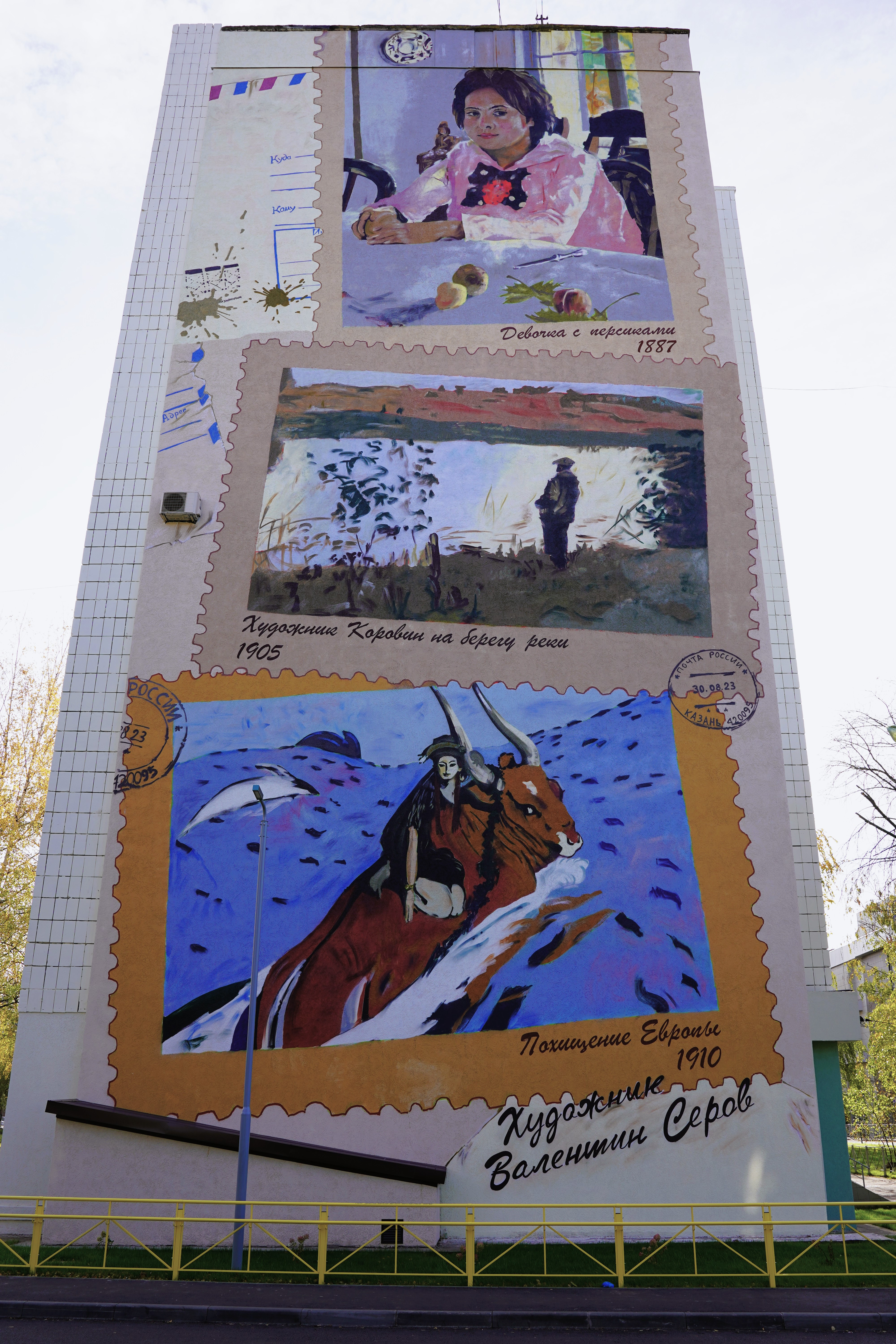
«Художник Валентин Серов», автор — Никита Маркин: ул. Серова, 3
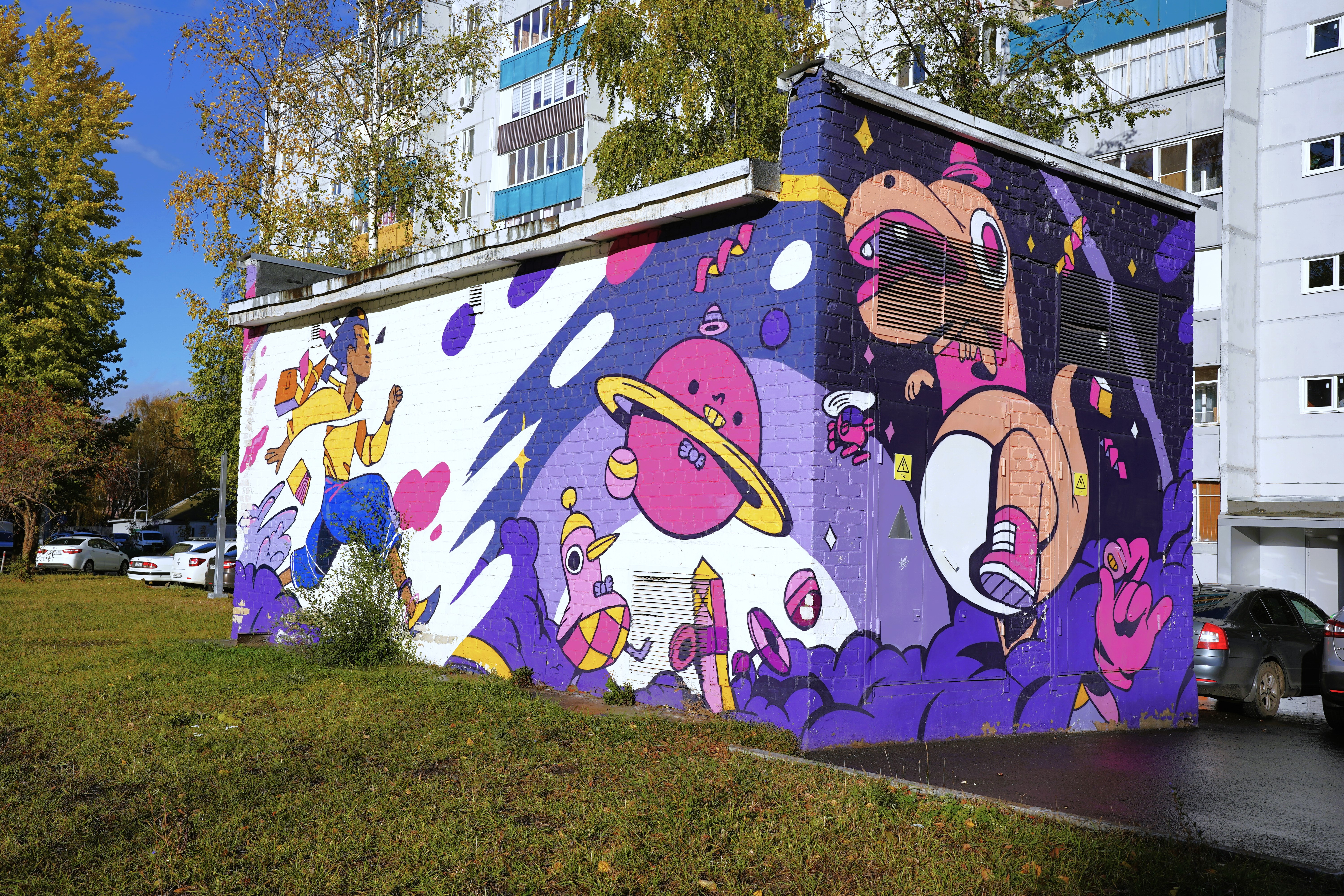
Трансформаторная подстанция около жилого дома: ул. Рихарда Зорге, 85 (расписана в 2020 году)
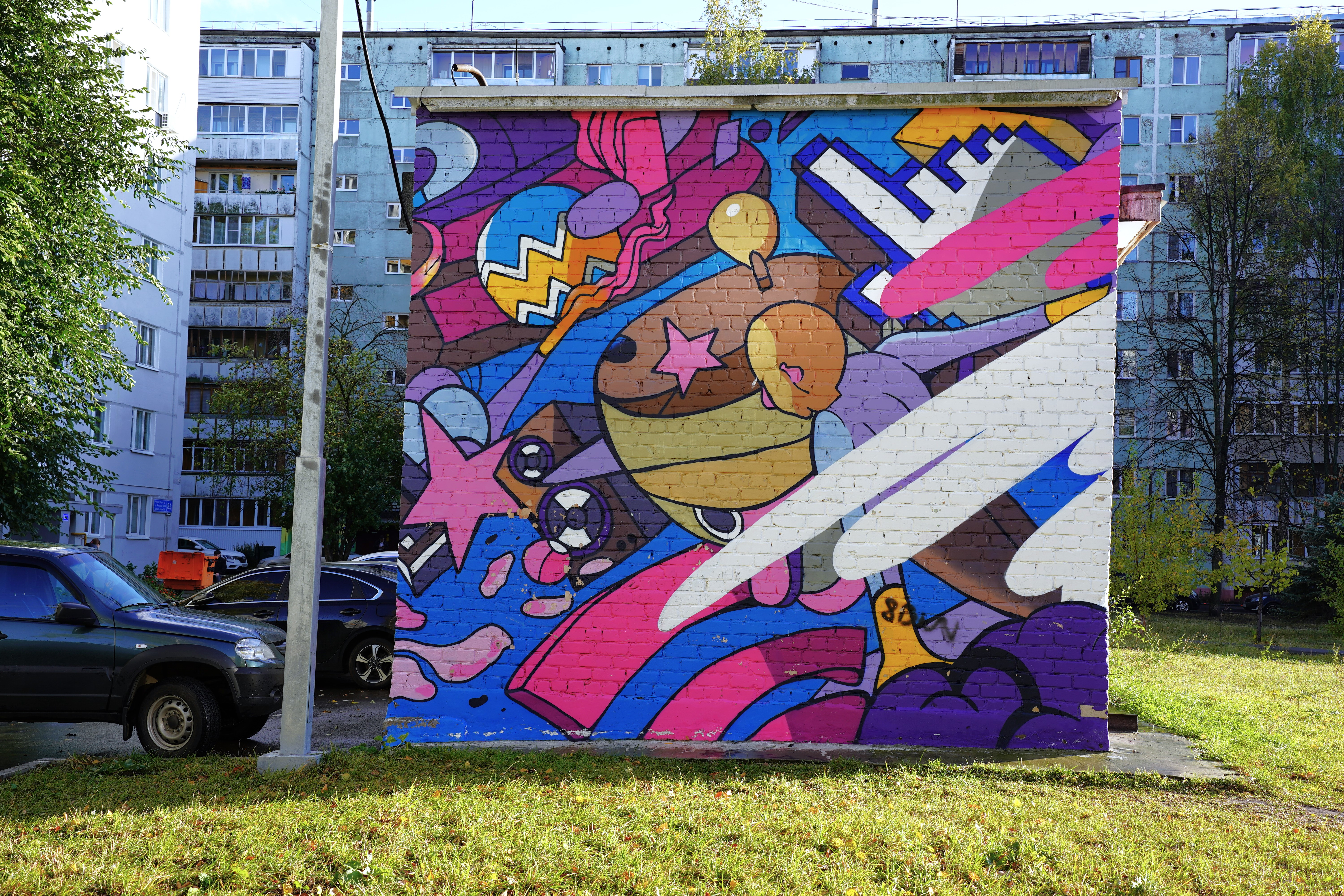
Трансформаторная подстанция около жилого дома: ул. Рихарда Зорге, 85 (расписана в 2020 году)
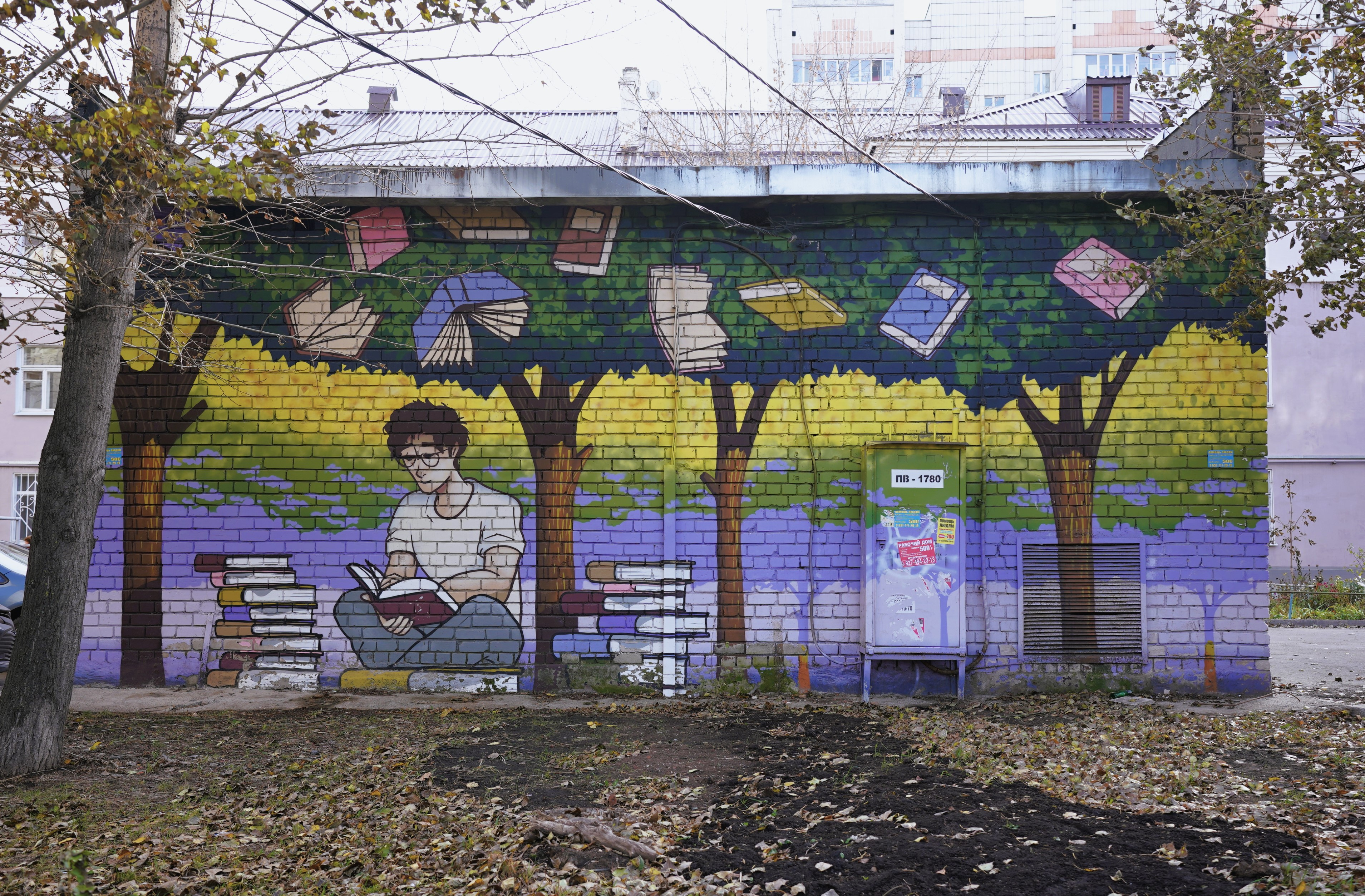
Трансформаторная подстанция около Библиотеки — филиала № 26: ул. Клары Цеткин, 11 (расписана в 2021 году)
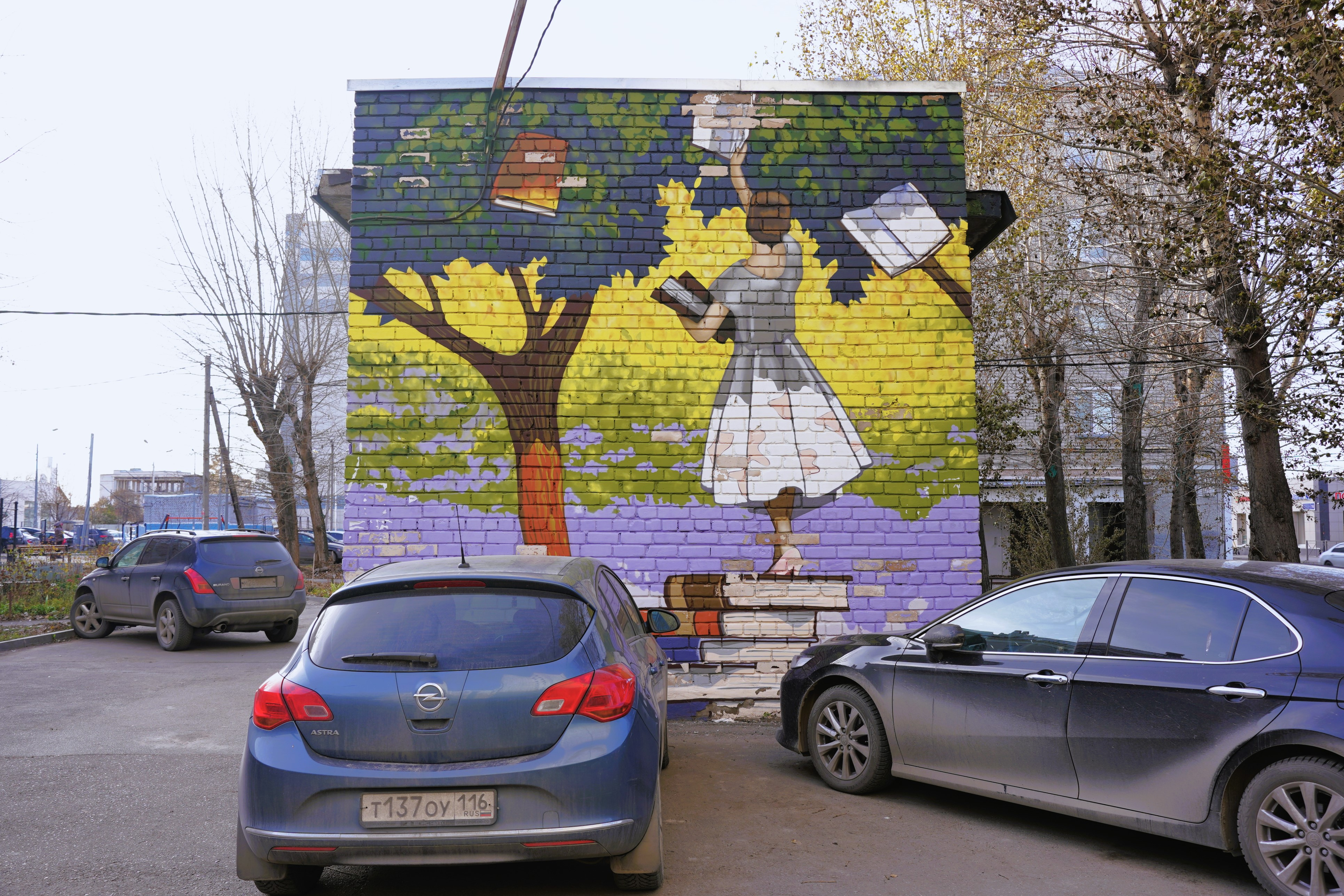
Трансформаторная подстанция около Библиотеки — филиала № 26: ул. Клары Цеткин, 11 (расписана в 2021 году)
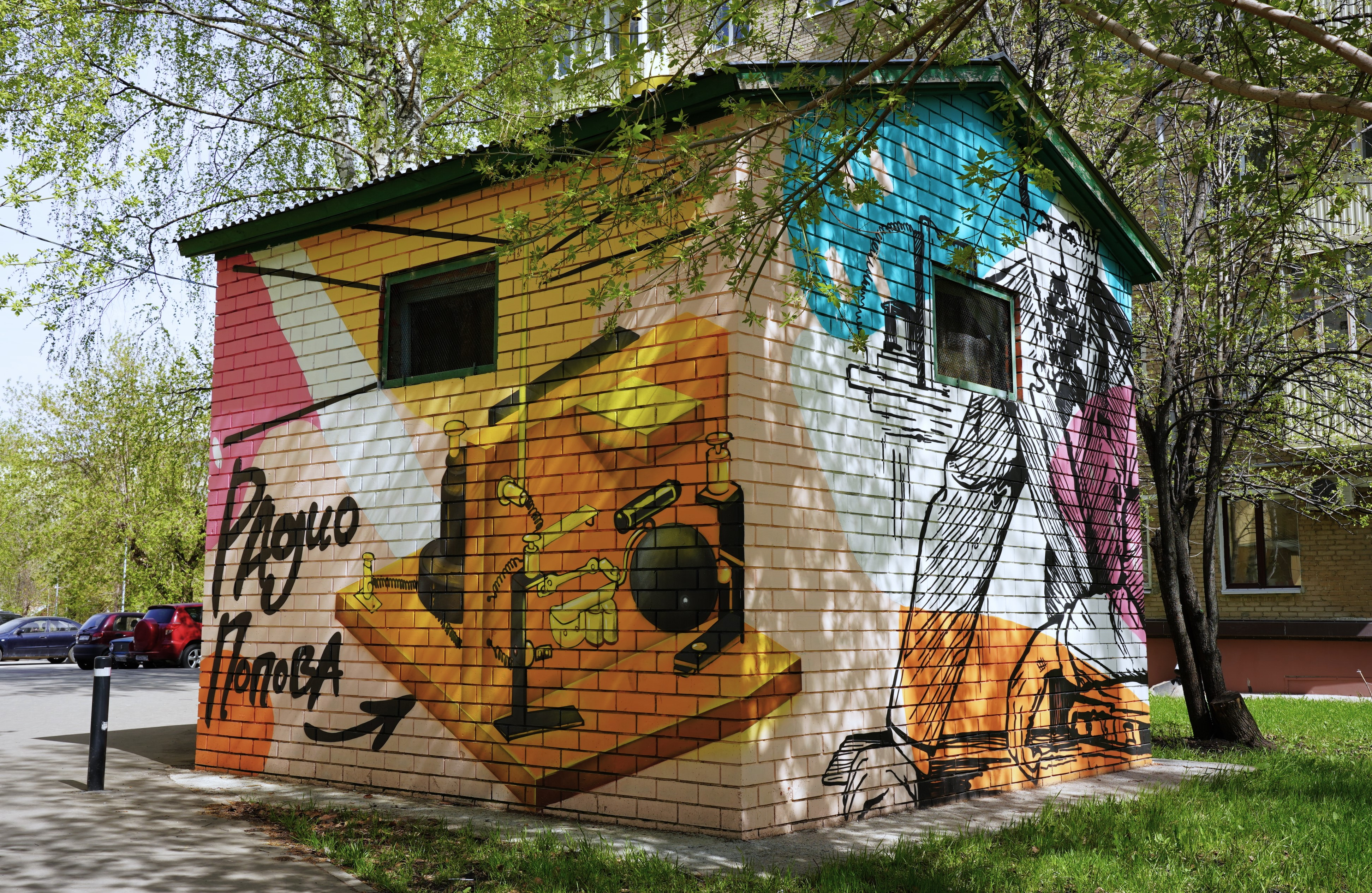
Газораспределительная подстанция около жилого дома: ул. Журналистов, 5 (расписана в 2022 году)
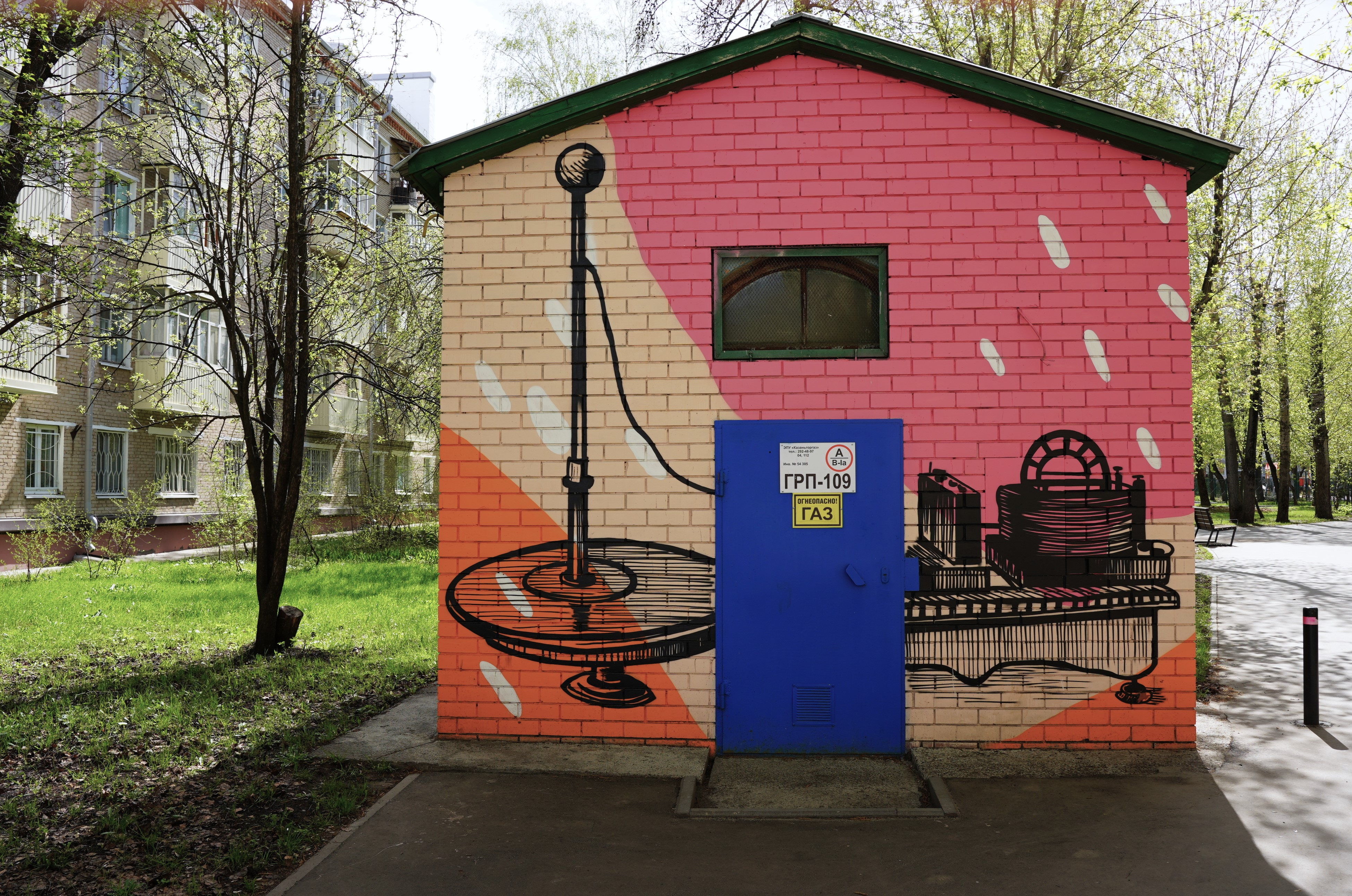
Газораспределительная подстанция около жилого дома: ул. Журналистов, 5 (расписана в 2022 году)
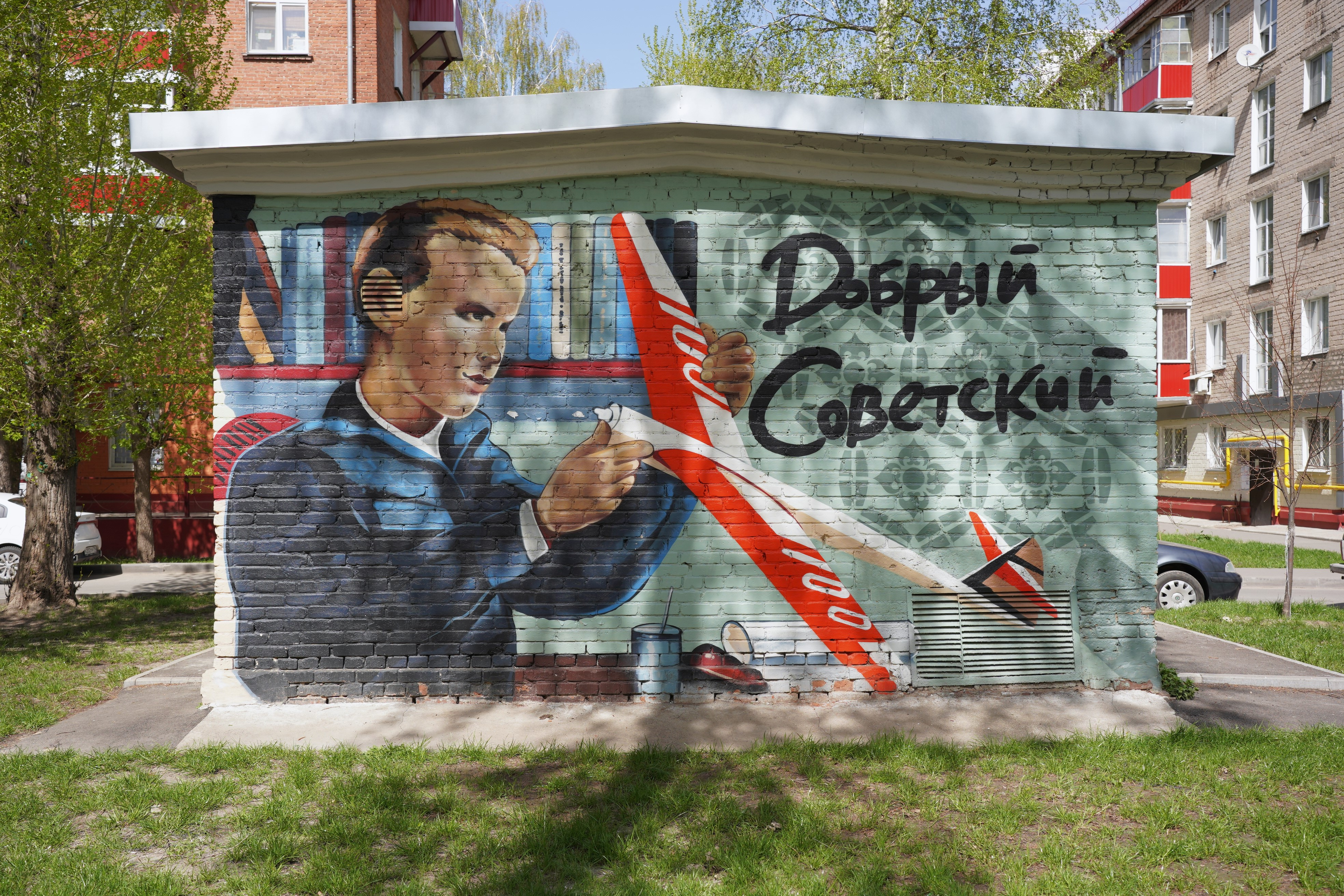
Трансформаторная подстанция около жилого дома: ул. Академика Кирпичникова, 8 (расписана в 2022 году)
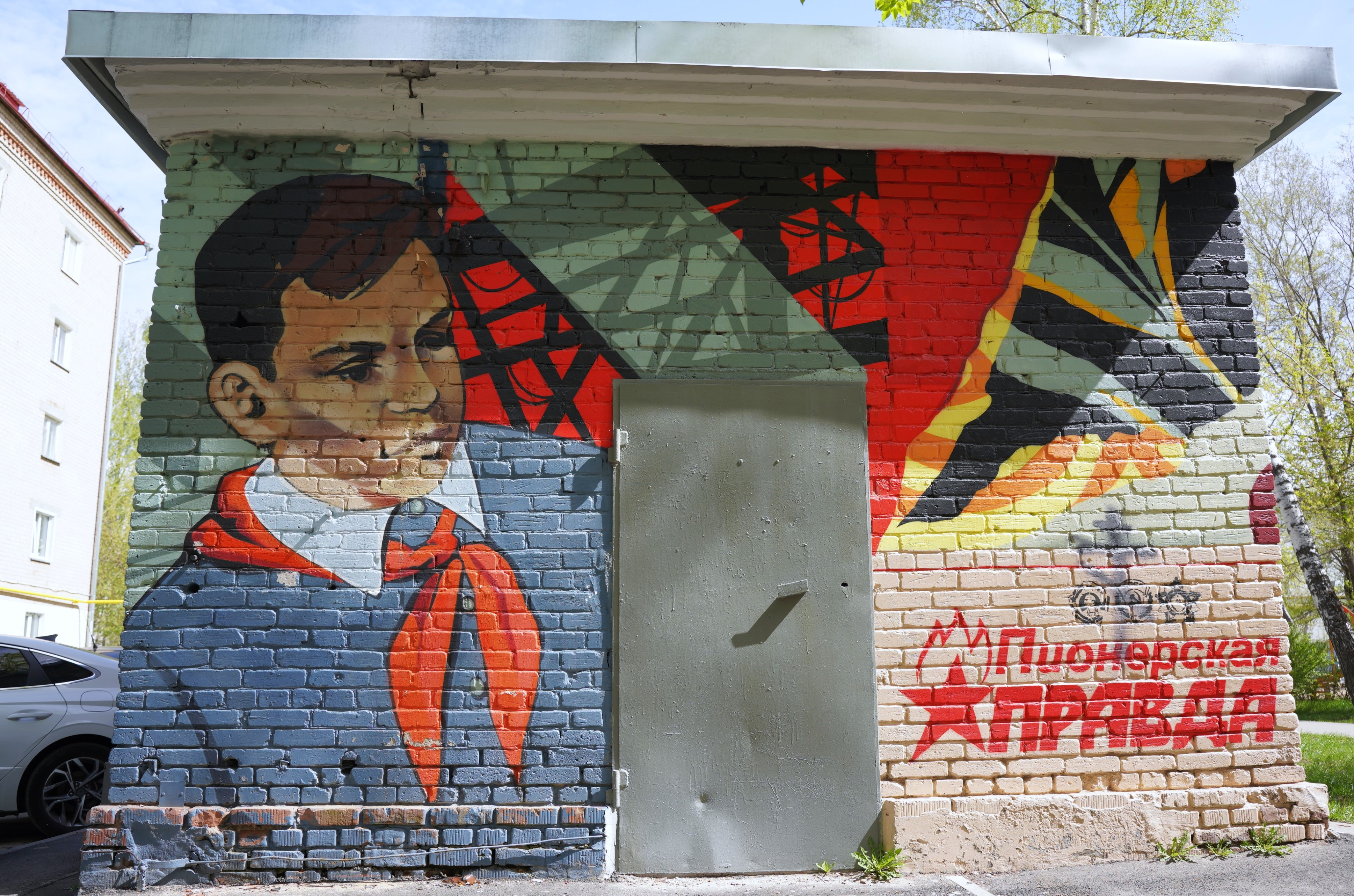
Трансформаторная подстанция около жилого дома: ул. Академика Кирпичникова, 8 (расписана в 2022 году)
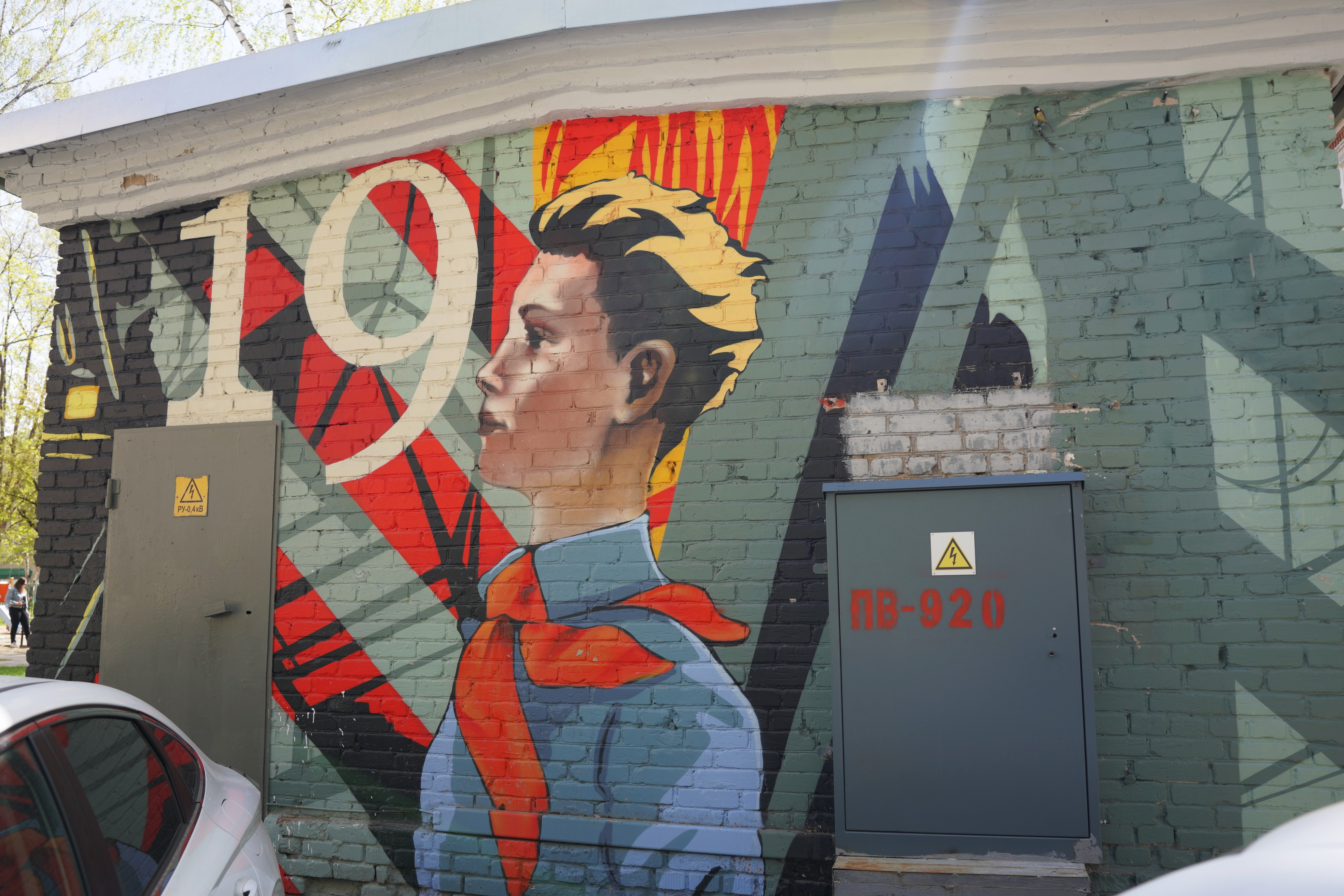
Трансформаторная подстанция около жилого дома: ул. Академика Кирпичникова, 8 (расписана в 2022 году)

### «Счастливый Тукай»: образ татарского поэта ко Дню России (2020 год)

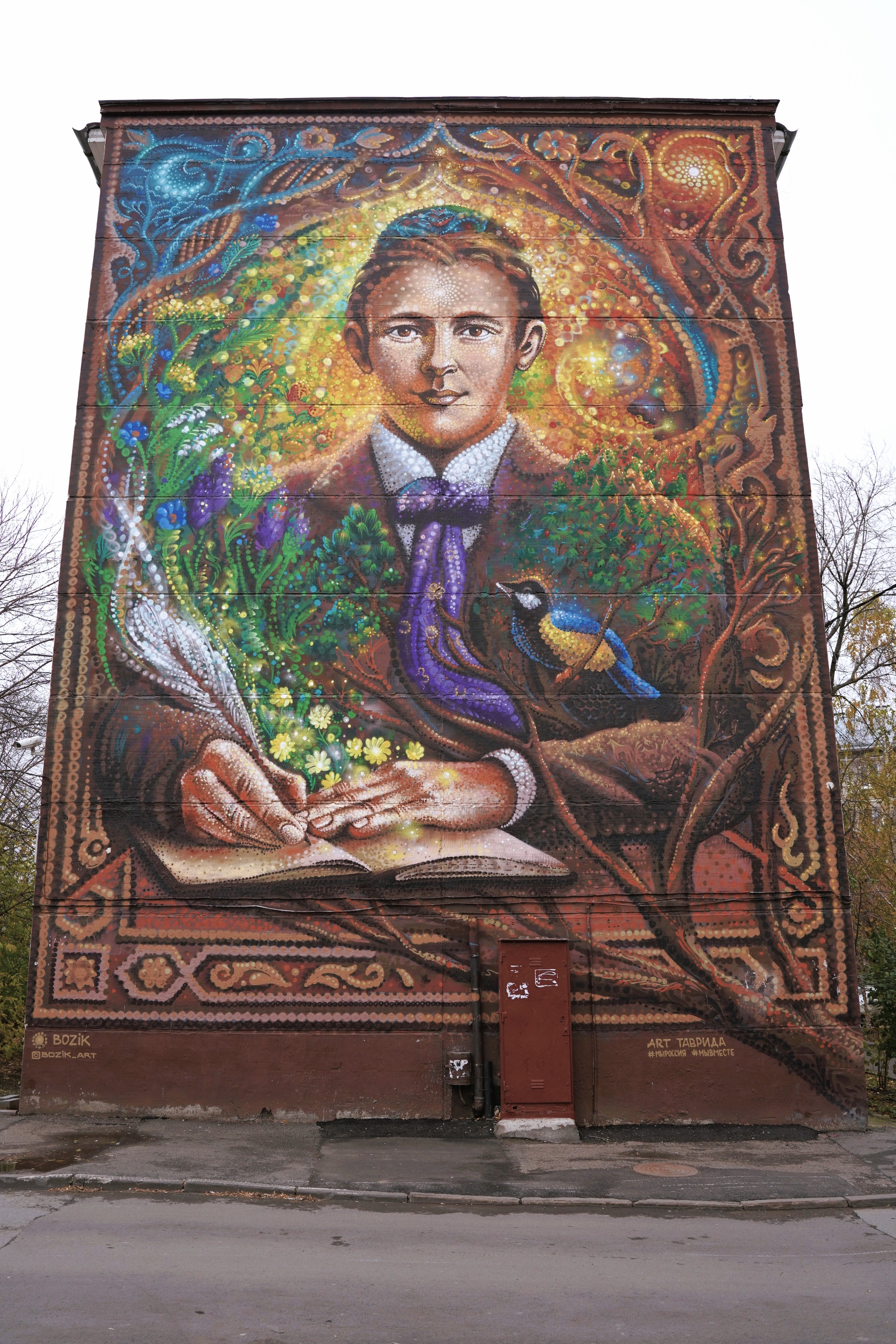
«Счастливый Тукай», автор — Дамир Bozik: ул. Татарстан, 64

Мурал с портретом татарского поэта Габдуллы Тукая (1886—1913) появился в июне 2020 года на торцевой стороне пятиэтажного жилого дома в Вахитовском районе Казани (ул. Татарстан, 64) в рамках проекта организации «Таврида—Арт», приуроченного ко Дню России. Его автором является казанский художник Дамир Bozik, работающий в оригинальной манере; он использует точечную технику, которую иногда называют пуантилизмом. Официальное название мурала — «Счастливый Тукай».

### «Я могу дышать»: самый большой и длинный мурал Казани (2020 год)
Самый большой и длинный мурал Казани под названием «Я могу дышать», посвящённый теме мечты о космосе, находится в Советском районе города, на территории жилого комплекса «Малиновка». Он появился на фасаде паркинга (ул. Академика Завойского, 21А) в июле 2020 года. Общая длина мурала составляет 183 м, площадь превышает 1000 м², а высота по стене варьируется от 1,5 м до 16 м. Автором работы является Рустам Кубик (QBic).
Сюжет о космосе «Я могу дышать» был выбран в результате голосования в соцсетях. Всего на выбор было предложено три эскиза с названиями. Помимо победившего сюжета также голосовали за эскизы «Свидание» (отражение романтики любви) и «Дорога жизни» (рассказ о взрослении человека). Всего в голосовании приняли участие свыше 1 200 жителей Казани, за победивший сюжет отдали голоса 675 человек.
Инициатором проекта создания данного мурала стал директор группы компаний «СМУ—88» (компания-застройщик жилого комплекса «Малиновка») Илья Вольфсон. На реализацию проекта ушло 2,5 недели и свыше 250 литров краски.
В 2021 году мурал «Я могу дышать» по итогам Всероссийского архитектурно-строительного форума «Казаныш» признан победителем в номинации «Лучший арт-объект».

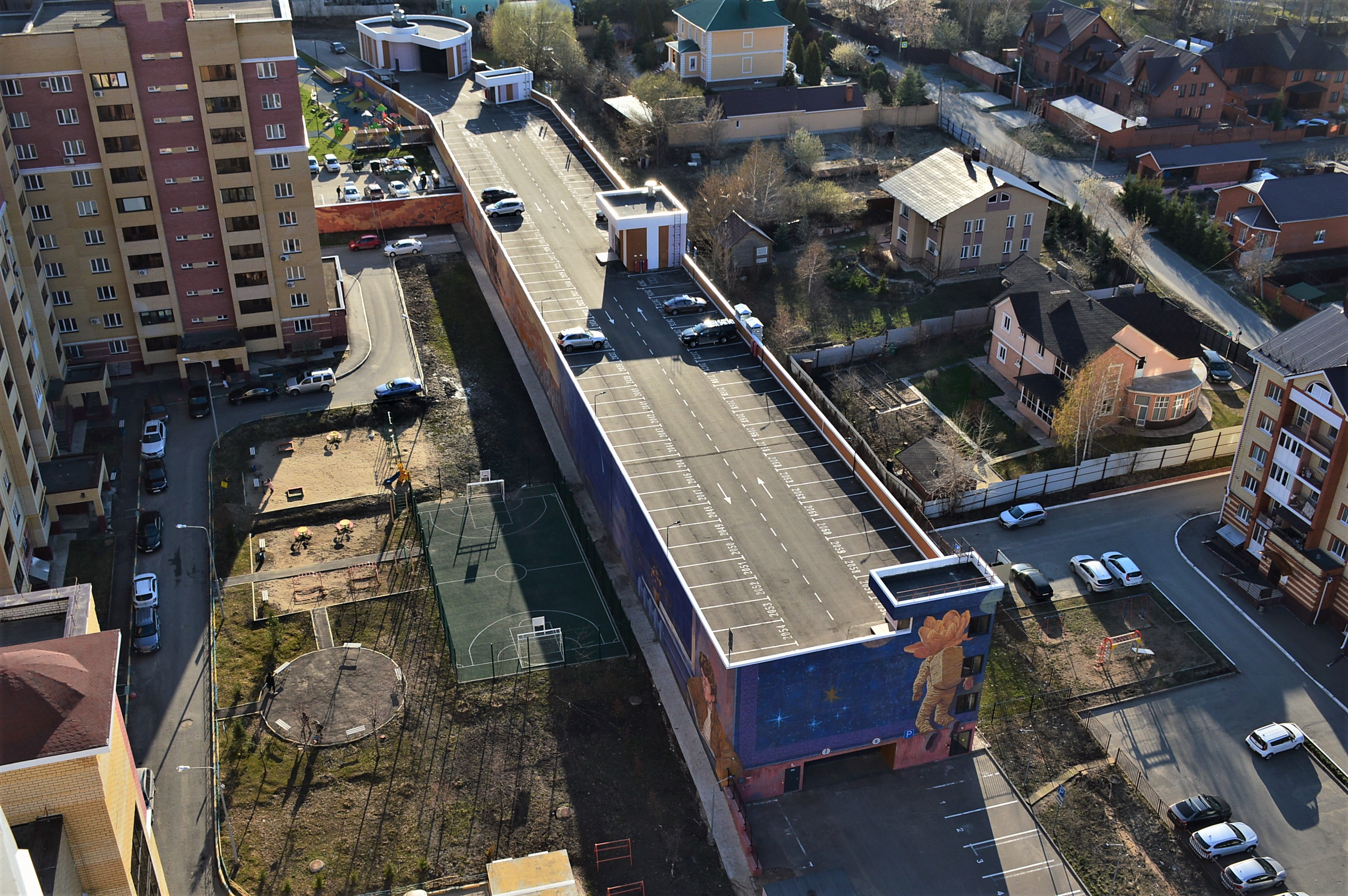
Общий вид паркинга с самым большим муралом в Казани «Я могу дышать»: ул. Академика Завойского, 21А
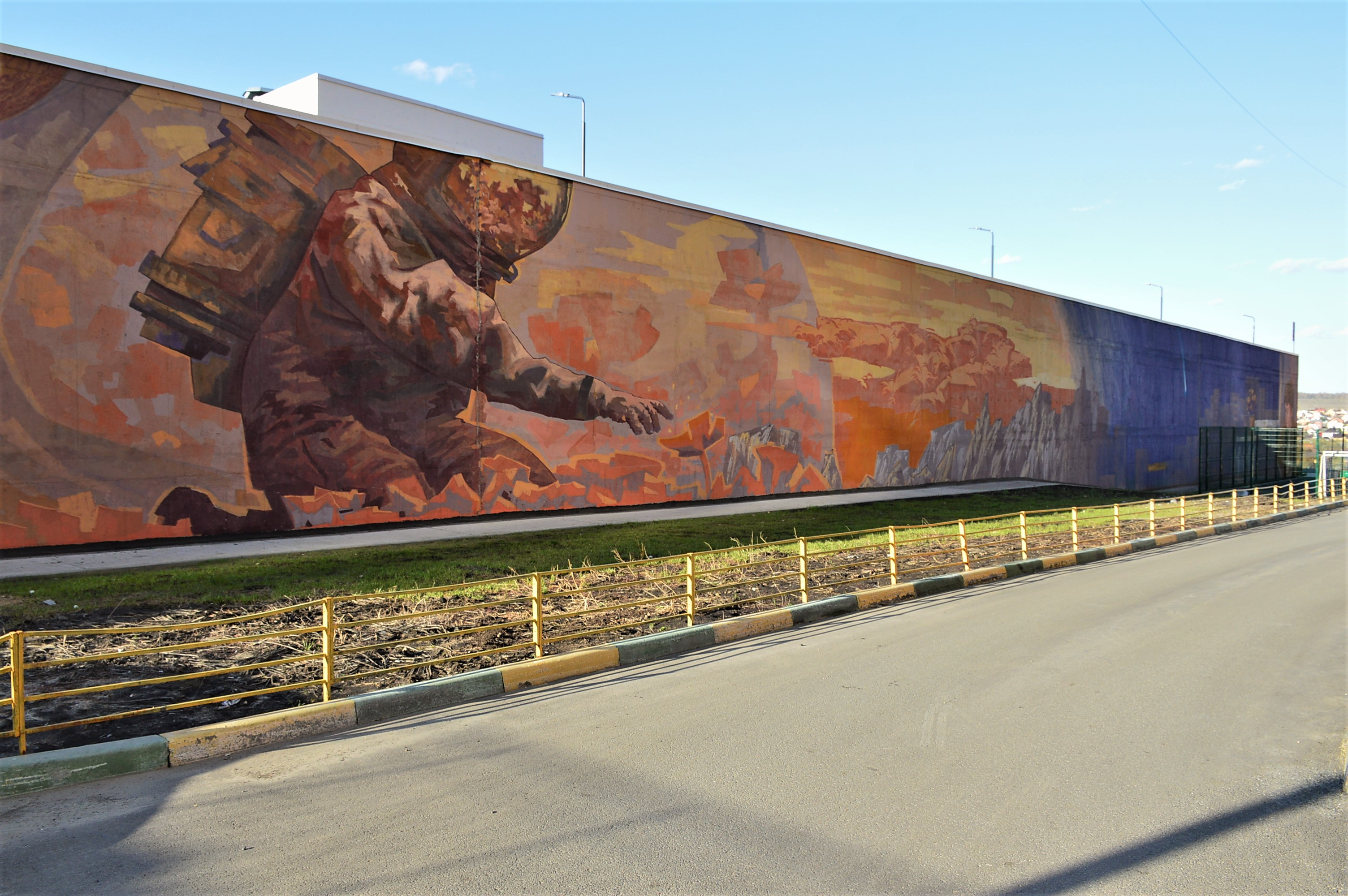
«Я могу дышать» (фрагмент мурала), автор — Рустам Кубик
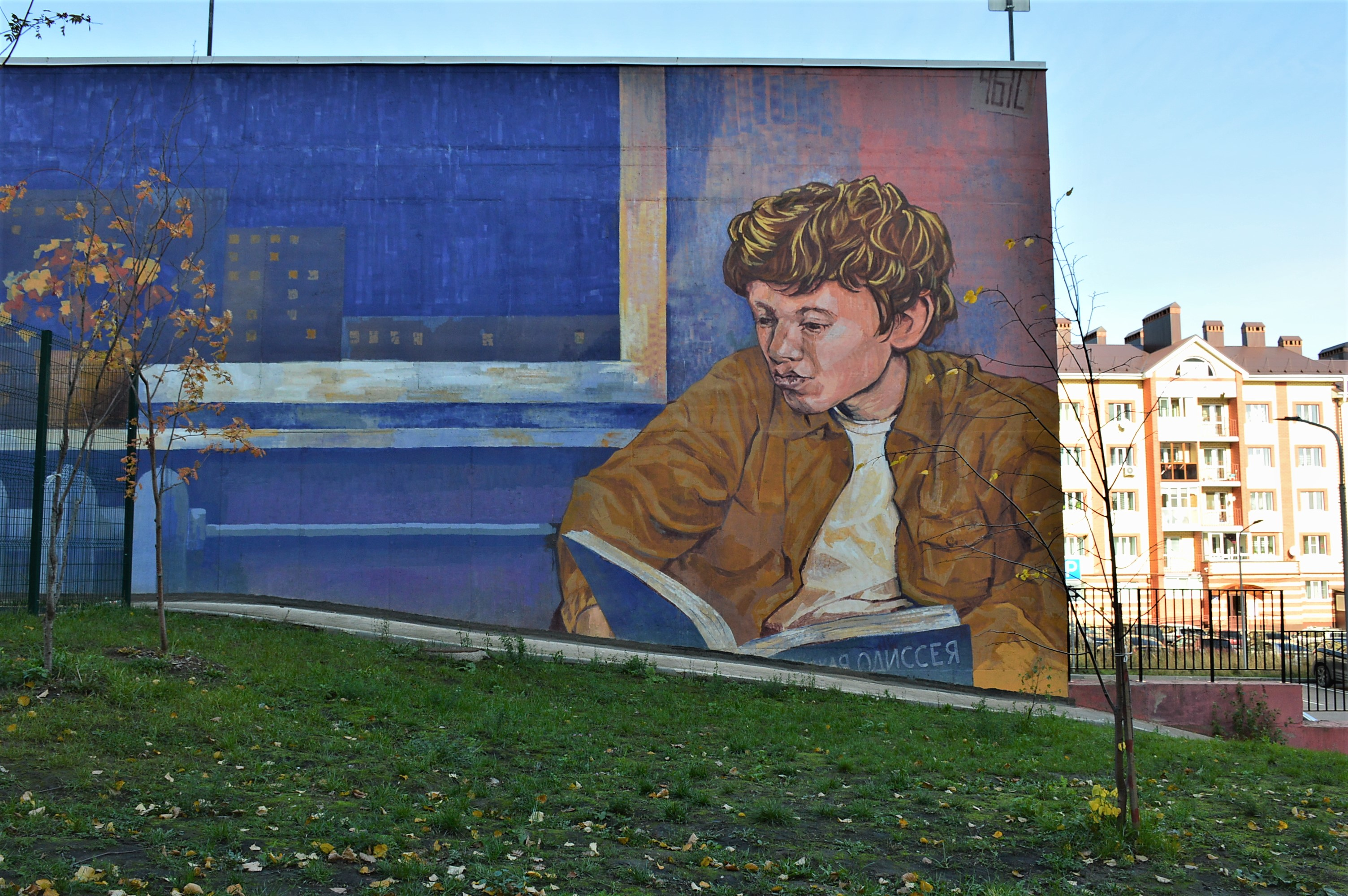
«Я могу дышать» (фрагмент мурала), автор — Рустам Кубик
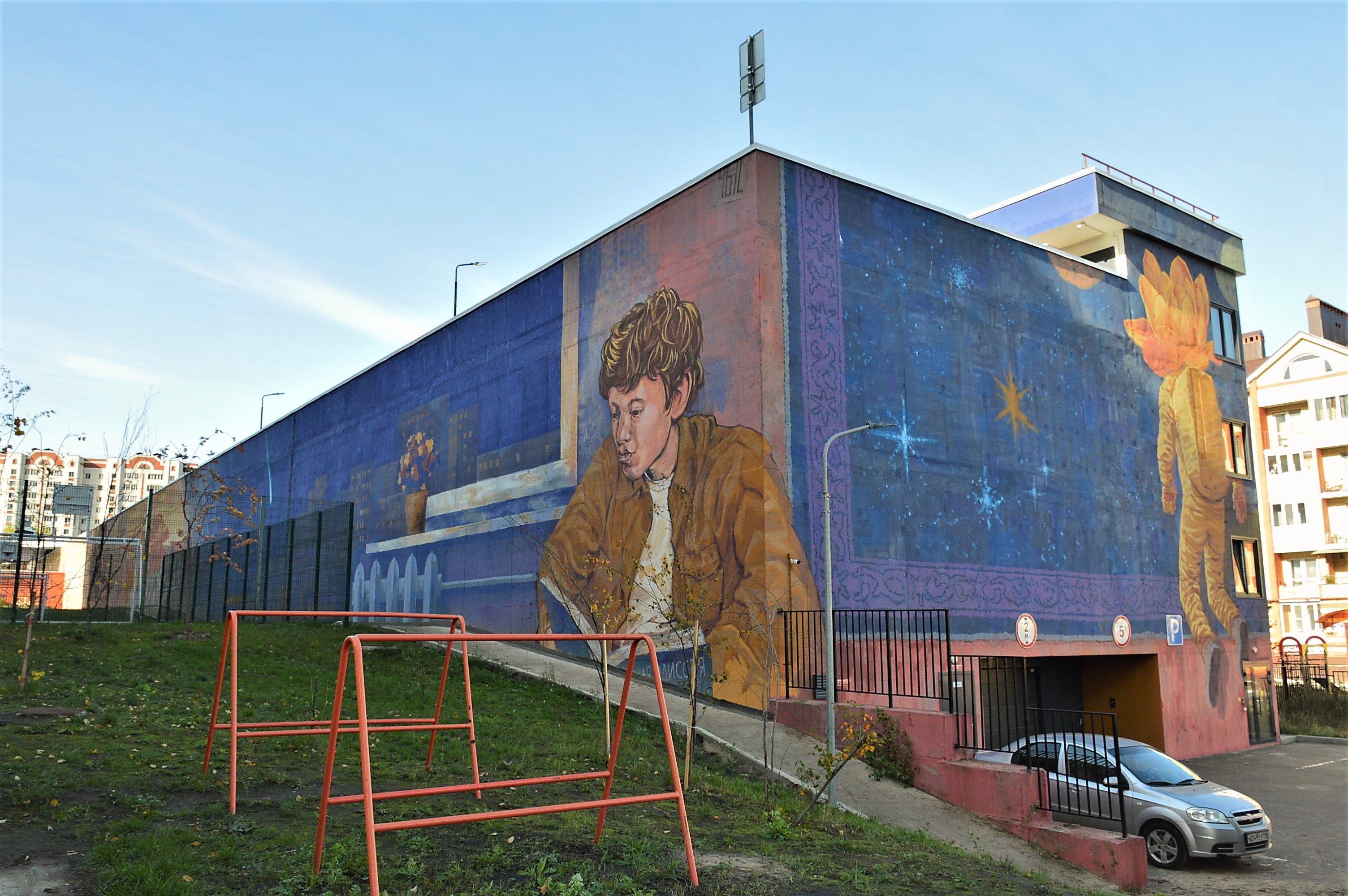
«Я могу дышать» (фрагмент мурала), автор — Рустам Кубик

### Пандемия COVID-19 в отражении казанских муралов (2020 год)

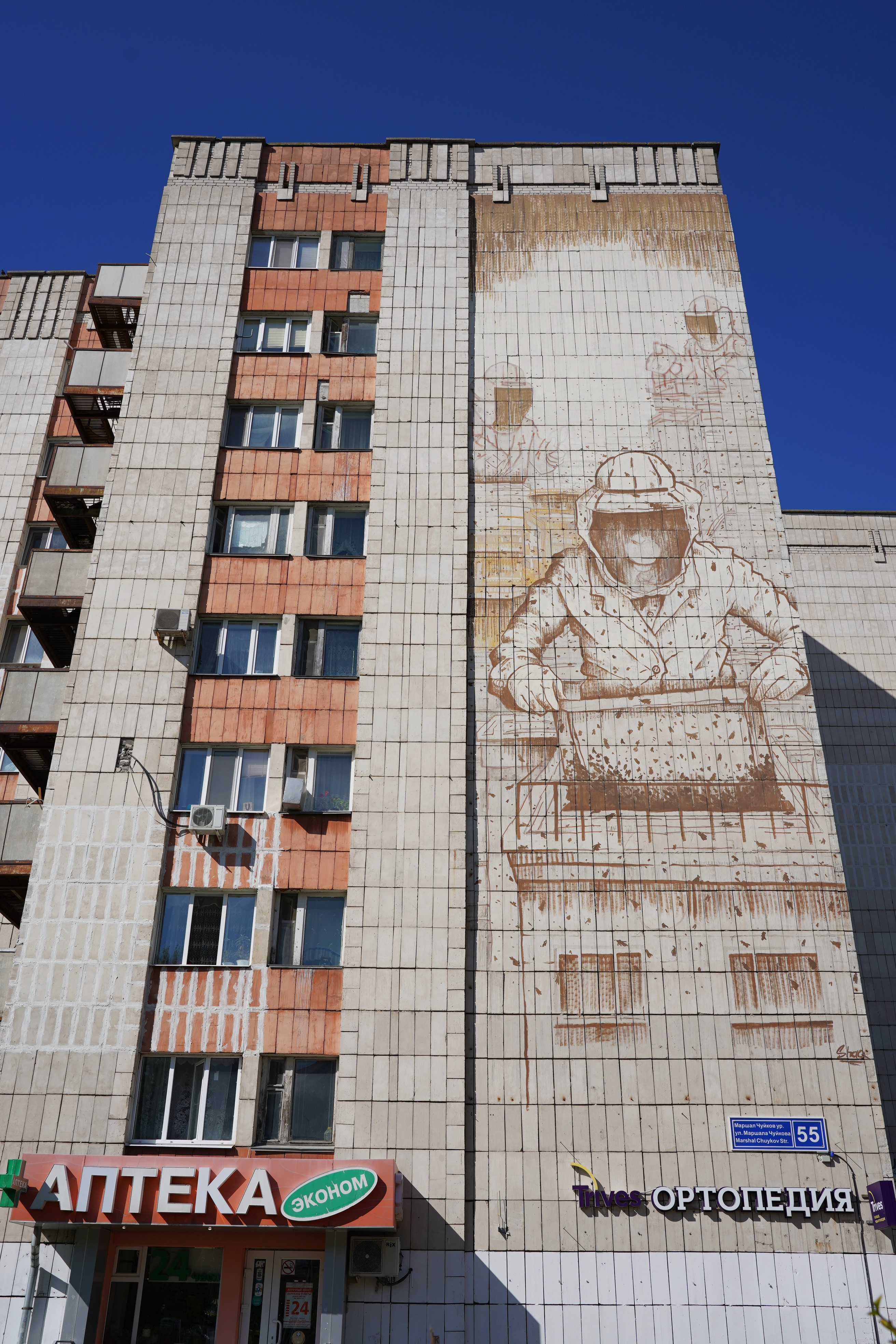
«Улей», автор — Азат Шакиров: ул. Маршала Чуйкова, 55

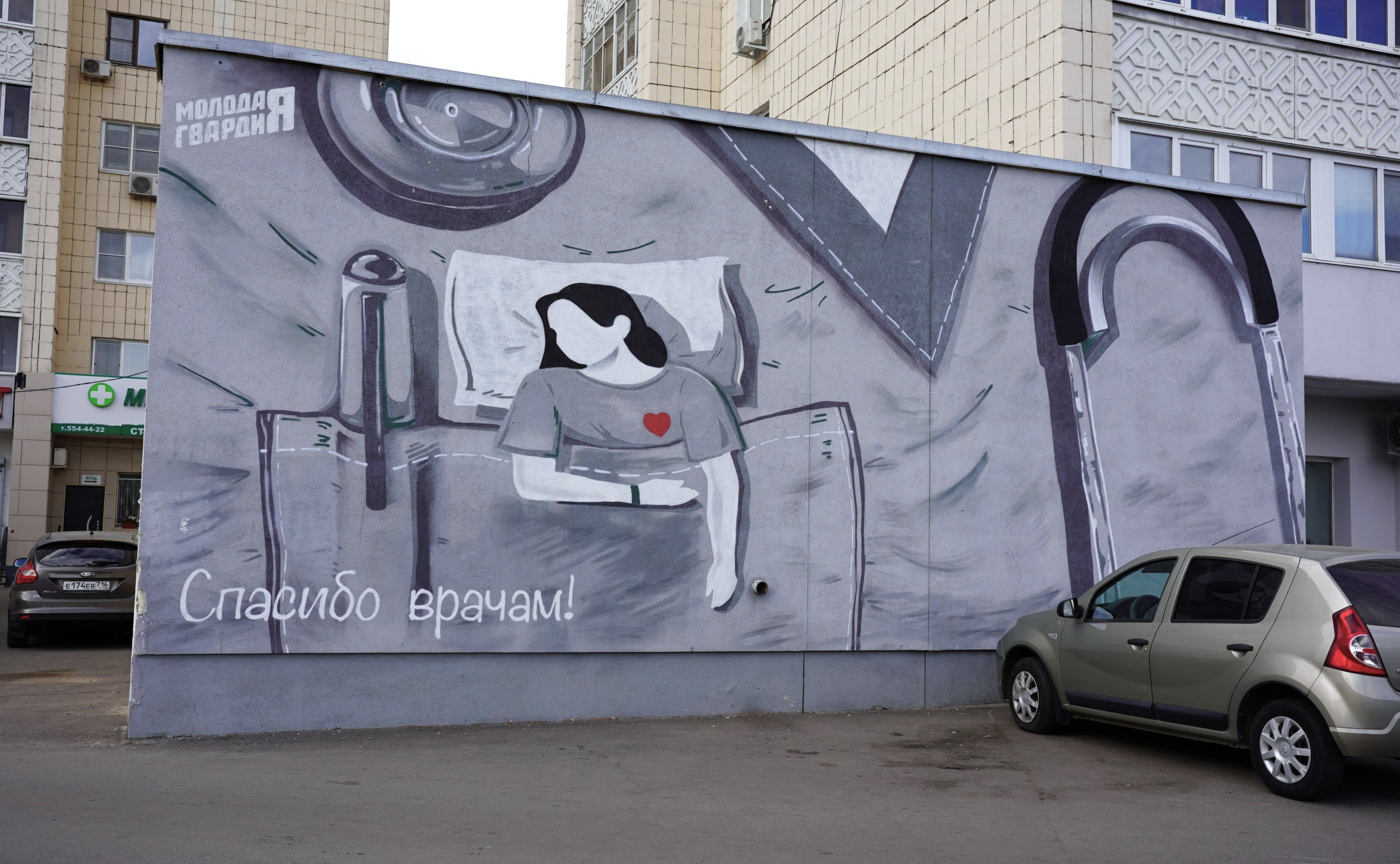
«Спасибо врачам!», автор — Азат Шакиров: ул. Кулахметова, 21

В Казани теме пандемии COVID-19 посвящено несколько муралов, два из которых привлекают особое внимание своими размерами и глубиной смыслового содержания (автором обоих муралов является казанский художник Азат Шакиров).
Один из них отражает тему благодарности врачам, спасавшим жизни больных пациентов. Этот мурал создан на стене пристроя к 14-этажному жилому дому (ул. Кулахметова, 21). В основе его сюжета заложена идея защищённости больных людей благодаря неутомимому труду врачей, но выражена она в символической форме — больной пациент изображён в нагрудном кармане у сердца врача. Этот мурал был создан в течение пяти дней в ноябре 2020 года в рамках проекта «Стены смыслов», его общая площадь — 72 кв. м.
Другой мурал, созданный месяцем ранее (октябрь 2020 года), отражает иной драматичный сюжет периода пандемии — самоизоляцию граждан в их квартирах, расположенных в многоэтажных домах. Эта композиция, получившая название «Улей», появилась на стене девятиэтажного жилого дома (ул. Маршала Чуйкова, 55). Её сюжет — это аллегория, а рамках которой многоквартирные дома представлены в виде пчелиных ульев, а образ пчеловода, вынимающего соты из многоквартирного дома, олицетворяет врачей, боровшихся за жизни людей. Мурал «Улей» был создан в рамках Приволжского окружного фестиваля стрит-арта «ФормART», прошёл в финал конкурса, но в тройку призёров не попал.

### «Творец»: подарок к 100-летию Татарстана (2020 год)

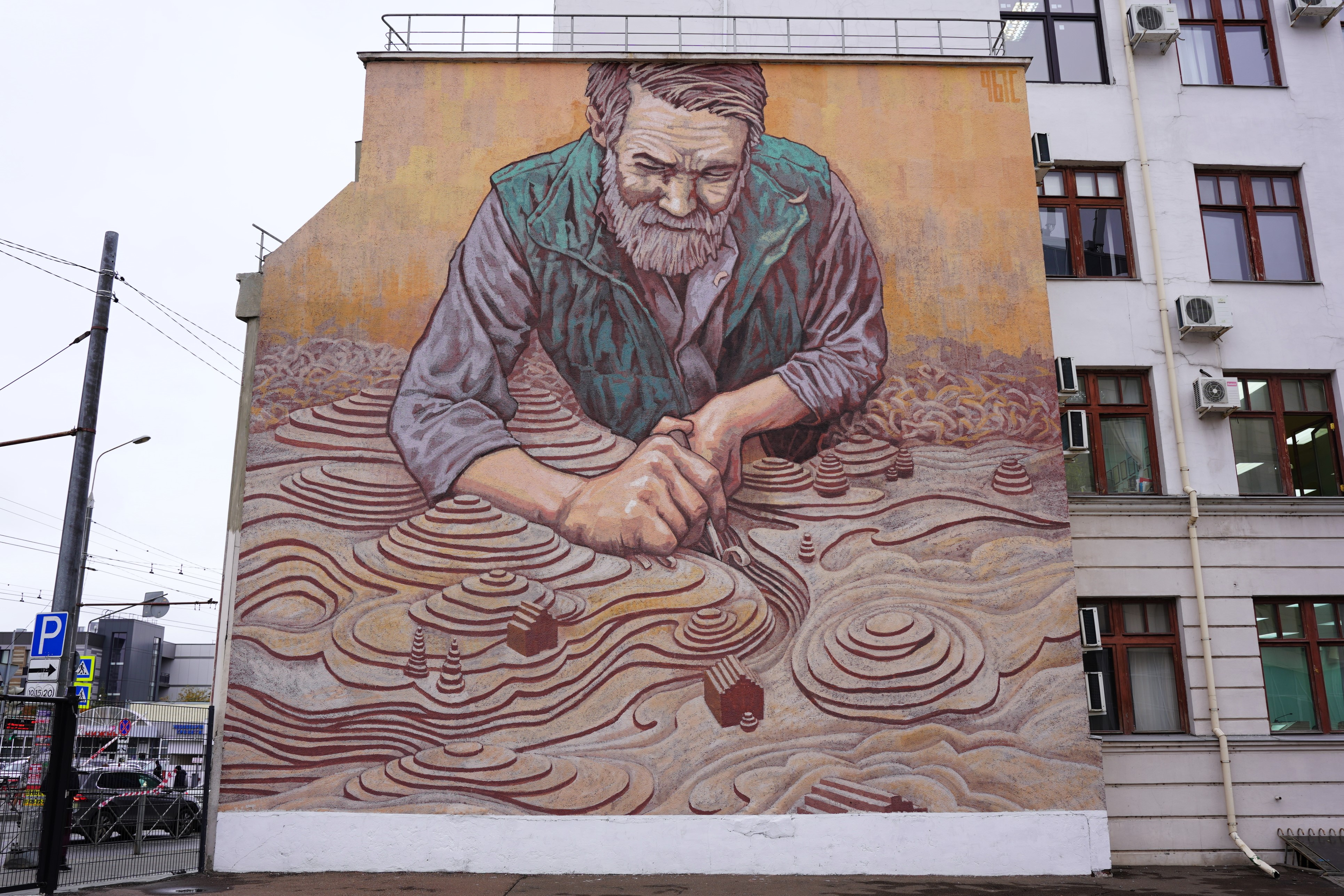
«Творец», автор — Рустам Кубик: ул. Московская, 45

В августе 2020 года на стене Института международных отношений Казанского федерального университета (ул. Московская, 45) появился мурал с изображением татарского ремесленника, олицетворяющего силу и мудрость народа Татарстана. Он стал подарком республике по случаю 100-летия со дня её образования от АНО «Россия — страна возможностей». Автором работы является Рустам Кубик (QBic). Позже эта композиция получила неофициальное название «Творец».
Появление данного мурала стало предтечей международного фестиваля уличного искусства «Культурный код», который состоялся в Казани в 2021 году.

### Фестиваль «Культурный код»: муралы на бульваре «Белые цветы» (2021 год)
В 2021 году в рамках международного фестиваля уличного искусства «Культурный код» появилось семь муралов вдоль бульвара «Белые цветы», созданного в 2018—2020 годах среди многоэтажной жилой застройки на территории Ново-Савиновского района Казани. Эти настенные композиции, нарисованные художниками из четырёх стран — России, Болгарии, Испании и США, покрыли торцевые стены окружающих бульвар десятиэтажных жилых домов. Фактически эти муралы дополнили более раннюю серию из четырёх композиций, появившихся в 2012 году в рамках фестиваля Like It.Art на соседних с бульваром домах. В результате возникла единая галерея из 11 муралов, размещённых на торцевых стенах многоэтажных зданий, созданных в промежутке девяти лет (в 2012 и 2021 годах).
Сюжеты двух муралов 2021 года отсылают к роману классика татарской советской литературы Абдурахмана Абсалямова (1911—1979) «Белые цветы», по которому получил название бульвар. Художник из Испании российского происхождения Вячеслав Гунин (Sav 45) изобразил главную героиню романа Гульшагиду Сафину (ул. Четаева, 51), а российский художник из Махачкалы Андрей Калугин дополнил этот сюжет образом мужчины, несущего ей в корзине белые цветы (ул. Четаева, 47). Белые цветы символизируют врачей — людей в белых халатах.
Казанский художник Рустам Кубик (QBic) изобразил человека с головой в виде Кубика Рубика (ул. Четаева, 68). На мурале под названием «Опыт» он представлен в трёх поколениях — ребёнком в детстве, мужчиной средних лет и стариком. Главная идея сюжета — обретение жизненного опыта в процессе взросления.
Творческий дуэт Arsek&Erase (братья Жельо и Георгий Димитровы) из Болгарии изобразил на двух соприкасающихся друг к другу торцевых сторонах зданий (ул. Абсалямова, 23 и 25) диптих «Солнце и Луна» в образе девушки, выражающей взглядом разные состояния души.
Творческий дуэт Pilot&Hef из США на аналогичных торцевых поверхностях (ул. Абсалямова, 28 и 30) представил композицию «Посвящение корням», изобразив мальчика с баллончиком в руках (сюжет мурала рассказывает о зарождения искусства граффити в мире).

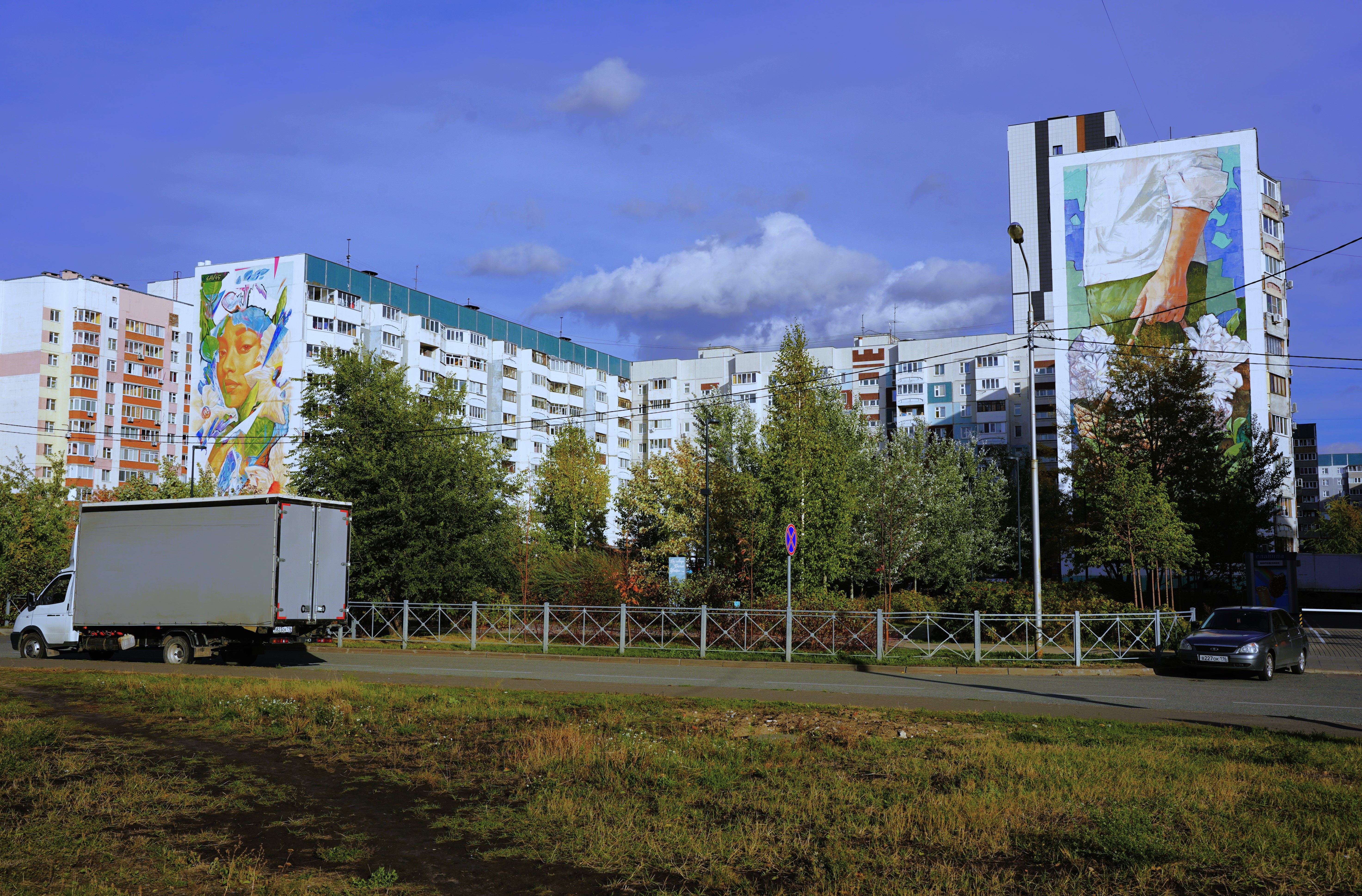
Муралы, посвящённые роману А. С. Абсалямова «Белые цветы»: герой романа Мансур «несёт» белые цветы своей любимой — Гульшагиде Сафиной
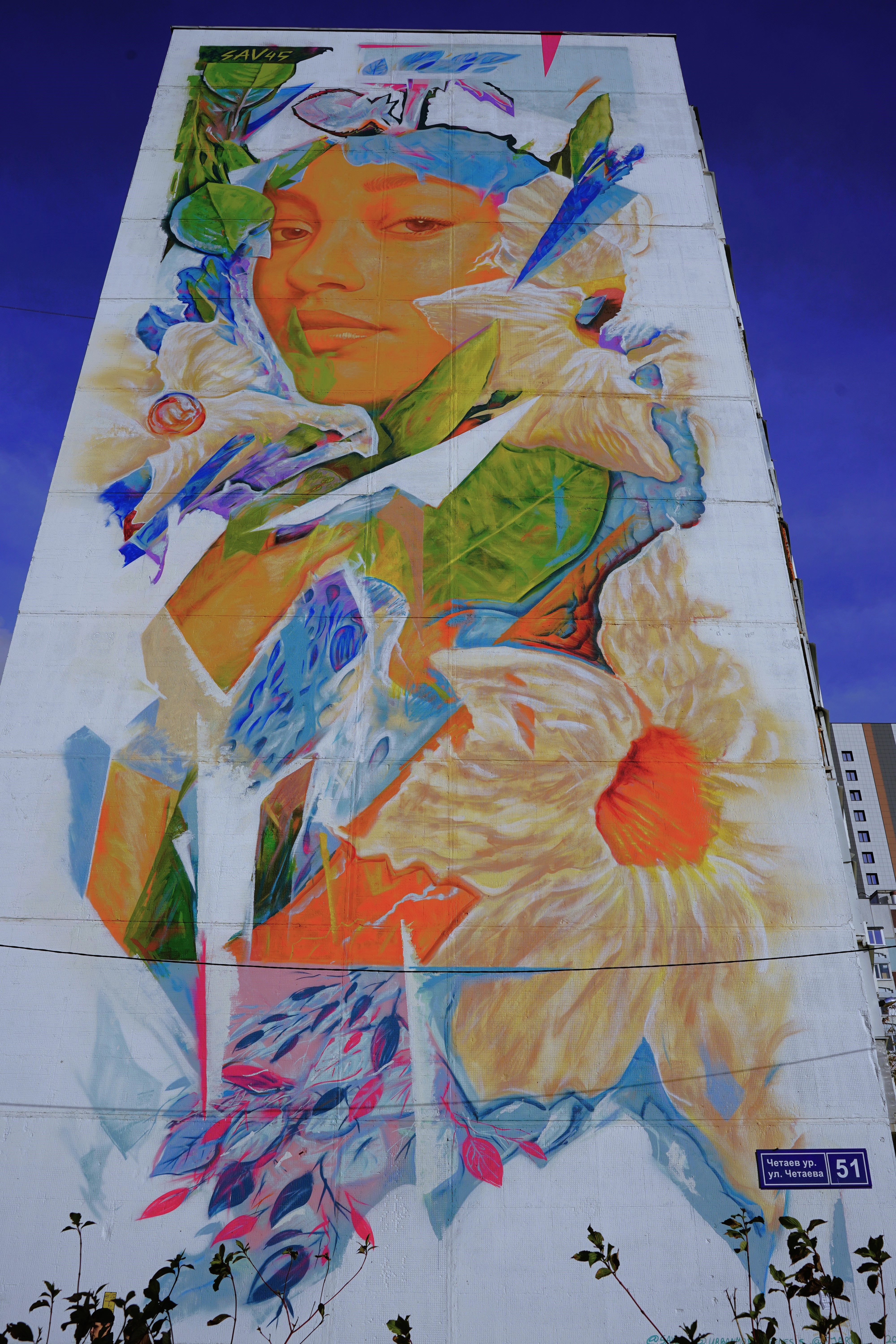
«Гульшагида Сафина», автор — Sav 45 (Вячеслав Гунин): ул. Четаева, 51
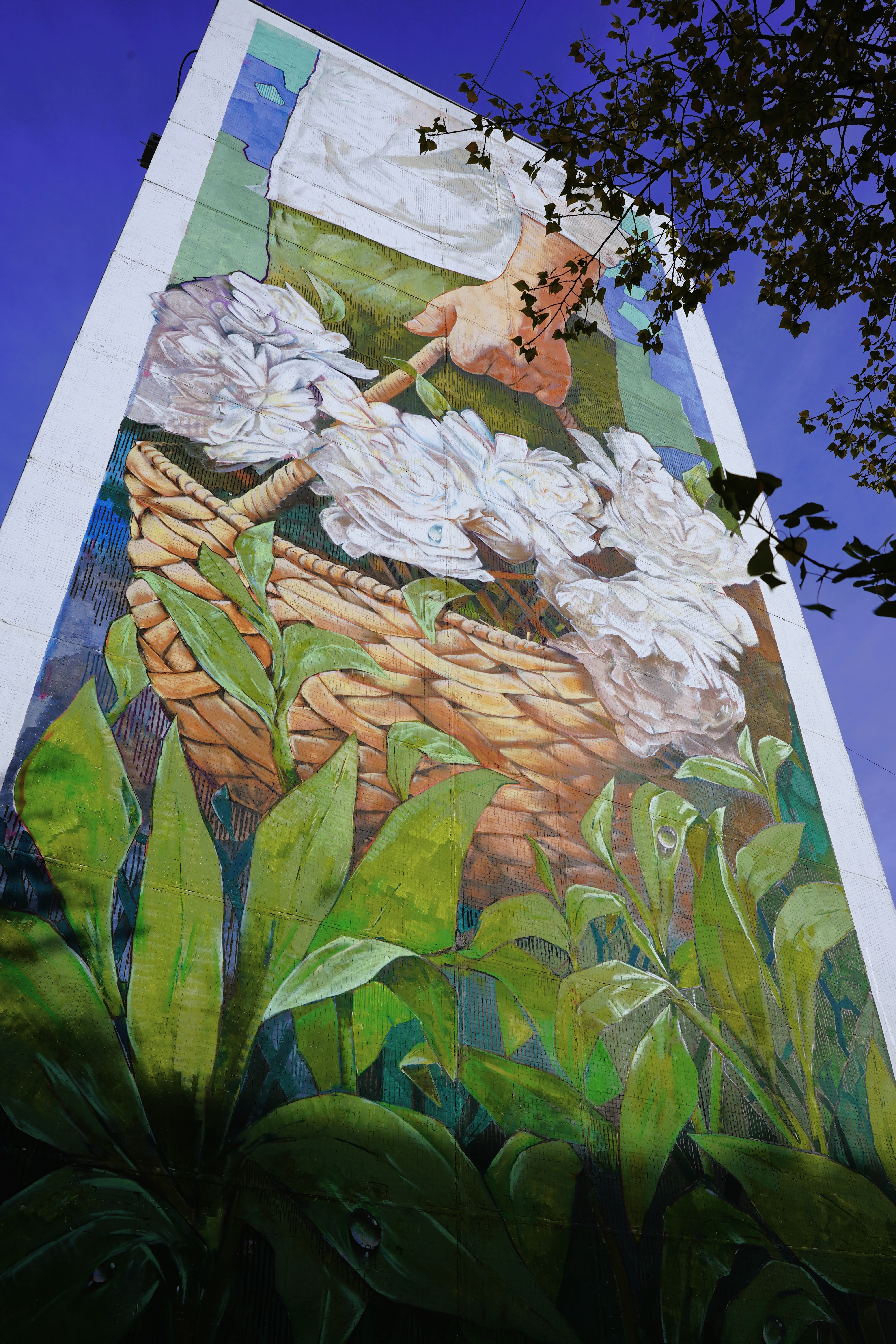
«Белые цветы», автор — Андрей Калугин: ул. Четаева, 47
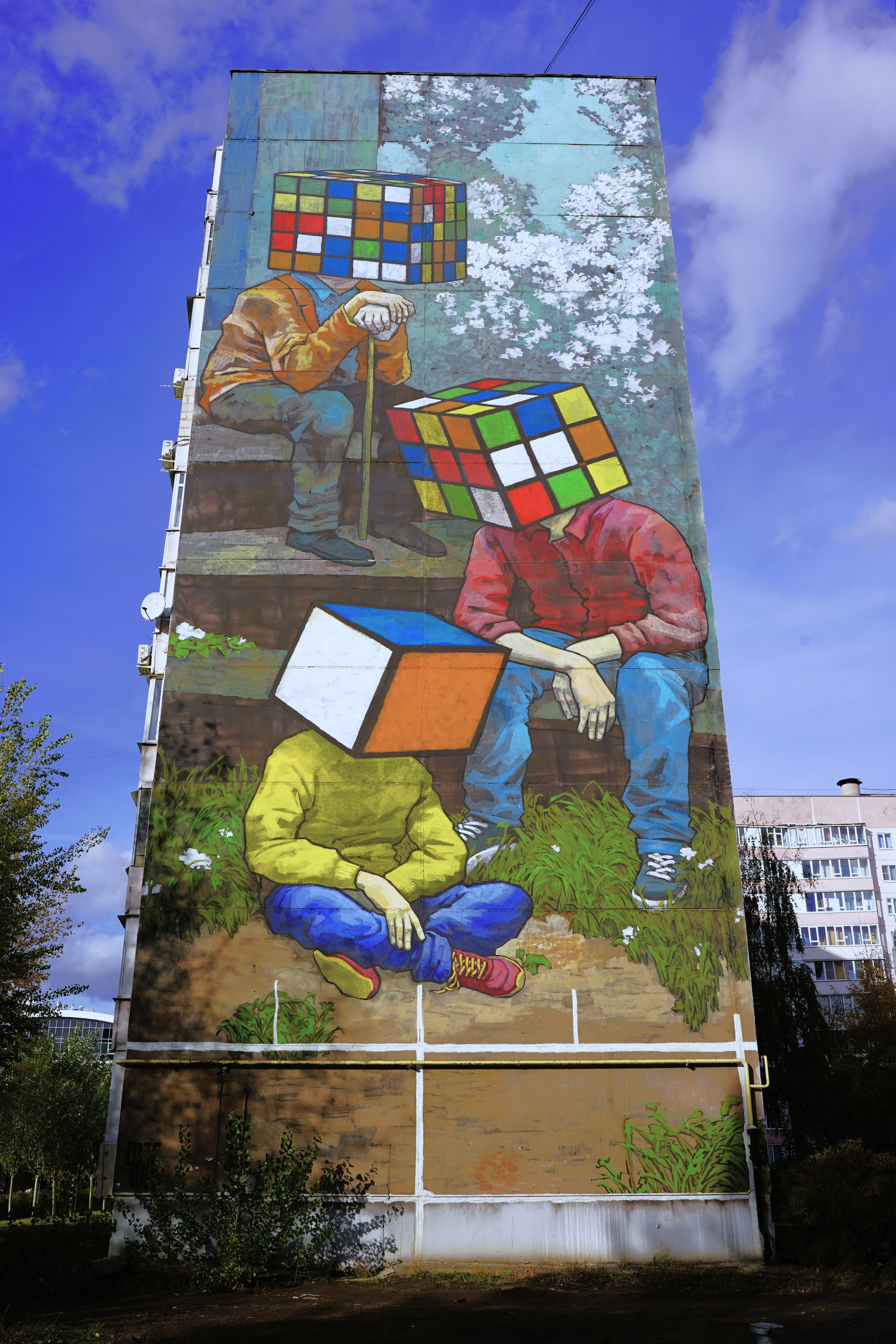
«Опыт», автор — Рустам Кубик: ул. Четаева, 68
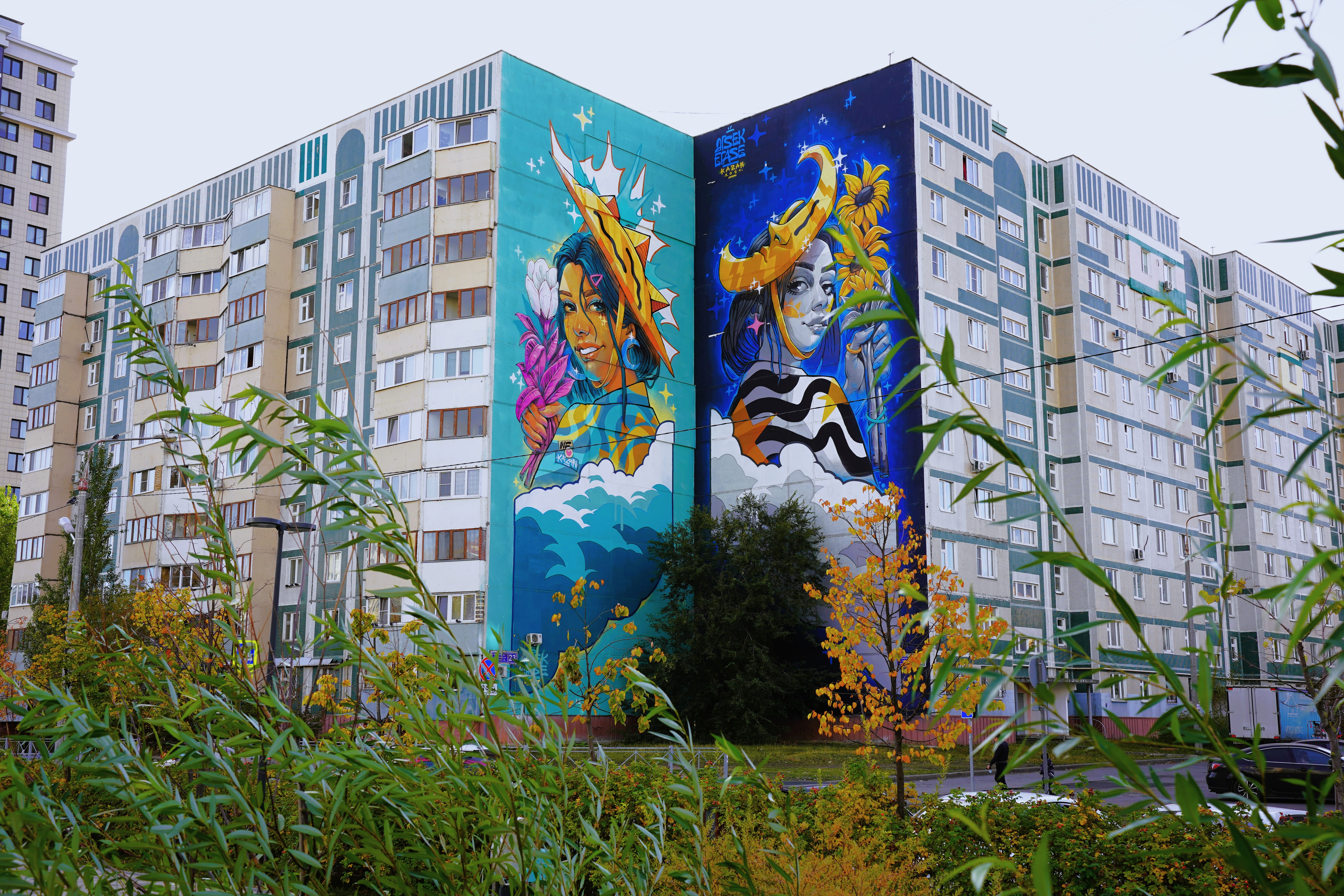
«Солнце и Луна», авторы — Arsek&Erase (братья Жельо и Георгий Димитровы): ул. Абсалямова, 23 и 25
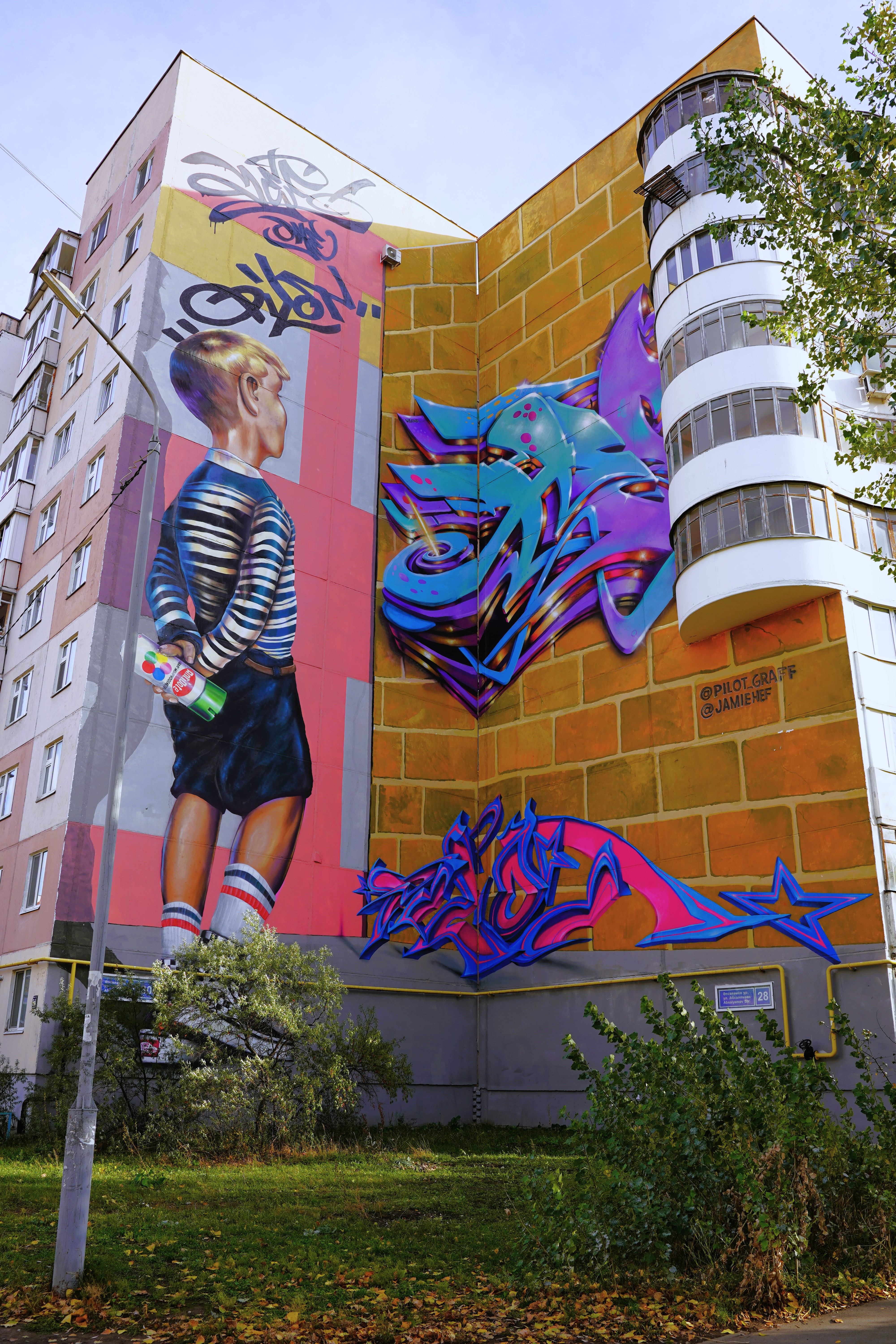
«Посвящение корням», авторы — дуэт Pilot&Hef: ул. Абсалямова, 28 и 30

### «Сююмбике»: восточная красавица со славянским лицом (2021—2023 годы)

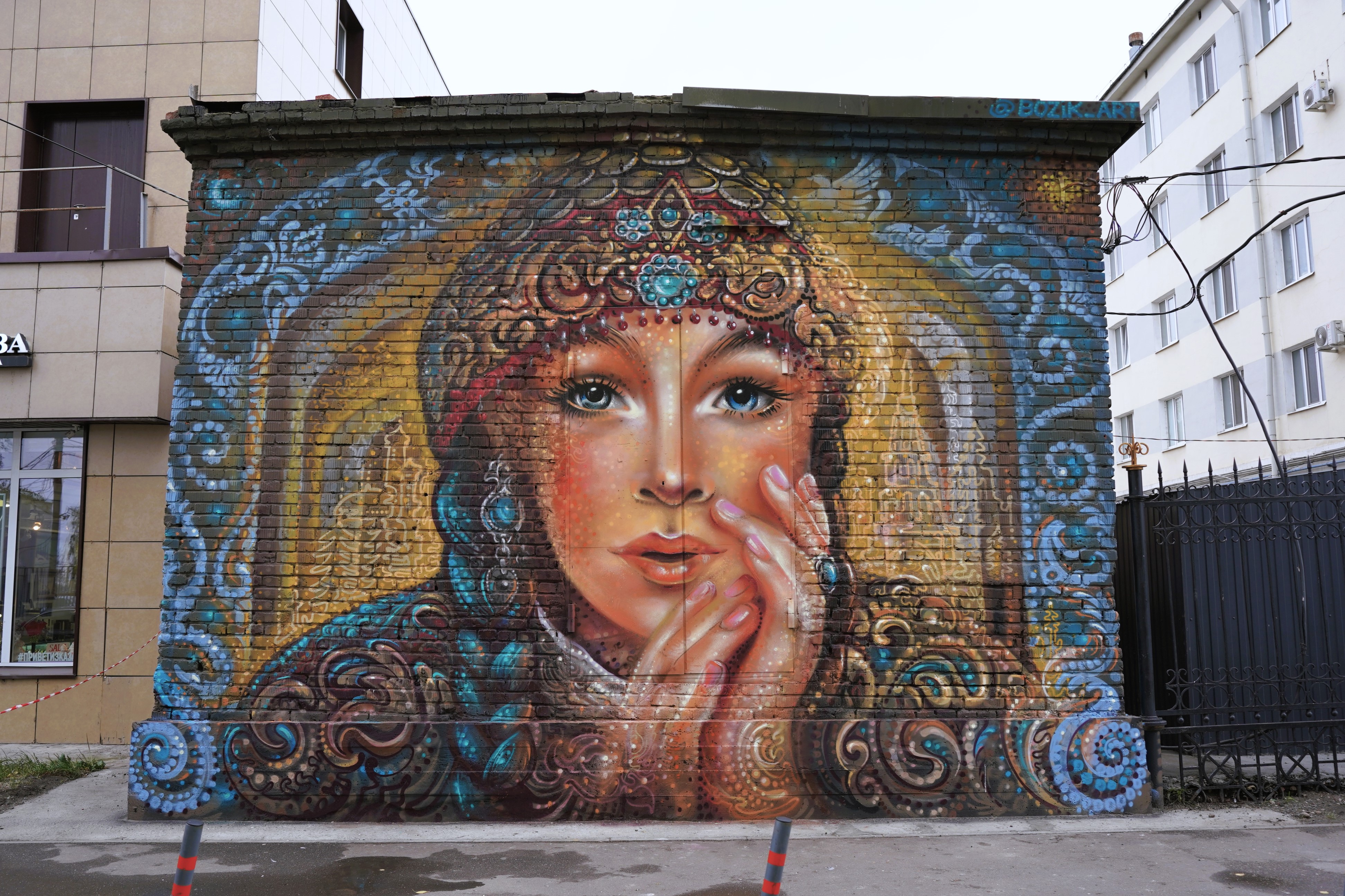
«Сююмбике» (вторая версия — 2023 года), автор — Дамир Bozik: ул. Коротченко, 22

Этот мурал — единственный в Казани, которому удалось пережить обновление и изменить образ.
Он появился в июне 2021 года на стенах одноэтажного строения, примыкающего к жилому дому по улице Коротченко, 22. Автором мурала, созданного по инициативе префектуры «Старый город», является казанский художник Дамир Bozik. Центральным элементом его композиции (сюжет мурала охватывает не только лицевую, но и боковые стены) является портрет восточной девушки, облачённой в богатое татарское национальное одеяние. По этой причине данный мурал, именуемый «Восточная красавица», вскоре получил второе, более популярное название — «Сююмбике» (в честь супруги казанских ханов Джан-Али, Сафа-Гирея и Шах-Али).
Более двух лет этот мурал сохранялся неприкосновенным, но в сентябре 2023 года владелец здания пробил через лицевую стену входной проём, полностью уничтожив лицо «восточной красавицы». Эти действия вызвали общественный резонанс, в результате чего автор мурала Дамир Bozik решил восстановить утраченную часть изображения, но теперь уже на дверной поверхности. В октябре 2023 года восстановительные работы были завершены, но результат оказался иным: если прежний вариант лица был выполнен в точечной технике, то нынешний вариант получил более сглаженные формы. При этом изменился тип лица — «восточная красавица» обрела славянское лицо.

### Иные знаковые муралы Казани
В 2017 году на стене паркинга (ул. Серова, 11А), расположенного около мечети «Ярдам», художником Азатом Алеевым создана большая композиция «Добро — Забота», посвящённая теме благотворительности. Её появление обусловлено тем, что при соседней мечети функционирует Благотворительный фонд «Ярдам — Помощь», известный своей активной поддержкой нуждающихся граждан.
В мае 2021 года на стене здания кадетской школы-интернета имени Героя Советского Союза Бориса Кузнецова (Катановский пер., 1) появился мурал с его портретом. Б. К. Кузнецов изображён молодым бойцом, обеспечивающим связь в момент форсирования советскими войсками Днепра.
В сентябре 2021 года в Адмиралтейской слободе, на торцевой стороне шестиэтажного жилого дома (ул. Клары Цеткин, 33) появился мурал «Сон», созданный художницей Ляйсан Аюповой (г. Заинск). В основе его сюжета — девушка, парящая в сидячей позе внутри стеклянного сосуда, окружённая растениями и животными. «Я хотела передать ощущение мира через призму сна. Глядя на рисунок, не понимаешь, спит эта девушка или находится в реальном мире. У каждого своё представление о реальности — в этом и философия моей работы», — пояснила идею сюжета автор мурала.
В 2022 году появились три мурала, посвящённые погибшим участникам российско-украинского военного конфликта, которые посмертно удостоены государственных наград. В апреле на торцевой стороне десятиэтажного жилого дома, находящегося на территории Казанского высшего танкового командного училища (Военный городок—2, дом 4) появился портрет Героя России офицера-танкиста Дамира Исламова (автор — Азат Алеев). В мае на торцевой стороне девятиэтажного жилого дома (ул. Юлиуса Фучика, 109) появился портрет Героя России солдата-танкиста Дамира Гилемханова (автор — Азат Алеев). Оба портрета сделаны в единой стилистике — на фоне государственного флага России и танков. В сентябре 2022 года на торцевой стороне десятиэтажного жилого дома (ул. Академика Глушко, 9 корп. 1) появился портрет военно-морского офицера Даниила Маршева, удостоенного ордена Мужества (посмертно).
В ноябре 2023 года в жилом районе Горки на торцевых стенах двух рядом расположенных девятиэтажных жилых домов появились муралы в форме диптиха, посвящённые семейным ценностям. На одном доме (ул. Братьев Касимовых, 38) изображены молодые супруги — муж, подаривший цветы своей беременной жене, на другом (ул. Рихарда Зорге, 33) — эта же семья, но уже втроём, с маленькой дочерью. Утверждается, что эскизы муралов сгенерированы нейросетью, а исполнили на стенах художники креативной студии «Братья Сергеевы»; общая площадь муралов составляет 377 м², всего потрачено 75 литров краски. Реакция общественности на данные муралы оказалась неоднозначной: многим казанцам не понравилось качество исполнения муралов, в том числе различные огрехи в изображении персонажей.

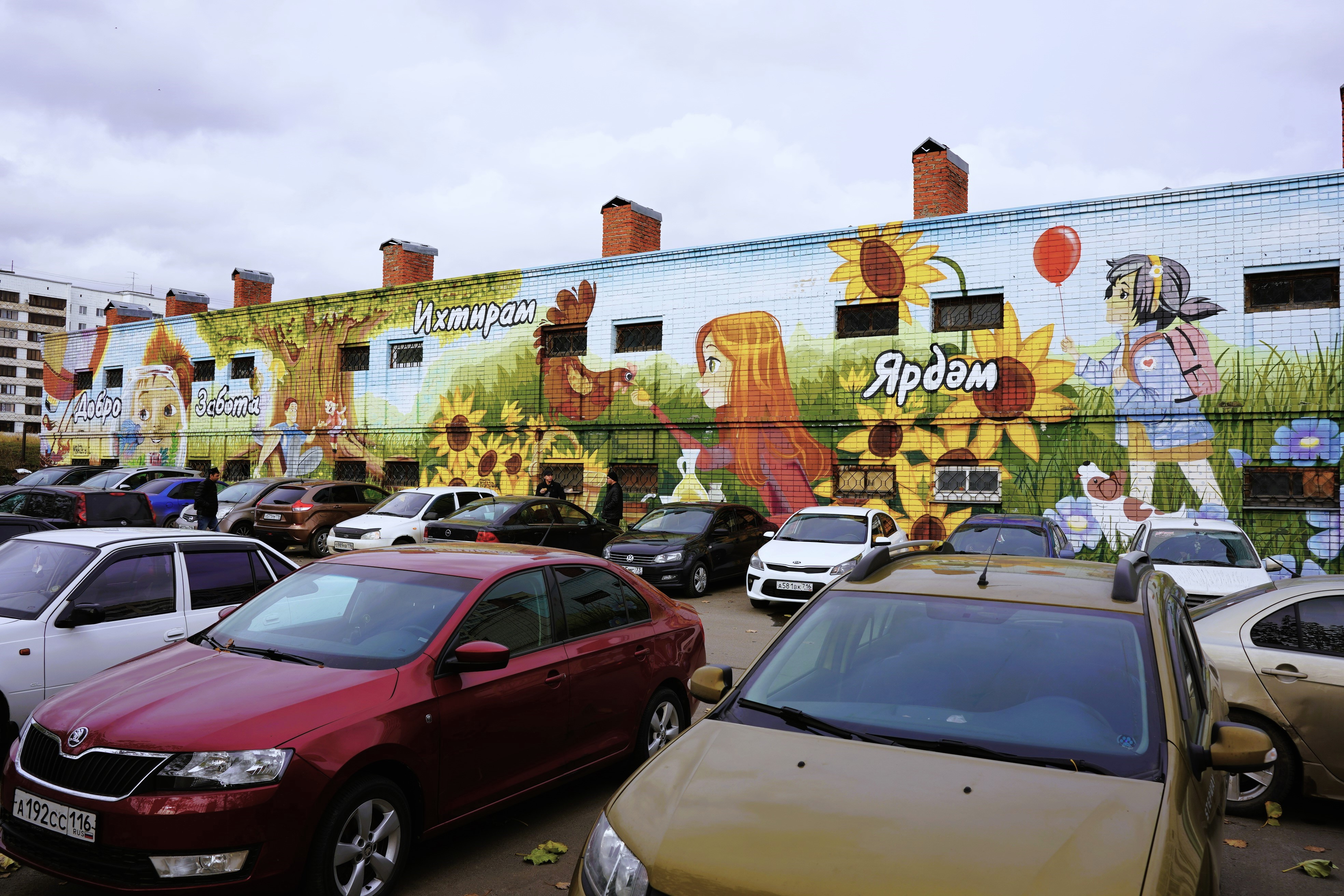
«Добро — Забота», автор — Азат Алеев: ул. Серова, 11А
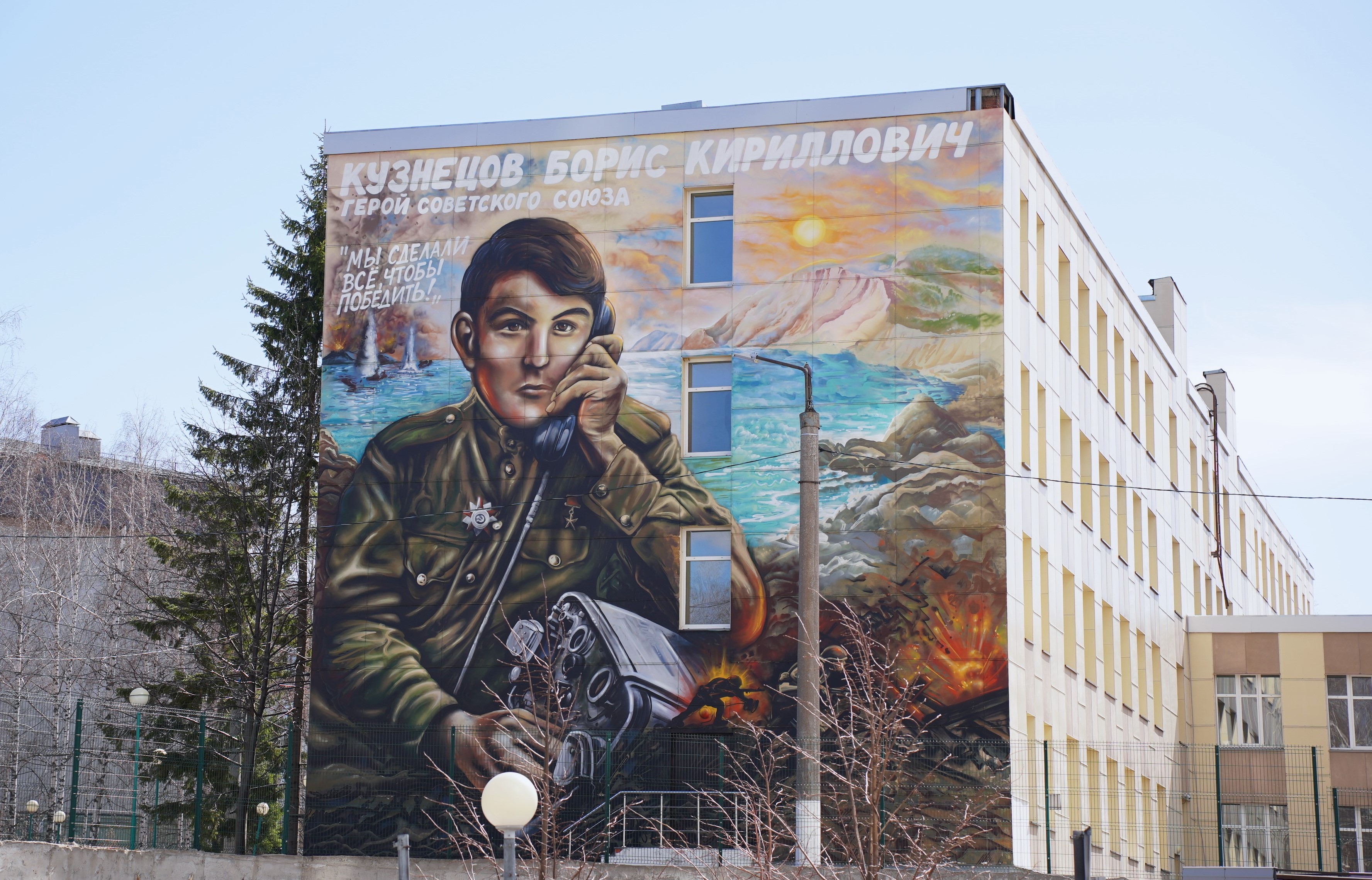
Герой Советского Союза Борис Кириллович Кузнецов: Катановский пер., 1
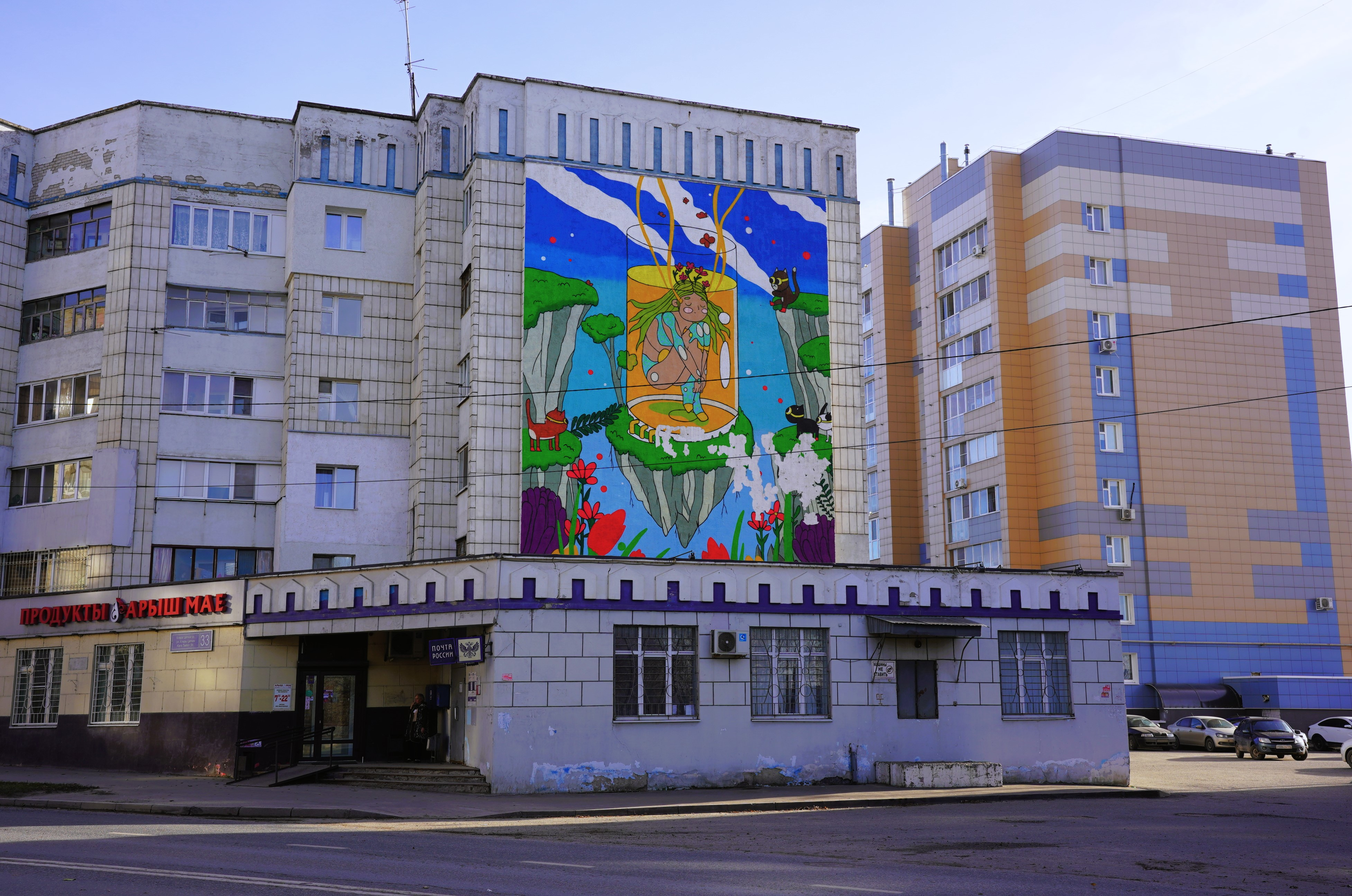
«Сон», автор — Ляйсан Аюпова: ул. Клары Цеткин, 33
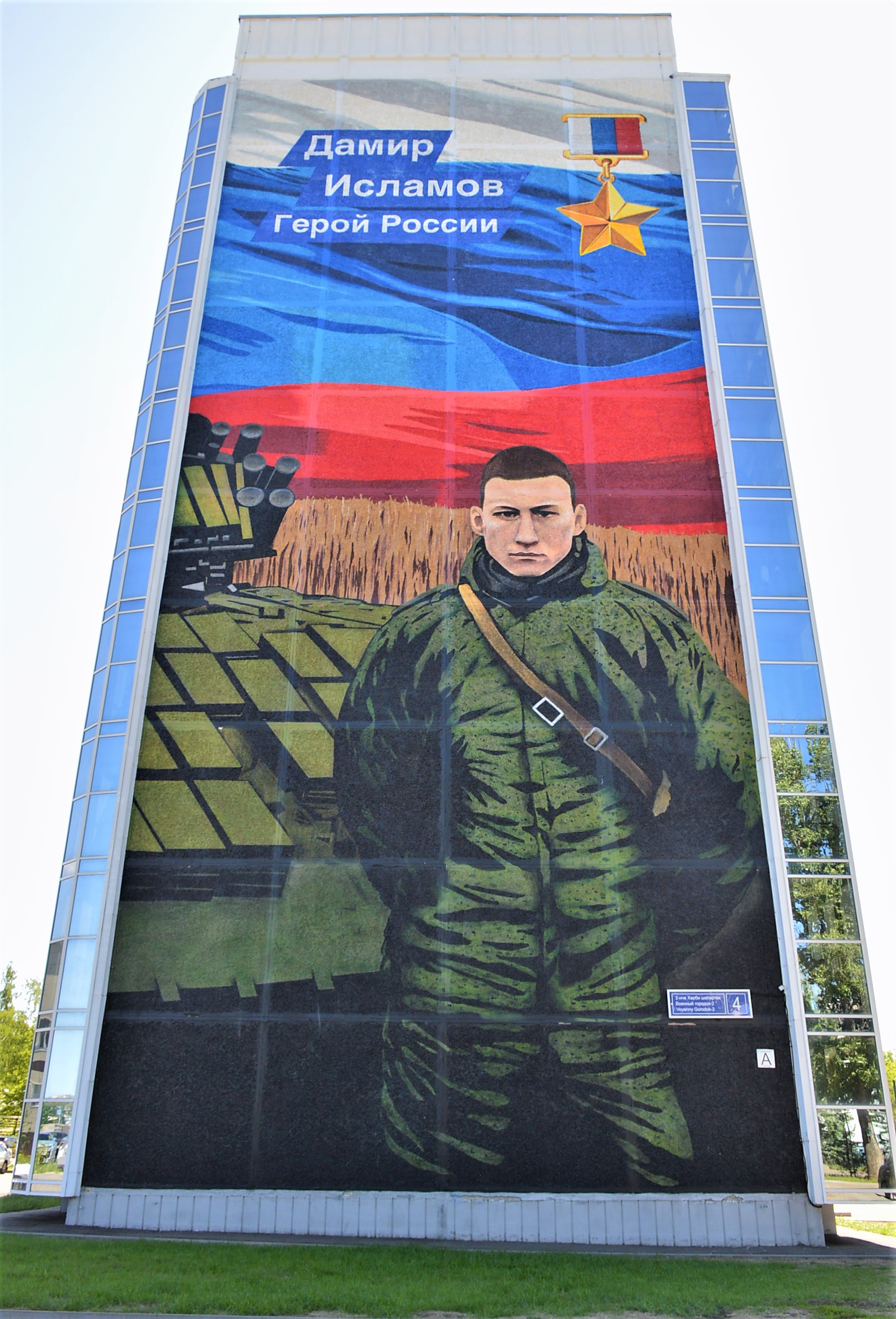
Портрет Дамира Исламова, автор — Азат Алеев: Военный городок—2, дом 4
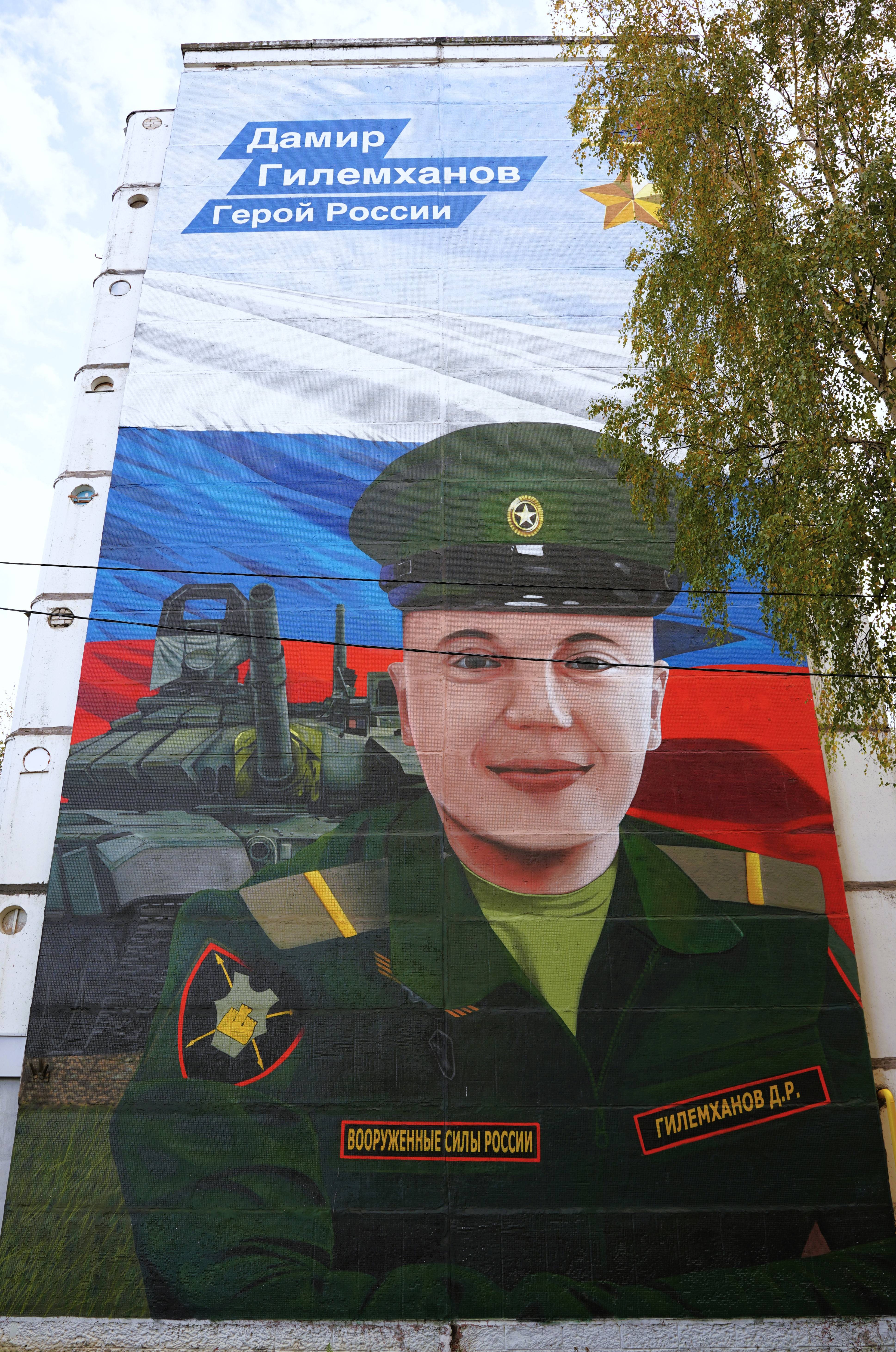
Портрет Дамира Гилемханова, автор — Азат Алеев: ул. Юлиуса Фучика, 109
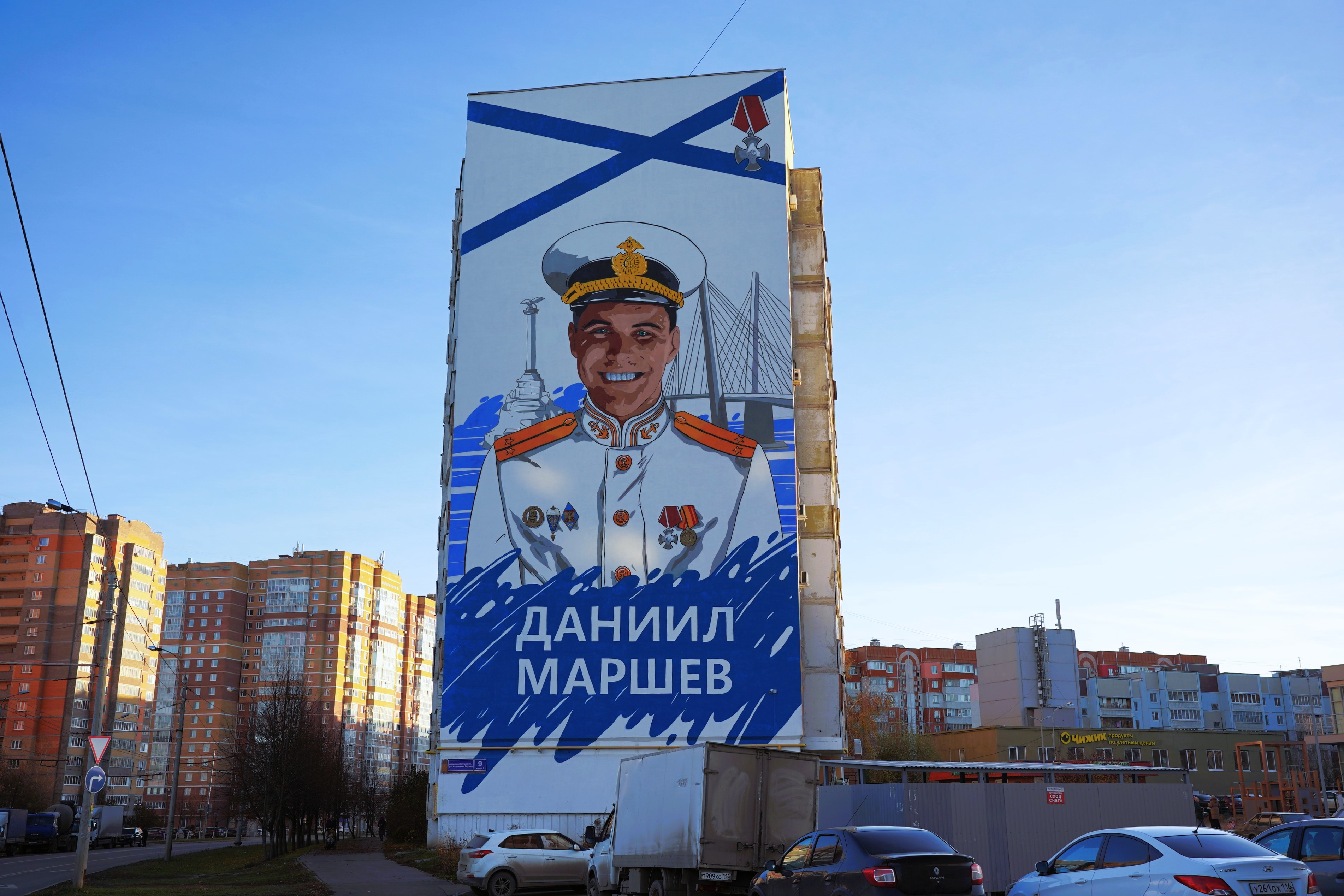
Портрет Даниила Маршева: ул. Академика Глушко, 9 корп. 1
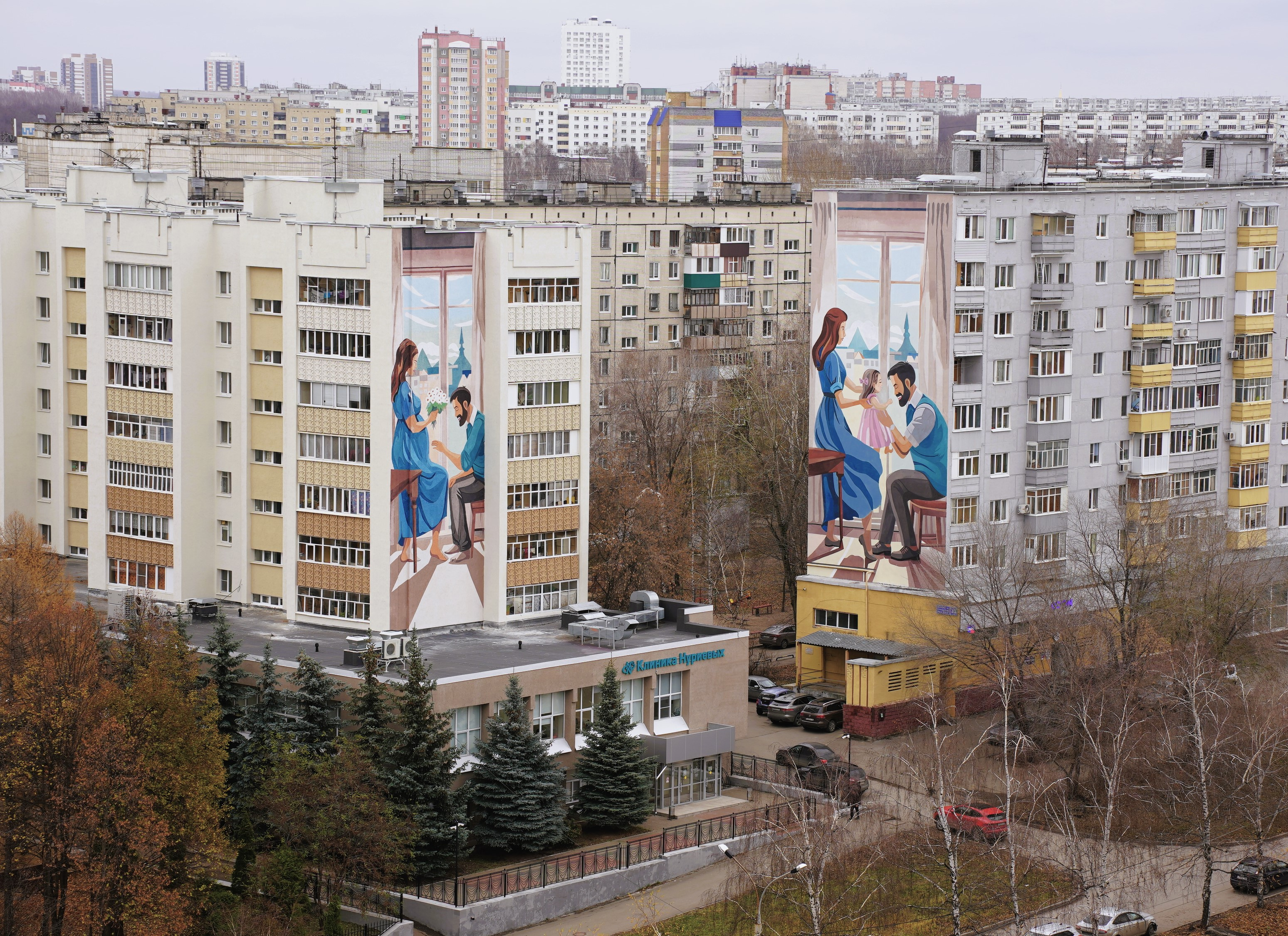
Мурал-диптих, посвящённый семейным ценностям, автор — студия «Братья Сергеевы»: ул. Братьев Касимовых, 38 и ул. Рихарда Зорге, 33

## Муралы Казани как объект политики властей
В Казани монументальная уличная живопись получила активное развитие после того, как город в конце 2005 года возглавил Ильсур Метшин. При его поддержке было проведено несколько стрит-арт фестивалей, самым известным из которых стал международный фестиваль Like It.Art, состоявшийся в июле 2012 года. Именно в ходе этого фестиваля стали активно использоваться обширные торцевые стороны многоэтажных жилых домов (хотя первый такой опыт применительно к Казани относится к 2008 году). Это положило начало трансформации нелегального стрит-арта с его малоразмерными граффити в легальный паблик-арт, в рамках которого появилась возможность создавать монументальные художественные композиции в виде муралов.
Однако инициатива мэрии Казани по поддержке монументальной живописи на стенах жилых домов не встретила понимания со стороны органов прокурорского надзора. По окончании фестиваля Like It.Art, в августе 2012 года прокуратура Казани потребовала от исполкома города стереть с домов все муралы, нанесённые в ходе фестиваля, так как они, по её мнению, грубо нарушают законодательство о санитарно-эпидемиологическом благополучии населения и городские правила благоустройства. В официальном предписании надзорное ведомство отмечало, что в указанных правилах прямо запрещается нанесение граффити на фасады зданий и сооружений. Эти претензии вызвали недоумение, как стороны городских властей, так и общественности Казани. В результате было принято решение о проведении согласительных процедур, по итогам которым указанные претензии были сняты.
Возражения со стороны органов прокурорского надзора потребовали от городских властей принятия мер по защите легальной настенной живописи. В частности, осенью 2014 года исполком Казани принял решение запретить закрывать рекламными конструкциями торцевые стороны многоквартирных домов, на которых нанесена «суперграфика». Под «суперграфикой» понимались не только украшения на советских пятиэтажных «хрущёвках», выполненные в технике сграффито, но и монументальные муралы постсоветского периода, в том числе появившиеся в рамках фестиваля Like It.Art 2012 года. Был подготовлен альбом, в который включили 34 объекта с «суперграфикой» в Ново-Савиновском, Советском и Приволжском районах Казани. Главным критерием включения в альбом этих объектов стала их художественная ценность с точки зрения соответствия двум параметрам: «сохранению композиционной целостности покраски здания в целом» и «сохранению архитектурно-художественной, пластической или стилевой выразительности здания, авторского художественного замысла и стилевое восприятие улицы».
Позже был принят ряд других мер, направленных на совершенствование системы защиты легальных муралов. Например, отделом городского дизайна Управления архитектуры и градостроительства исполкома Казани создана база свободных поверхностей, включающая 130 фасадов (по состоянию на 2021 год), на которых возможно размещение муралов. Однако их использование предполагает учёт ряд требований, в том числе особенностей местности и характера благоустройства. В частности, по словам главного художника Казани, начальника вышеуказанного отдела Жанны Белицкой, сюжет мурала должен учитывать «не только исторический и тематический подтексты, но и композиционное расположение объекта. Например, сдвоенные поверхности (диптих) или, если объекты расположены напротив друг друга, то они должны взаимодействовать».
В Казани утверждение сюжета мурала на фасадах жилых домов осуществляется: в рамках конкурсов — членами жюри, в рамках отдельных единичных проектов — с учётом мнения жильцов и профессионального сообщества.